# 1890
Portal Geschichte | Portal Biografien | Aktuelle Ereignisse | Jahreskalender | Tagesartikel

◄ |
18. Jahrhundert |
19. Jahrhundert
| 20. Jahrhundert | ►

◄ |
1860er |
1870er |
1880er |
1890er
| 1900er | 1910er | 1920er | ►

◄◄ |
◄ |
1886 |
1887 |
1888 |
1889 |
1890
| 1891 | 1892 | 1893 | 1894 | ► | ►►
Staatsoberhäupter · Wahlen · Nekrolog   · Musikjahr · Filmjahr  · Sportjahr
| Januar | Januar | Januar | Januar | Januar | Januar | Januar | Januar |
| Kw     | Mo     | Di     | Mi     | Do     | Fr     | Sa     | So     |
| ------ | ------ | ------ | ------ | ------ | ------ | ------ | ------ |
| 1      |        |        | 1      | 2      | 3      | 4      | 5      |
| 2      | 6      | 7      | 8      | 9      | 10     | 11     | 12     |
| 3      | 13     | 14     | 15     | 16     | 17     | 18     | 19     |
| 4      | 20     | 21     | 22     | 23     | 24     | 25     | 26     |
| 5      | 27     | 28     | 29     | 30     | 31     |        |        |

| Februar | Februar | Februar | Februar | Februar | Februar | Februar | Februar |
| Kw      | Mo      | Di      | Mi      | Do      | Fr      | Sa      | So      |
| ------- | ------- | ------- | ------- | ------- | ------- | ------- | ------- |
| 5       |         |         |         |         |         | 1       | 2       |
| 6       | 3       | 4       | 5       | 6       | 7       | 8       | 9       |
| 7       | 10      | 11      | 12      | 13      | 14      | 15      | 16      |
| 8       | 17      | 18      | 19      | 20      | 21      | 22      | 23      |
| 9       | 24      | 25      | 26      | 27      | 28      |         |         |

| März | März | März | März | März | März | März | März |
| Kw   | Mo   | Di   | Mi   | Do   | Fr   | Sa   | So   |
| ---- | ---- | ---- | ---- | ---- | ---- | ---- | ---- |
| 9    |      |      |      |      |      | 1    | 2    |
| 10   | 3    | 4    | 5    | 6    | 7    | 8    | 9    |
| 11   | 10   | 11   | 12   | 13   | 14   | 15   | 16   |
| 12   | 17   | 18   | 19   | 20   | 21   | 22   | 23   |
| 1    | 24   | 25   | 26   | 27   | 28   | 29   | 30   |
| 14   | 31   |      |      |      |      |      |      |

| April | April | April | April | April | April | April | April |
| Kw    | Mo    | Di    | Mi    | Do    | Fr    | Sa    | So    |
| ----- | ----- | ----- | ----- | ----- | ----- | ----- | ----- |
| 14    |       | 1     | 2     | 3     | 4     | 5     | 6     |
| 15    | 7     | 8     | 9     | 10    | 11    | 12    | 13    |
| 16    | 14    | 15    | 16    | 17    | 18    | 19    | 20    |
| 17    | 21    | 22    | 23    | 24    | 25    | 26    | 27    |
| 18    | 28    | 29    | 30    |       |       |       |       |

| Mai | Mai | Mai | Mai | Mai | Mai | Mai | Mai |
| Kw  | Mo  | Di  | Mi  | Do  | Fr  | Sa  | So  |
| --- | --- | --- | --- | --- | --- | --- | --- |
| 18  |     |     |     | 1   | 2   | 3   | 4   |
| 19  | 5   | 6   | 7   | 8   | 9   | 10  | 11  |
| 20  | 12  | 13  | 14  | 15  | 16  | 17  | 18  |
| 21  | 19  | 20  | 21  | 22  | 23  | 24  | 25  |
| 22  | 26  | 27  | 28  | 29  | 30  | 31  |     |

| Juni | Juni | Juni | Juni | Juni | Juni | Juni | Juni |
| Kw   | Mo   | Di   | Mi   | Do   | Fr   | Sa   | So   |
| ---- | ---- | ---- | ---- | ---- | ---- | ---- | ---- |
| 22   |      |      |      |      |      |      | 1    |
| 23   | 2    | 3    | 4    | 5    | 6    | 7    | 8    |
| 24   | 9    | 10   | 11   | 12   | 13   | 14   | 15   |
| 25   | 16   | 17   | 18   | 19   | 20   | 21   | 22   |
| 26   | 23   | 24   | 25   | 26   | 27   | 28   | 29   |
| 27   | 30   |      |      |      |      |      |      |

| Juli | Juli | Juli | Juli | Juli | Juli | Juli | Juli |
| Kw   | Mo   | Di   | Mi   | Do   | Fr   | Sa   | So   |
| ---- | ---- | ---- | ---- | ---- | ---- | ---- | ---- |
| 27   |      | 1    | 2    | 3    | 4    | 5    | 6    |
| 2    | 7    | 8    | 9    | 10   | 11   | 12   | 13   |
| 29   | 14   | 15   | 16   | 17   | 18   | 19   | 20   |
| 30   | 21   | 22   | 23   | 24   | 25   | 26   | 27   |
| 31   | 28   | 29   | 30   | 31   |      |      |      |

| August | August | August | August | August | August | August | August |
| Kw     | Mo     | Di     | Mi     | Do     | Fr     | Sa     | So     |
| ------ | ------ | ------ | ------ | ------ | ------ | ------ | ------ |
| 31     |        |        |        |        | 1      | 2      | 3      |
| 32     | 4      | 5      | 6      | 7      | 8      | 9      | 10     |
| 33     | 11     | 12     | 13     | 14     | 15     | 16     | 17     |
| 34     | 18     | 19     | 20     | 21     | 22     | 23     | 24     |
| 35     | 25     | 26     | 27     | 28     | 29     | 30     | 31     |

| September | September | September | September | September | September | September | September |
| Kw        | Mo        | Di        | Mi        | Do        | Fr        | Sa        | So        |
| --------- | --------- | --------- | --------- | --------- | --------- | --------- | --------- |
| 36        | 1         | 2         | 3         | 4         | 5         | 6         | 7         |
| 37        | 8         | 9         | 10        | 11        | 12        | 13        | 14        |
| 38        | 15        | 16        | 17        | 18        | 19        | 20        | 21        |
| 39        | 22        | 23        | 24        | 25        | 26        | 27        | 28        |
| 40        | 29        | 30        |           |           |           |           |           |

| Oktober | Oktober | Oktober | Oktober | Oktober | Oktober | Oktober | Oktober |
| Kw      | Mo      | Di      | Mi      | Do      | Fr      | Sa      | So      |
| ------- | ------- | ------- | ------- | ------- | ------- | ------- | ------- |
| 40      |         |         | 1       | 2       | 3       | 4       | 5       |
| 41      | 6       | 7       | 8       | 9       | 10      | 11      | 12      |
| 42      | 13      | 14      | 15      | 16      | 17      | 18      | 19      |
| 43      | 20      | 21      | 22      | 23      | 24      | 25      | 26      |
| 44      | 27      | 28      | 29      | 30      | 31      |         |         |

| November | November | November | November | November | November | November | November |
| Kw       | Mo       | Di       | Mi       | Do       | Fr       | Sa       | So       |
| -------- | -------- | -------- | -------- | -------- | -------- | -------- | -------- |
| 44       |          |          |          |          |          | 1        | 2        |
| 45       | 3        | 4        | 5        | 6        | 7        | 8        | 9        |
| 46       | 10       | 11       | 12       | 13       | 14       | 15       | 16       |
| 47       | 17       | 18       | 19       | 20       | 21       | 22       | 23       |
| 48       | 24       | 25       | 26       | 27       | 28       | 29       | 30       |

| Dezember | Dezember | Dezember | Dezember | Dezember | Dezember | Dezember | Dezember |
| Kw       | Mo       | Di       | Mi       | Do       | Fr       | Sa       | So       |
| -------- | -------- | -------- | -------- | -------- | -------- | -------- | -------- |
| 49       | 1        | 2        | 3        | 4        | 5        | 6        | 7        |
| 50       | 8        | 9        | 10       | 11       | 12       | 13       | 14       |
| 51       | 15       | 16       | 17       | 18       | 19       | 20       | 21       |
| 52       | 22       | 23       | 24       | 25       | 26       | 27       | 28       |
| 1        | 29       | 30       | 31       |          |          |          |          |

| Januar | Januar | Januar | Januar | Januar | Januar | Januar | Januar |
| Kw     | Mo     | Di     | Mi     | Do     | Fr     | Sa     | So     |
| ------ | ------ | ------ | ------ | ------ | ------ | ------ | ------ |
| 1      |        |        | 1      | 2      | 3      | 4      | 5      |
| 2      | 6      | 7      | 8      | 9      | 10     | 11     | 12     |
| 3      | 13     | 14     | 15     | 16     | 17     | 18     | 19     |
| 4      | 20     | 21     | 22     | 23     | 24     | 25     | 26     |
| 5      | 27     | 28     | 29     | 30     | 31     |        |        |

| Februar | Februar | Februar | Februar | Februar | Februar | Februar | Februar |
| Kw      | Mo      | Di      | Mi      | Do      | Fr      | Sa      | So      |
| ------- | ------- | ------- | ------- | ------- | ------- | ------- | ------- |
| 5       |         |         |         |         |         | 1       | 2       |
| 6       | 3       | 4       | 5       | 6       | 7       | 8       | 9       |
| 7       | 10      | 11      | 12      | 13      | 14      | 15      | 16      |
| 8       | 17      | 18      | 19      | 20      | 21      | 22      | 23      |
| 9       | 24      | 25      | 26      | 27      | 28      |         |         |

| März | März | März | März | März | März | März | März |
| Kw   | Mo   | Di   | Mi   | Do   | Fr   | Sa   | So   |
| ---- | ---- | ---- | ---- | ---- | ---- | ---- | ---- |
| 9    |      |      |      |      |      | 1    | 2    |
| 10   | 3    | 4    | 5    | 6    | 7    | 8    | 9    |
| 11   | 10   | 11   | 12   | 13   | 14   | 15   | 16   |
| 12   | 17   | 18   | 19   | 20   | 21   | 22   | 23   |
| 1    | 24   | 25   | 26   | 27   | 28   | 29   | 30   |
| 14   | 31   |      |      |      |      |      |      |

| April | April | April | April | April | April | April | April |
| Kw    | Mo    | Di    | Mi    | Do    | Fr    | Sa    | So    |
| ----- | ----- | ----- | ----- | ----- | ----- | ----- | ----- |
| 14    |       | 1     | 2     | 3     | 4     | 5     | 6     |
| 15    | 7     | 8     | 9     | 10    | 11    | 12    | 13    |
| 16    | 14    | 15    | 16    | 17    | 18    | 19    | 20    |
| 17    | 21    | 22    | 23    | 24    | 25    | 26    | 27    |
| 18    | 28    | 29    | 30    |       |       |       |       |

| Mai | Mai | Mai | Mai | Mai | Mai | Mai | Mai |
| Kw  | Mo  | Di  | Mi  | Do  | Fr  | Sa  | So  |
| --- | --- | --- | --- | --- | --- | --- | --- |
| 18  |     |     |     | 1   | 2   | 3   | 4   |
| 19  | 5   | 6   | 7   | 8   | 9   | 10  | 11  |
| 20  | 12  | 13  | 14  | 15  | 16  | 17  | 18  |
| 21  | 19  | 20  | 21  | 22  | 23  | 24  | 25  |
| 22  | 26  | 27  | 28  | 29  | 30  | 31  |     |

| Juni | Juni | Juni | Juni | Juni | Juni | Juni | Juni |
| Kw   | Mo   | Di   | Mi   | Do   | Fr   | Sa   | So   |
| ---- | ---- | ---- | ---- | ---- | ---- | ---- | ---- |
| 22   |      |      |      |      |      |      | 1    |
| 23   | 2    | 3    | 4    | 5    | 6    | 7    | 8    |
| 24   | 9    | 10   | 11   | 12   | 13   | 14   | 15   |
| 25   | 16   | 17   | 18   | 19   | 20   | 21   | 22   |
| 26   | 23   | 24   | 25   | 26   | 27   | 28   | 29   |
| 27   | 30   |      |      |      |      |      |      |

| Juli | Juli | Juli | Juli | Juli | Juli | Juli | Juli |
| Kw   | Mo   | Di   | Mi   | Do   | Fr   | Sa   | So   |
| ---- | ---- | ---- | ---- | ---- | ---- | ---- | ---- |
| 27   |      | 1    | 2    | 3    | 4    | 5    | 6    |
| 2    | 7    | 8    | 9    | 10   | 11   | 12   | 13   |
| 29   | 14   | 15   | 16   | 17   | 18   | 19   | 20   |
| 30   | 21   | 22   | 23   | 24   | 25   | 26   | 27   |
| 31   | 28   | 29   | 30   | 31   |      |      |      |

| August | August | August | August | August | August | August | August |
| Kw     | Mo     | Di     | Mi     | Do     | Fr     | Sa     | So     |
| ------ | ------ | ------ | ------ | ------ | ------ | ------ | ------ |
| 31     |        |        |        |        | 1      | 2      | 3      |
| 32     | 4      | 5      | 6      | 7      | 8      | 9      | 10     |
| 33     | 11     | 12     | 13     | 14     | 15     | 16     | 17     |
| 34     | 18     | 19     | 20     | 21     | 22     | 23     | 24     |
| 35     | 25     | 26     | 27     | 28     | 29     | 30     | 31     |

| September | September | September | September | September | September | September | September |
| Kw        | Mo        | Di        | Mi        | Do        | Fr        | Sa        | So        |
| --------- | --------- | --------- | --------- | --------- | --------- | --------- | --------- |
| 36        | 1         | 2         | 3         | 4         | 5         | 6         | 7         |
| 37        | 8         | 9         | 10        | 11        | 12        | 13        | 14        |
| 38        | 15        | 16        | 17        | 18        | 19        | 20        | 21        |
| 39        | 22        | 23        | 24        | 25        | 26        | 27        | 28        |
| 40        | 29        | 30        |           |           |           |           |           |

| Oktober | Oktober | Oktober | Oktober | Oktober | Oktober | Oktober | Oktober |
| Kw      | Mo      | Di      | Mi      | Do      | Fr      | Sa      | So      |
| ------- | ------- | ------- | ------- | ------- | ------- | ------- | ------- |
| 40      |         |         | 1       | 2       | 3       | 4       | 5       |
| 41      | 6       | 7       | 8       | 9       | 10      | 11      | 12      |
| 42      | 13      | 14      | 15      | 16      | 17      | 18      | 19      |
| 43      | 20      | 21      | 22      | 23      | 24      | 25      | 26      |
| 44      | 27      | 28      | 29      | 30      | 31      |         |         |

| November | November | November | November | November | November | November | November |
| Kw       | Mo       | Di       | Mi       | Do       | Fr       | Sa       | So       |
| -------- | -------- | -------- | -------- | -------- | -------- | -------- | -------- |
| 44       |          |          |          |          |          | 1        | 2        |
| 45       | 3        | 4        | 5        | 6        | 7        | 8        | 9        |
| 46       | 10       | 11       | 12       | 13       | 14       | 15       | 16       |
| 47       | 17       | 18       | 19       | 20       | 21       | 22       | 23       |
| 48       | 24       | 25       | 26       | 27       | 28       | 29       | 30       |

| Dezember | Dezember | Dezember | Dezember | Dezember | Dezember | Dezember | Dezember |
| Kw       | Mo       | Di       | Mi       | Do       | Fr       | Sa       | So       |
| -------- | -------- | -------- | -------- | -------- | -------- | -------- | -------- |
| 49       | 1        | 2        | 3        | 4        | 5        | 6        | 7        |
| 50       | 8        | 9        | 10       | 11       | 12       | 13       | 14       |
| 51       | 15       | 16       | 17       | 18       | 19       | 20       | 21       |
| 52       | 22       | 23       | 24       | 25       | 26       | 27       | 28       |
| 1        | 29       | 30       | 31       |          |          |          |          |

## Ereignisse

### Politik und Weltgeschehen

#### Deutsches Reich/Großbritannien
- 25. Januar: Der Deutsche Reichstag lehnt mit 167 gegen 98 Stimmen eine Vorlage der Regierung über die Verlängerung des Sozialistengesetzes auf unbestimmte Zeit ab.

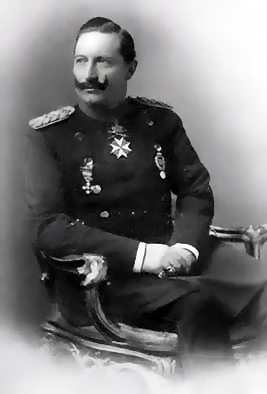
Kaiser Wilhelm II.

- 4. Februar: Entgegen dem Rat des Reichskanzlers Otto von Bismarck und ohne dessen vorgeschriebene Gegenzeichnung werden nach dem Willen Kaiser Wilhelms II. die Februarerlasse veröffentlicht. Sie kündigen einen Ausbau des Arbeiterschutzes an.
- 20. Februar: Die Sozialdemokraten werden bei der Reichstagswahl 1890 in Deutschland mit 19,7 % der Stimmen erstmals stärkste Partei, erhalten jedoch aufgrund des geltenden Mehrheitswahlrechts nur 35 Sitze. Auch die linksliberalen Parteien gewinnen Stimmen hinzu, während Nationalliberale und Konservative verlieren.
- 18. März: Reichskanzler Otto von Bismarck reicht sein Entlassungsgesuch bei Kaiser Wilhelm II. ein, worauf der junge Monarch zuvor mehrfach gedrängt hat. Zwei Tage später ist der Rücktritt vollzogen.
- 20. März: Reichskanzler Otto von Bismarck wird von Kaiser Wilhelm II. entlassen, sein Nachfolger wird Leo von Caprivi.
- 20. März: Gründung der Antisemitischen Volkspartei
- 1. Juli: Helgoland-Sansibar-Vertrag: Das Deutsche Reich erhält Helgoland von Großbritannien; im Austausch dazu erkennt das Deutsche Reich die englischen Ansprüche auf Sansibar an und tritt die deutsche Kolonie Wituland an Großbritannien ab.

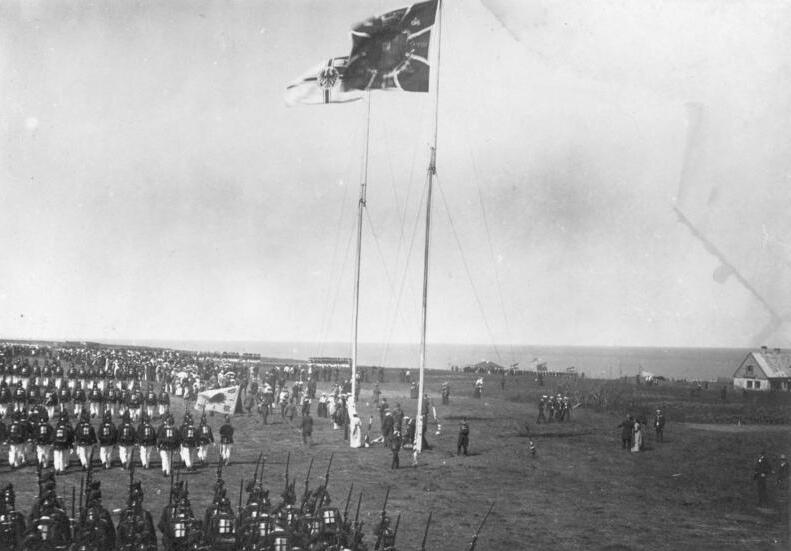
Parade zur Abtretung Helgolands an Deutschland

- 9. August: Die Insel Helgoland wird von den Briten in deutsche Verwaltung übergeben.
- 12. Oktober: Der Parteitag der Sozialistischen Arbeiterpartei Deutschlands (SAPD) in Halle beschließt die Umbenennung der Partei in Sozialdemokratische Partei Deutschlands (SPD).

#### Weitere Ereignisse in Europa
- 1. Januar: Louis Ruchonnet wird zum zweiten Mal Schweizer Bundespräsident.

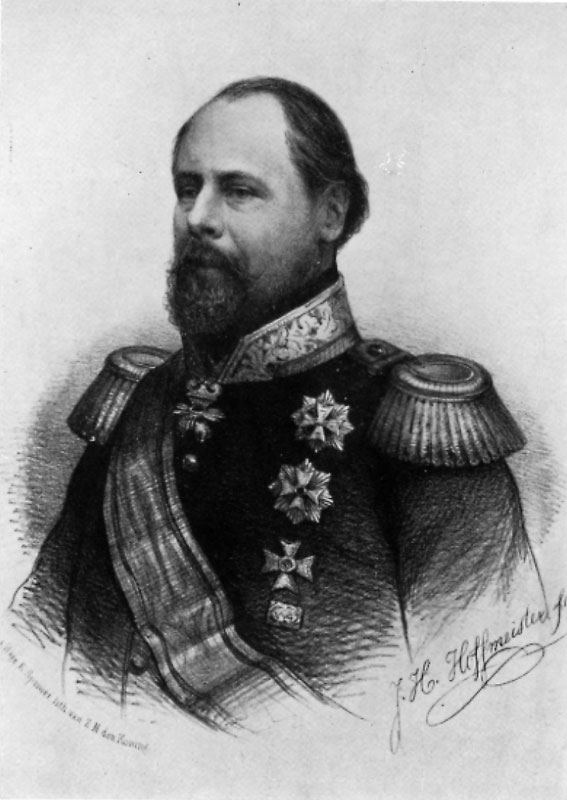
Wilhelm III., König der Niederlande und Großherzog von Luxemburg

- 23. November: Der Tod Wilhelms III. bedeutet für das Großherzogtum Luxemburg die völlige Unabhängigkeit. Wilhelms zehnjährige Tochter Wilhelmina wird Königin der Niederlande. Da in Luxemburg aber salisches Erbrecht gilt, endet die Personalunion und Adolph I. wird Großherzog von Luxemburg.

#### Afrika
- 27. Februar: Carl Peters und Mwanga II. von Buganda schließen den Uganda-Vertrag, der jedoch vom Deutschen Reich nicht ratifiziert wird.
- 1. Juli: Das Königreich Burundi unter Mwezi IV. Gisabo wird formell in das deutsche Kolonialgebiet Deutsch-Ostafrika inkorporiert.
- 5. August: Ein Anglo-Französisches Abkommen steckt die beiderseitigen Interessensphären in Westafrika ab.
- 18. Oktober: Curt von François gründet die namibische Hauptstadt Windhoek (Windhuk).

#### Asien
- 1. Juli: Erste Abgeordnetenhauswahl in Japan
- 29. November: In Japan tritt die Meiji-Verfassung in Kraft. Der Reichstag, ähnlich wie der preußische Landtag zusammengesetzt aus Abgeordnetenhaus und Herrenhaus, kommt zu seiner ersten Sitzung zusammen.

#### Amerika

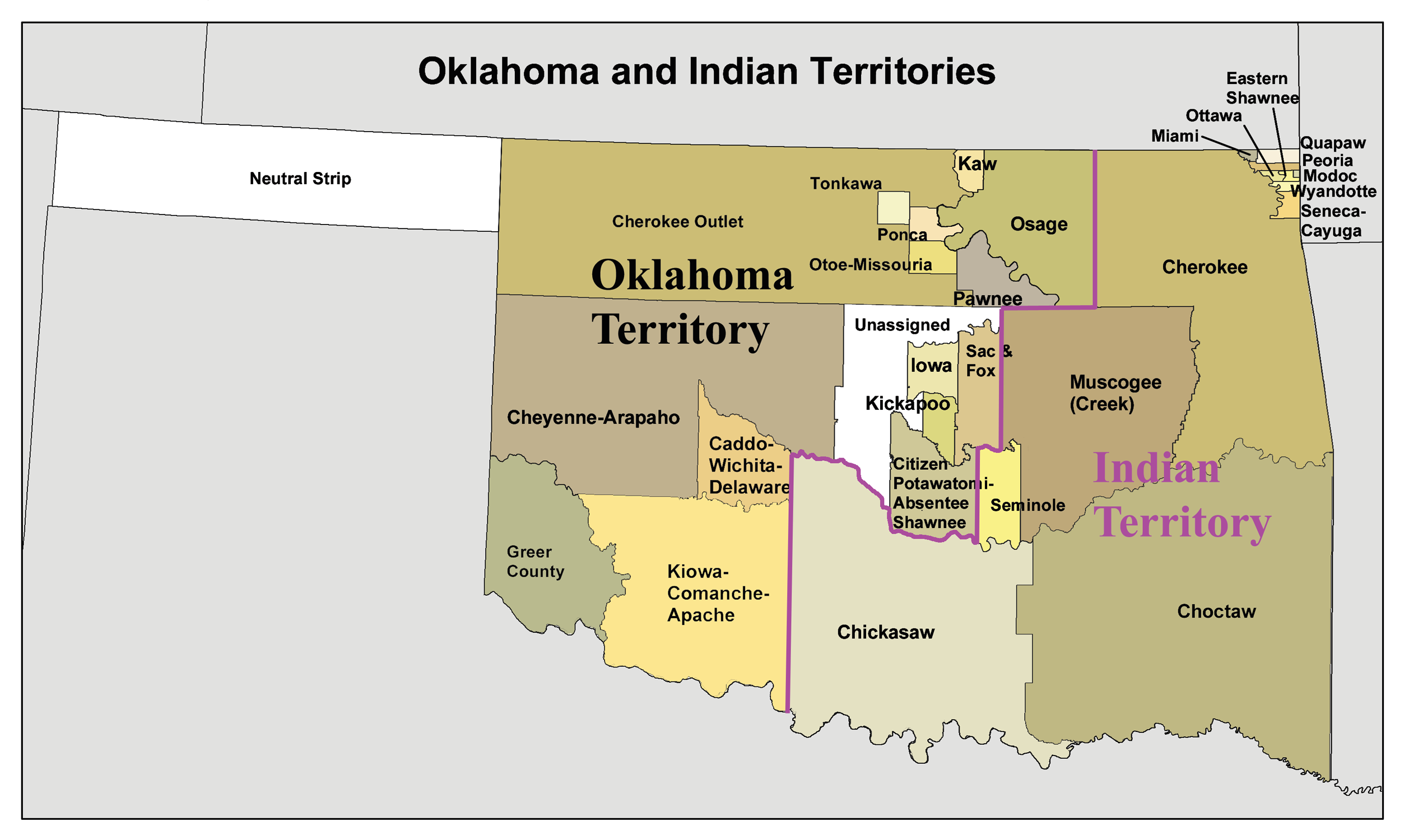
Indianer- und Oklahoma-Territorium

- 2. Mai: Der Westteil des unorganisierten Indianerterritoriums wird als Oklahoma-Territorium organisiert.
- 2. Juli: US-Präsident Benjamin Harrison setzt den vom Senat und Kongress verabschiedeten Sherman Antitrust Act in Kraft. Die Regierung erhält damit eine Möglichkeit, die Marktmacht von Monopolen einzuschränken.

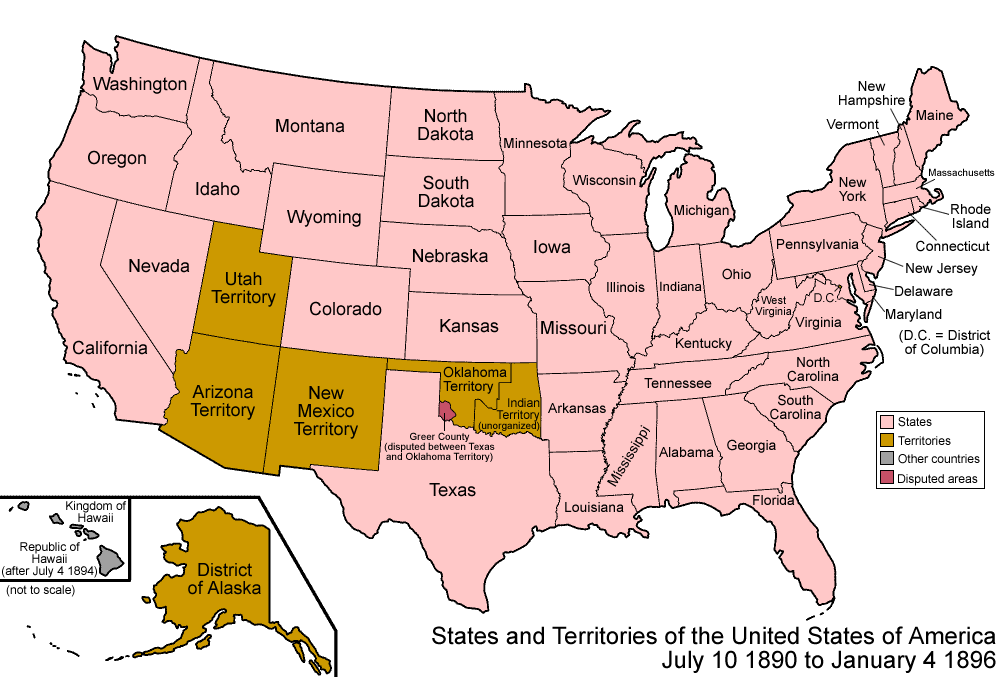
Vereinigte Staaten nach der Aufnahme von Idaho und Wyoming

- 3. Juli: Idaho wird 43. Bundesstaat der USA.
- 10. Juli: Wyoming wird 44. Bundesstaat der USA.
- 29. Dezember: Im Massaker bei Wounded Knee im US-Bundesstaat South Dakota töten US-amerikanische Truppen zwischen 200 und 300 Indianer vom Stamm der Lakota (Sioux).

### Wirtschaft

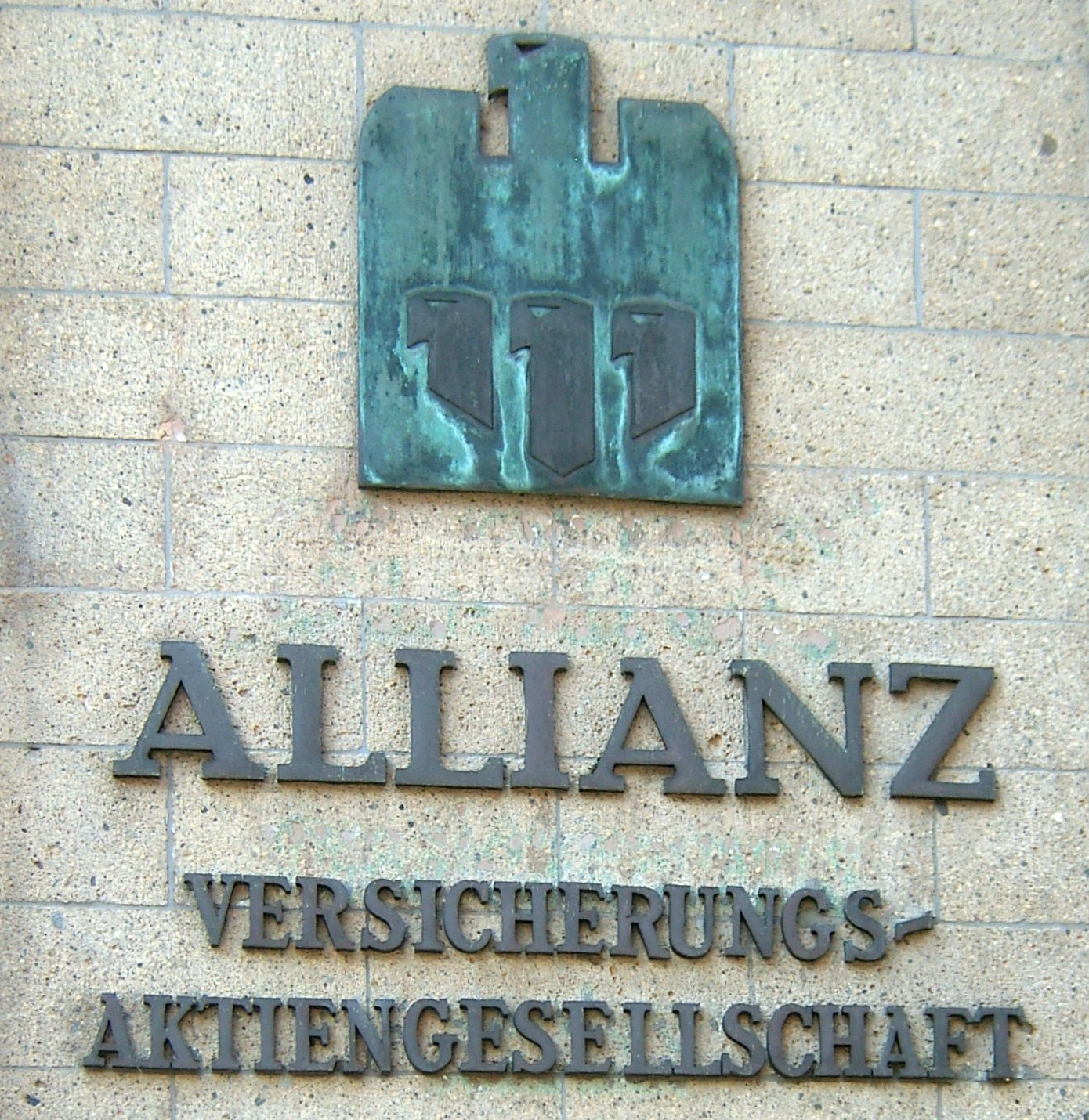
Allianz: Altes Logo

- 5. Februar: Mit dem Eintrag ins Handelsregister nimmt die Allianz Versicherungs-AG in Berlin ihren Geschäftsbetrieb auf. Als Gründer fungieren die meisten Aufsichtsratsmitglieder der Münchener Rückversicherungs-Gesellschaft, der Vorstand der Münchener Rück Carl von Thieme, der das Projekt maßgeblich vorangetrieben hat, der Industrielle Heinrich Lueg sowie die Deutsche Bank. Das Aktienkapital in Höhe von 4 Millionen Mark wird schwerpunktmäßig vom Bankhaus Merck Finck & Co und der Deutschen Bank gezeichnet, der Rest von den übrigen Gründern. Wilhelm von Finck wird zum Vorsitzenden des Aufsichtsrats gewählt, Hermann Pemsel zu seinem Stellvertreter.
- 31. Mai: In Bremen wird die Nordwestdeutsche Gewerbe- und Industrieausstellung eröffnet. Bis zu ihrer Schließung am 15. Oktober besuchen rund 1,2 Millionen Menschen die von der Freien Hansestadt Bremen, dem Großherzogtum Oldenburg und der preußischen Provinz Hannover gemeinsam organisierte Leistungsschau nach Vorbild der Weltausstellungen.
- 1. Juli: Das Unternehmen Kühne + Nagel wird in Bremen gegründet.
- 16. Juli: Das deutsche Unternehmen Deutsch-Österreichische Mannesmannröhren-Werke AG wird in Düsseldorf gegründet.

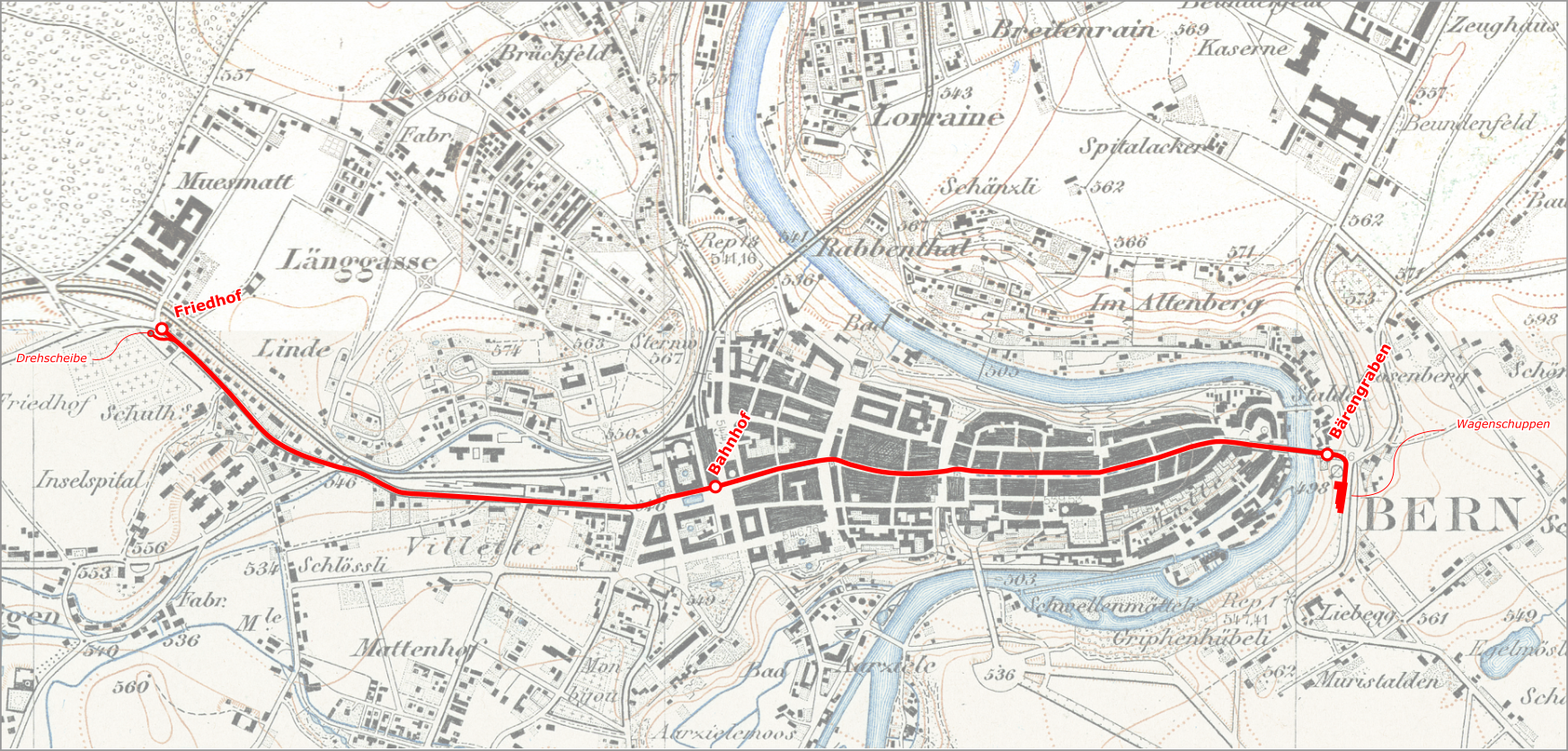
Die Strecke der Druckluftbahn 1890

- 1. Oktober: Die Druckluftstrassenbahn Bern der Berner Tramway-Gesellschaft nimmt auf der Strecke Bärengraben–Bahnhof–Friedhof ihren Betrieb auf.
- 17. Oktober: Ludwig Hirschhorn und Theodor Grob gründen in Zürich die Kollektivgesellschaft Hirschhorn & Grob, die heutige Bank Julius Bär.
- 4. November: Die erste Teilstrecke der City and South London Railway, einer Vorgängergesellschaft der späteren London Underground, wird eröffnet.
- Ende des Jahres: Aufgrund drastisch gefallener Rohstoffpreise kann Argentinien seine Auslandsschulden nicht mehr bedienen, worauf die Londoner Barings Bank, einer der Hauptgläubiger des Landes, in die Insolvenz gerät. In der Folge kommt es zu weiteren Krisen in Südafrika und den Vereinigten Staaten.

### Wissenschaft und Technik

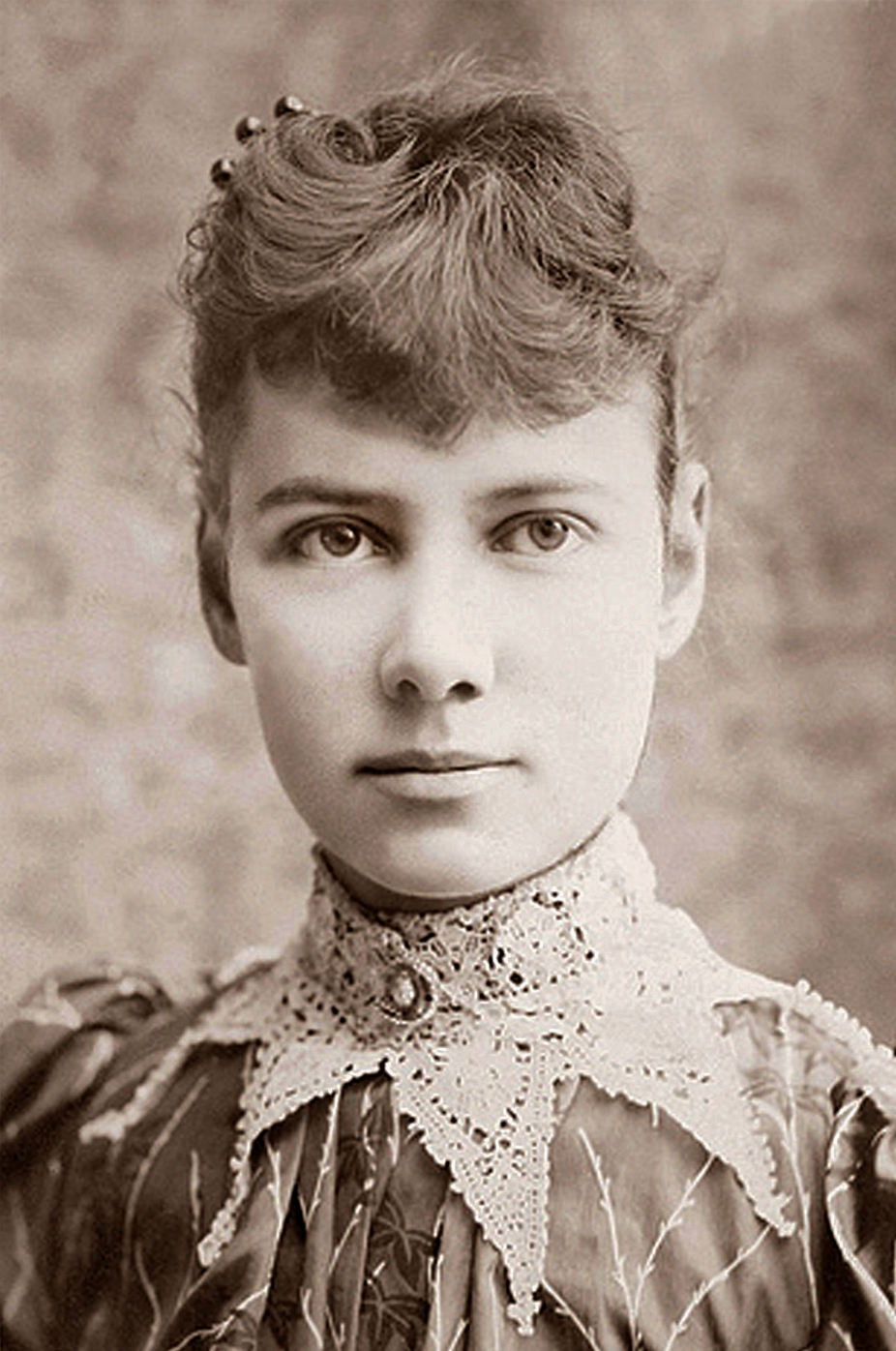
Nellie Bly (25. Januar)
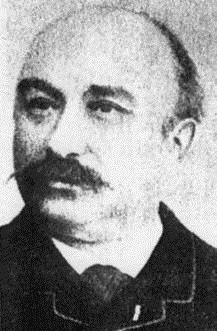
Clément Ader (9. Oktober)
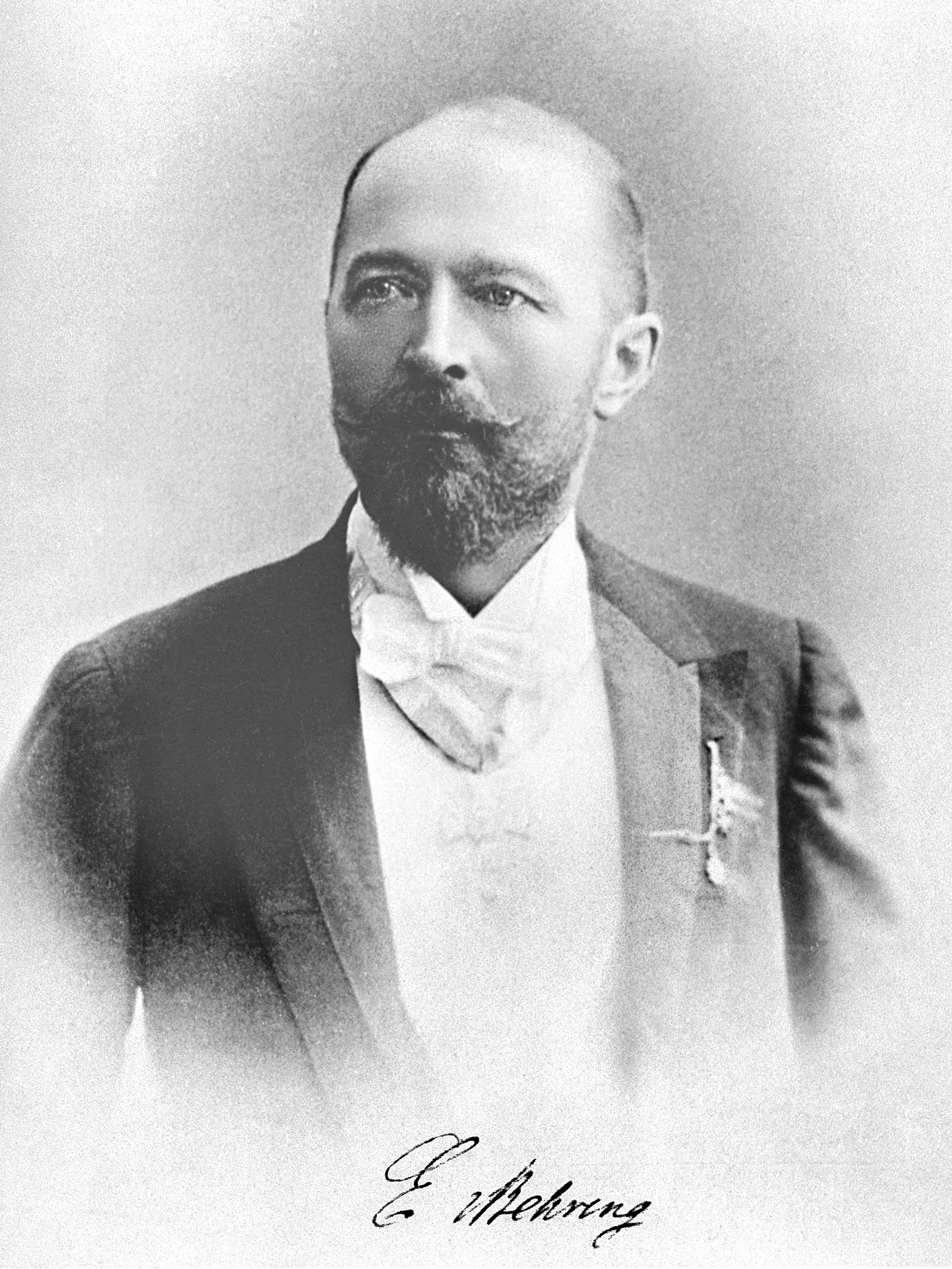
Emil von Behring

- 25. Januar: Die Journalistin Nellie Bly vollendet am 73. Tag ihre Reise um die Welt auf den Spuren des Phileas Fogg in Jules Vernes Roman Reise um die Erde in 80 Tagen.
- 4. März: Die im Vorjahr fertiggestellte Forth Bridge über den Firth of Forth bei Queensferry in Schottland wird als Teil der Bahnstrecke Edinburgh–Dundee feierlich eröffnet. Die Auslegerbrücke hat bei ihrer Eröffnung die größte Spannweite aller Brücken weltweit.

Die Elektricitäts-Werke Reichenhall um 1890

- 15. Mai: Die mit Wasserkraft betriebenen Elektricitäts-Werke Reichenhall nehmen als erstes Wechselstrom-Kraftwerk in Deutschland den Betrieb auf.
- 3. Juli: An der Bahnhofstraße in Zürich werden die Potinklumpen gefunden, die aus miteinander verschmolzenen keltischen Münzen bestehen.

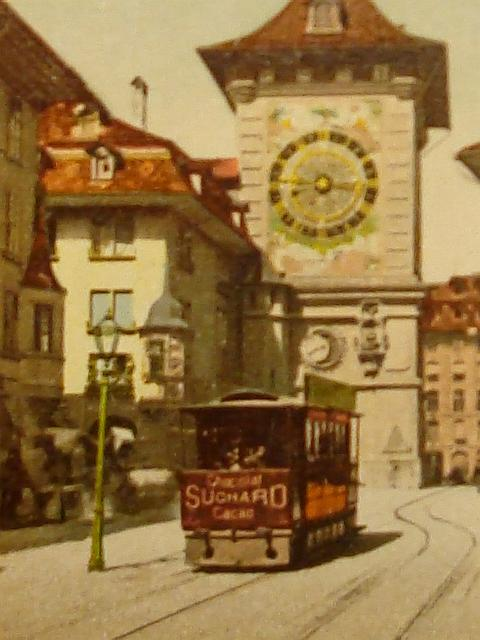
Das Lufttram auf einer nachkolorierten Postkarte

- 1. Oktober: Die erste Linie der Berner Tramway wird eröffnet. Sie führt vom Bärengraben über den Bahnhof zum Bremgartenfriedhof. An beiden Endstellen befindet sich eine Drehscheibe zum Wenden der Fahrzeuge. Gefahren wird mit druckluftbetriebenen Fahrzeugen, kurz «Lufttram», nach dem System des Pariser Ingenieurs Louis Mékarski.
- 9. Oktober: Clément Aders Eindecker Éole fliegt etwa 50 m weit, dann wird das Fluggerät beim Absturz zerstört.
- 6. Dezember: Der französische Mediziner Charles Richet impft erstmals Immunserum bei einem Menschen.
- Emil von Behring veröffentlicht gemeinsam mit Kitasato Shibasaburō den Aufsatz Über das Zustandekommen der Diphtherieimmunität und der Tetanusimmunität bei Thieren. Dieser gilt als Grundlage der Serumtherapie gegen die Diphtherie.
- Gründung der Deutschen Zoologischen Gesellschaft

### Kultur
- ab 1890: Entstehung des Jugendstils und Beginn der Wiener Moderne.

#### Bildende Kunst
- 11. August: In Antwerpen wird das Königliche Museum der Schönen Künste eröffnet, das Kunstwerke vorwiegend des 16. und 17. Jahrhunderts beherbergt.
- Vincent van Gogh malt u. a. die Gemälde Porträt des Dr. Gachet und Das weiße Haus bei Nacht.
- Edvard Munch malt in Öl auf Leinwand das Gemälde Frühling auf der Karl Johans gate.

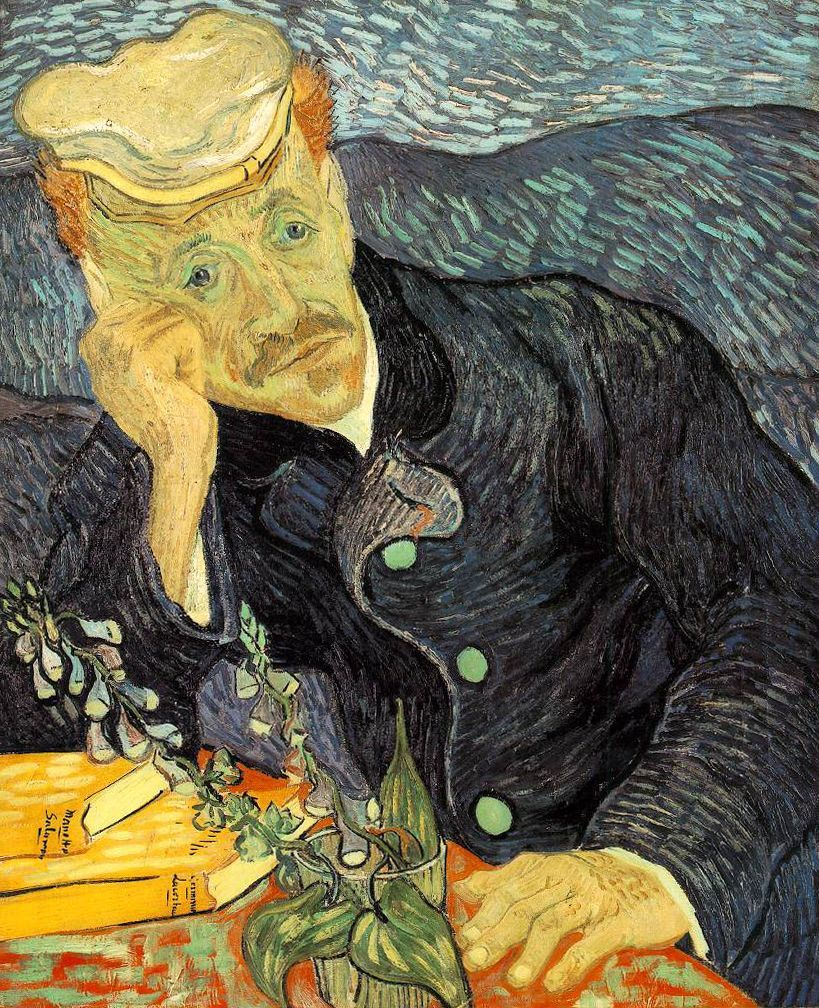
Vincent van Gogh: Porträt des Dr. Gachet
Vincent van Gogh: Das weiße Haus bei Nacht
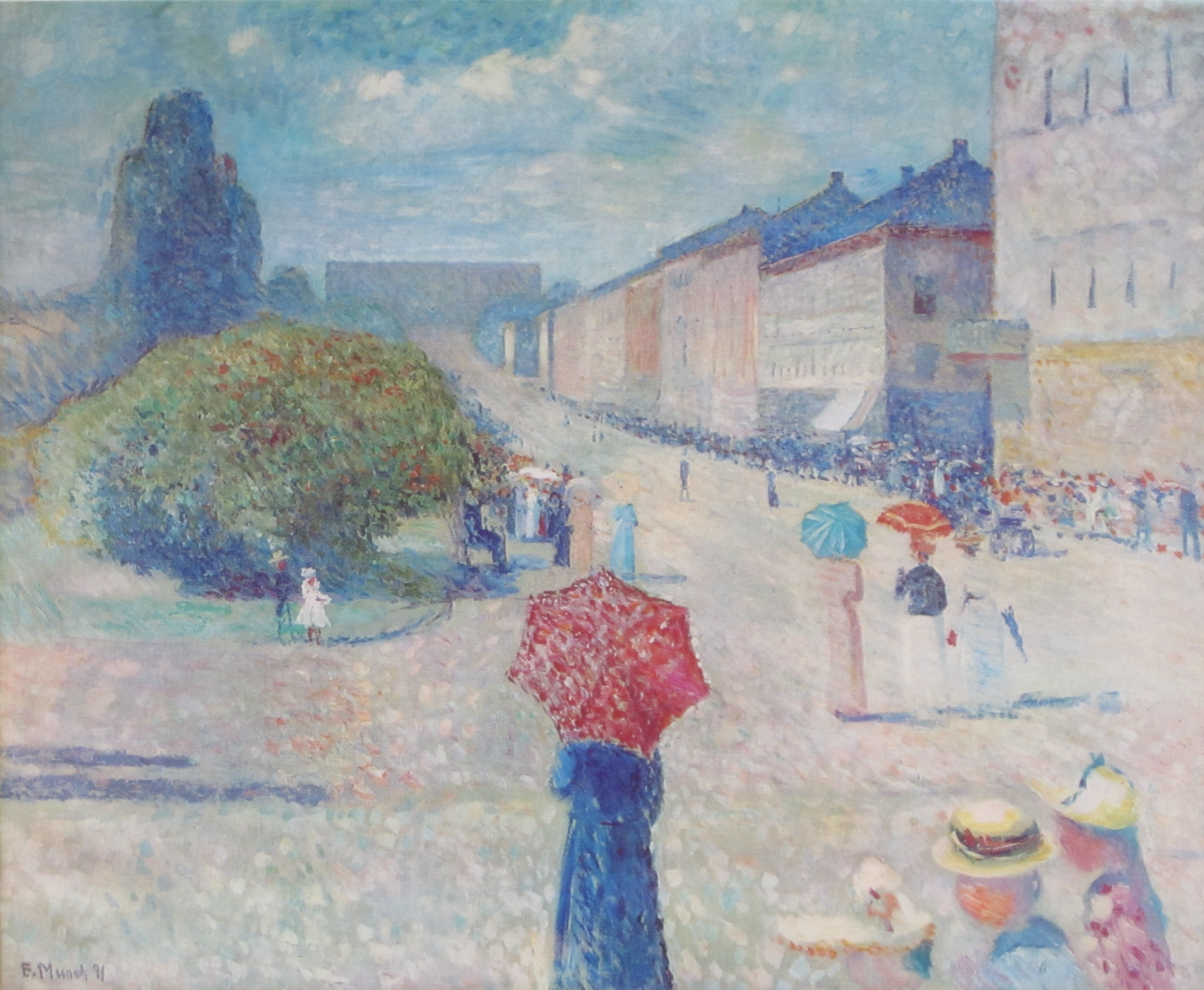
Munch: Frühling auf der Karl Johans gate

#### Literatur

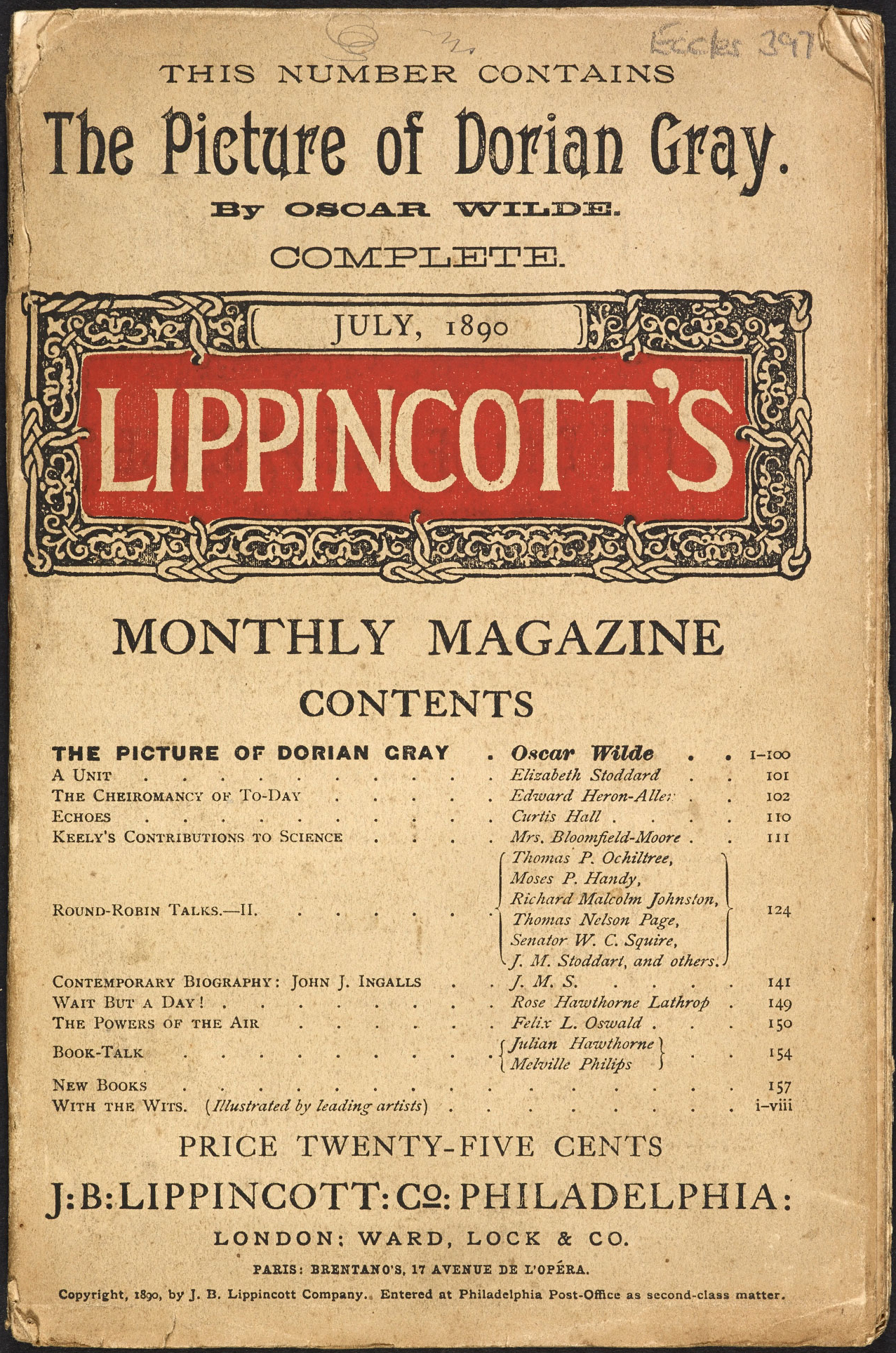
Lippincott’s Monthly Magazine mit der Erstfassung des Romans

#### Musik und Theater
- 4. Januar: Die Uraufführung der Operette Der arme Jonathan von Karl Millöcker erfolgt am Theater an der Wien in Wien. Das Libretto stammt von Hugo Wittmann und Julius Bauer.

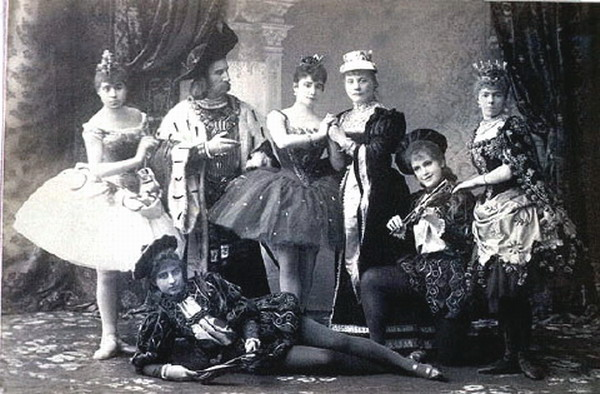
Dornröschen, Originalbesetzung der Uraufführung, 1. Akt

- 15. Januar: Das Ballett Dornröschen in der Choreographie von Marius Petipa mit der Musik von Pjotr Iljitsch Tschaikowski hat seine Uraufführung am Mariinski-Theater in Sankt Petersburg.
- 13. Mai: Das lyrische Drama Dante von Benjamin Godard wird an der Opéra-Comique in Paris uraufgeführt.
- 17. Mai: Die Oper Cavalleria rusticana (Sizilianische Bauernehre) von Pietro Mascagni mit dem Libretto von Giovanni Verga hat ihre Uraufführung am Teatro Costanzi in Rom. Die Oper wird zum größten Erfolg des Komponisten.
- 19. Oktober: In Berlin findet mit Henrik Ibsens Stützen der Gesellschaft die erste Theateraufführung der am 23. Mai von Otto Brahm, Bruno Wille und anderen gegründeten Freien Volksbühne statt. Sie hat zum Ziel, gesellschaftlich und sozial schwächer gestellten Bevölkerungsgruppen Zugang zu Bildung und zum kulturellen Leben zu ermöglichen.
- 4. November: Die Oper Fürst Igor von Alexander Porfirjewitsch Borodin wird drei Jahre nach dem Tod des Komponisten an der Hofoper in Sankt Petersburg uraufgeführt.
- 19. Dezember: Die Oper Pique Dame von Pjotr Iljitsch Tschaikowski auf ein Libretto seines jüngeren Bruders Modest Tschaikowski, das auf der gleichnamigen Erzählung des russischen Dichters Alexander Puschkin basiert, wird am Mariinski-Theater in Sankt Petersburg uraufgeführt.

#### Sonstiges
- 14. Mai: Die Typographische Gesellschaft München (tgm) wird im Rokokosaal des Hackerbräuhauses in München gegründet.

Volksgarten Nymphenburg

- 15. Mai: Auf dem Romanplatz im Münchener Vorort Nymphenburg erfolgt die Eröffnung des Volksgartens Nymphenburg, zu seiner Zeit der größte Vergnügungspark Deutschlands.

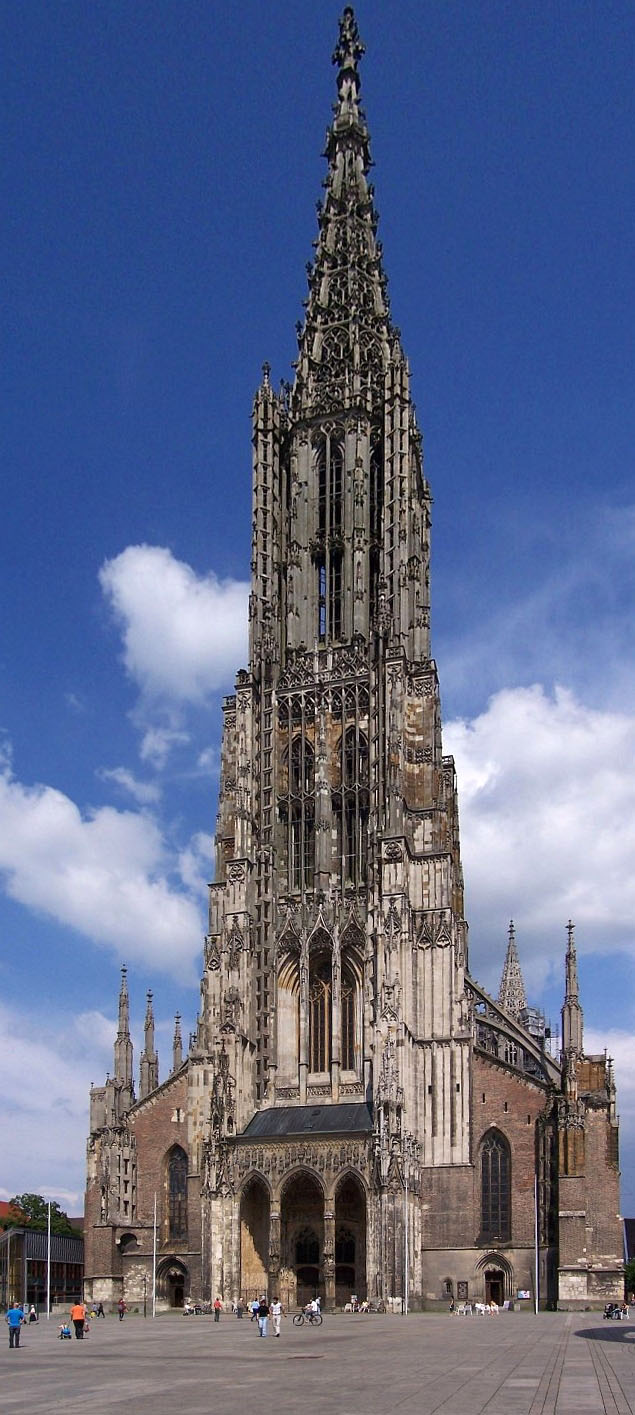
Ulmer Münster

- 31. Mai: Das Ulmer Münster erhält die Kreuzblume aufgesetzt. Die gotische Kirche mit dem höchsten Kirchturm der Welt ist damit 513 Jahre nach der Grundsteinlegung vollendet.

### Gesellschaft

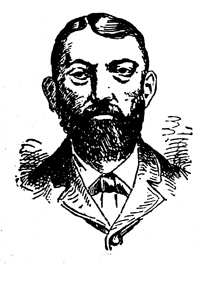
William Kemmler

- 6. August: William Kemmler wird als erster Mensch auf dem elektrischen Stuhl hingerichtet. Er wurde zum Tode verurteilt, nachdem er für schuldig befunden worden war, seine Freundin Matilda Ziegler mit einer Axt ermordet zu haben. Bei der Hinrichtung kommt es zu Problemen, erst der zweite Versuch führt schließlich zum Tod Kemmlers.
- 30. Oktober: In Japan wird ein Kaiserliches Erziehungsedikt erlassen. Durch das Edikt wird der Schwerpunkt des im Rahmen der Meiji-Restauration gegründeten japanischen Erziehungssystems weg von der ursprünglich amerikanisch geprägten Wissensbildung zurück auf eine moralische Schulung nach konfuzianischem Vorbild gelegt. Diese Veränderung ist ein Zugeständnis an die gewachsenen konservativen Kräfte im Land und zahlreiche Proteste in der Bevölkerung. Das Edikt wird vom Kaiserlichen Hofministerium an alle Schulen des Landes verschickt.
- 14. Dezember: Im Deutschen Kaiserreich wird von liberal und humanistisch gesinnten Bürgern der Verein zur Abwehr des Antisemitismus gegründet, um der wachsenden Judenfeindlichkeit öffentlich entgegenzutreten. Rudolf von Gneist ist erster Vorsitzender des Vereins.

### Religion
- 2. Mai: Kaiser Wilhelm II. etabliert den Evangelischen Kirchenbauverein als Einrichtung zum Schaffen neuer Sakralbauten in Deutschland.
- 20. November: Die Enzyklika Catholicae ecclesiae richtet Papst Leo XIII. an die Missionare in Afrika und formuliert darin Aussagen gegen die Sklaverei.

### Katastrophen

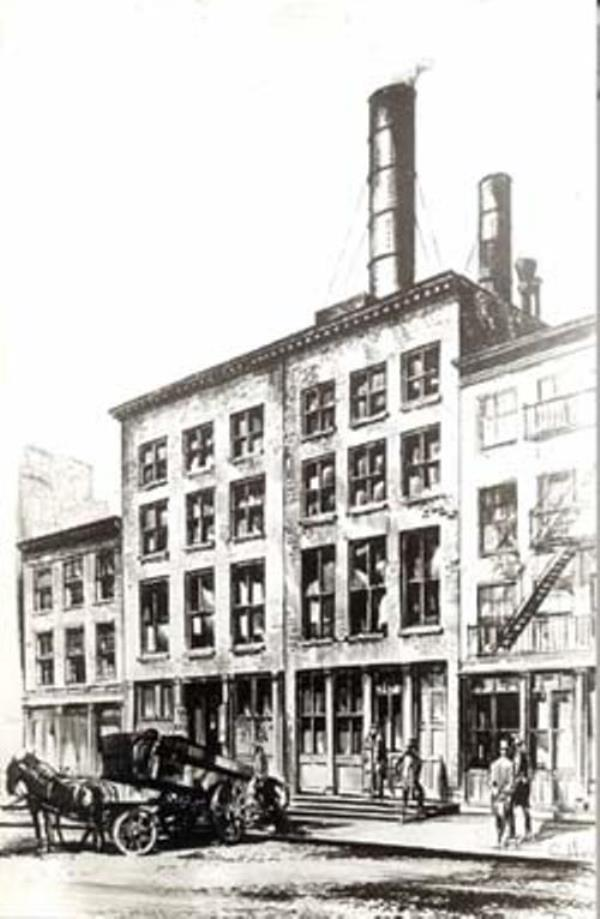
Zeitgenössische Zeichnung des Kraftwerks an der Pearl Street

- 2. Januar: Das 1882 von Edison zur Elektrifizierung New Yorks in Betrieb genommene Kraftwerk an der Pearl Street in Manhattan wird durch ein Feuer weitgehend zerstört.
- 22. Februar: Der zwei Jahre alte Walnut-Grove-Staudamm am Hassayampa River in Arizona, USA, bricht nach mehrtägigen Regenfällen. Durch die Flutwelle kommen zwischen 50 und 150 Menschen um.
- 28. Februar: In der Torres-Straße an der Küste von Queensland sinkt das Passagierschiff Quetta nach der Kollision mit einem bislang nicht verzeichneten Unterwasserfelsen. 134 der 292 Menschen an Bord sterben. Es ist bis heute das schwerste Schiffsunglück in der Geschichte von Queensland.
- 4. September: Ein Großbrand verursacht schwere Schäden in der griechischen Stadt Thessaloniki. Das europäische Viertel brennt vollständig nieder. 20.000 Menschen werden obdachlos.
- 10. November: Das britische Royal-Navy-Schiff HMS Serpent strandet in der Nähe des spanischen Cabo Vilán und geht in stürmischer See unter. 172 Seeleute sterben bei dieser Katastrophe, drei können sich an Land retten. Für die in den nächsten Tagen an Land getriebenen Toten wird von den Einheimischen der Cemiterio dos Ingleses errichtet.

### Natur und Umwelt

Sequoia-Nationalpark

- 25. September: US-Präsident Benjamin Harrison setzt mit seiner Unterschrift das Gesetz über die Errichtung des Sequoia Nationalparks in Kalifornien in Kraft. Fauna und Flora, darunter Riesenmammutbäume, sollen geschützt und für die Nachwelt erhalten werden.

Panoramablick über das Yosemite Valley

- 1. Oktober: Der Yosemite-Nationalpark in der Sierra Nevada, einer der berühmtesten Nationalparks in den USA, wird gegründet. Der Naturschützer John Muir hat sich jahrelang für den Schutz dieser Landschaft eingesetzt.

## Historische Karten und Ansichten

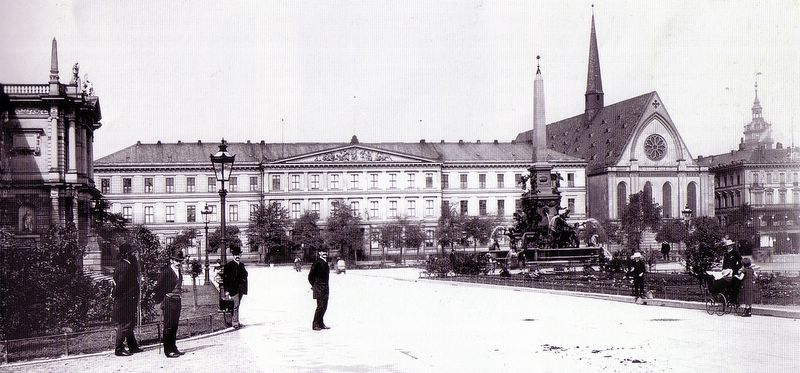
Leipzig 1890, Augusteum und Paulinerkirche

## Geboren

### Januar
- 01. Januar: Max Gablonsky, deutscher Fußballspieler und Leichtathlet († 1969)
- 01. Januar: Charley Jordan, US-amerikanischer Blues-Sänger, Gitarrist und Songschreiber († 1954)
- 01. Januar: Alvin Loftes, US-amerikanischer Radrennfahrer († 1971)
- 01. Januar: Franz Spunda, österreichischer Lehrer und Schriftsteller († 1963)
- 03. Januar: Bruno Kastner, deutscher Schauspieler († 1932)
- 05. Januar: Sarah Aaronsohn, Spionin († 1917)
- 05. Januar: Ermanno Amicucci, italienischer Journalist († 1955)
- 07. Januar: Antal Molnár, ungarischer Komponist und Musikwissenschaftler († 1983)
- 07. Januar: Maurice McLoughlin, US-amerikanischer Tennisspieler († 1957)
- 07. Januar: Henny Porten, deutsche Filmschauspielerin († 1960)
- 08. Januar: Joel Bennett Clark, US-amerikanischer Politiker und Richter († 1954)
- 08. Januar: Rudolf Medek, tschechischer Schriftsteller und Soldat († 1940)
- 08. Januar: Fritz Saxl, österreichischer Kunsthistoriker († 1948)
- 09. Januar: Manuel Andrada, argentinischer Polospieler († 1962)
- 09. Januar: Karel Čapek, tschechischer Schriftsteller († 1938)

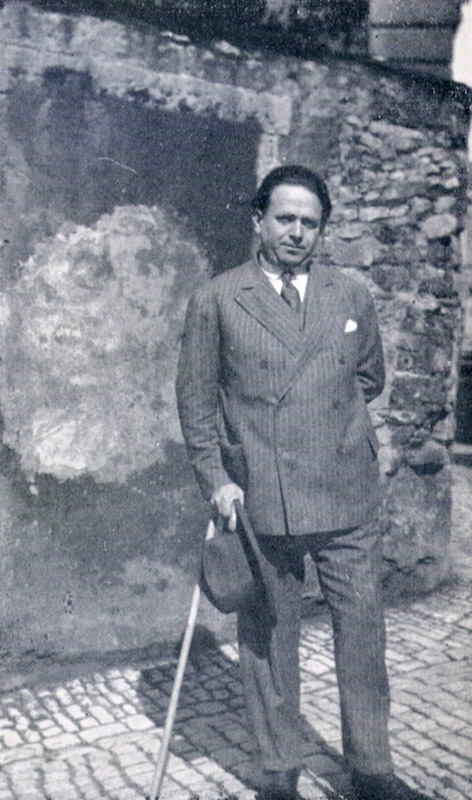
Kurt Tucholsky, 1928 (* 9. Januar)
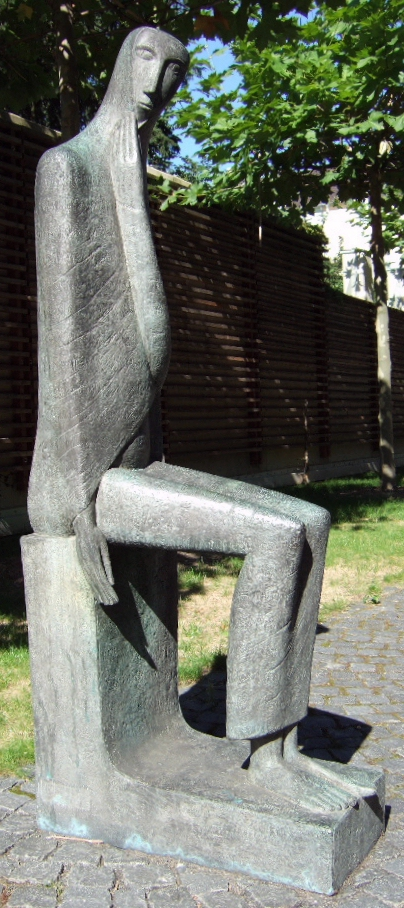
Emy Roeder (* 30. Januar): Große sitzende Tripolitanerin
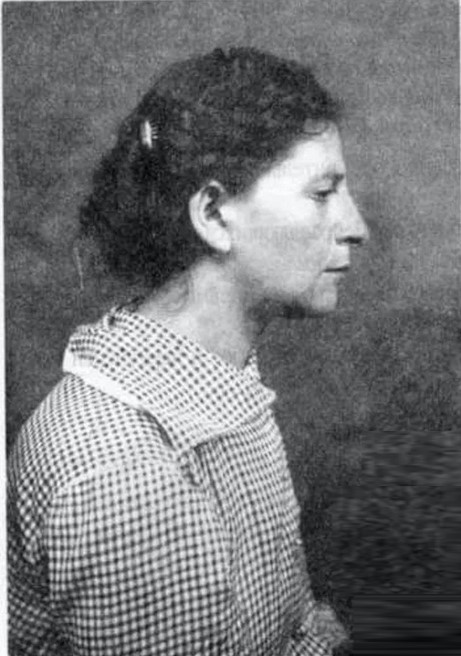
Fanny Kaplan (* 10. Februar)

- 09. Januar: Kurt Tucholsky, deutscher Journalist und Schriftsteller († 1935)
- 11. Januar: Ludwig von Andok, deutscher Maler († 1981)
- 11. Januar: Oswald de Andrade, brasilianischer Schriftsteller († 1954)
- 11. Januar: Bud Scott, amerikanischer Jazzmusiker († 1949)
- 12. Januar: Otto Groß, deutscher Schwimmer († 1964)
- 14. Januar: Adolf Armbruster, deutscher Landwirt († 1972)
- 14. Januar: Arthur Holmes, englischer Geologe († 1965)
- 14. Januar: Maria Kurenko, russische Sängerin († 1980)
- 16. Januar: Maura Böckeler, deutsche Benediktinerin, Schriftstellerin und Forscherin über Hildegard von Bingen († 1971)
- 16. Januar: Karl Freund, deutscher Kameramann († 1969)
- 18. Januar: Jeanne Demons, kanadische Schauspielerin († 1958)
- 18. Januar: Charles Drouin, französischer Automobilrennfahrer († 1974)
- 19. Januar: Élise Rivet, französische Nonne, die Flüchtlinge versteckte und der Résistance half († 1945)
- 20. Januar: Rudolf Ahorn, deutscher Fußballspieler († 1914)
- 21. Januar: Hertha Spielberg, deutsche Malerin († 1977)
- 21. Januar: Mauricio Galvao, deutscher Hockeyspieler († 1945)
- 22. Januar: Fred M. Vinson, US-amerikanischer Politiker († 1953)
- 25. Januar: Karl Adler, deutscher Musikwissenschaftler († 1973)
- 26. Januar: Grantly Dick-Read, englischer Arzt († 1959)
- 28. Januar: José Martínez, argentinischer Musiker und Bandleader († 1939)
- 29. Januar: Marguerite Canal, französische Komponistin († 1978)
- 30. Januar: Peter Jensen, deutscher Politiker († 1969)
- 30. Januar: Jan Laß, deutscher Landschaftsmaler und Grafiker († 1958)
- 30. Januar: Emy Roeder, deutsche Bildhauerin und Malerin († 1971)
- 31. Januar: Adolf Bach, deutscher Germanist († 1972)
- 31. Januar: René Marie, französischer Automobilrennfahrer († 1971)

### Februar
- 03. Februar: Paul Scherrer, Schweizer Physiker († 1969)
- 04. Februar: Horațiu Dimitriu, rumänischer Maler († 1926)
- 05. Februar: Cyril Asquith, britischer Jurist († 1954)
- 05. Februar: Stanisława Zawadzka, polnische Opernsängerin und Gesangspädagogin († 1988)
- 06. Februar: Ernst Wilhelm Lotz, deutscher Lyriker des Expressionismus († 1914)
- 09. Februar: Hanns Hopp, deutscher Architekt († 1971)
- 10. Februar: Boris Leonidowitsch Pasternak, russischer Dichter und Schriftsteller († 1960)
- 10. Februar: Fanny Kaplan, russische Anarchistin und Sozialrevolutionärin († 1918)
- 11. Februar: Jan de Vries, niederländischer Germanist und Religionswissenschaftler († 1964)
- 11. Februar: Heinz Werner, deutscher Psychologe († 1964)
- 12. Februar: Charles Cellérier, Schweizer evangelischer Geistlicher († 1966)
- 13. Februar: René Labouchère, französischer Flieger und Automobilrennfahrer († 1968)
- 14. Februar: Jeanne Halbwachs, Feministin und Pazifistin († 1980)
- 15. Februar: Klara Maria Faßbinder, Aktivistin der deutschen Frauen- und Friedensbewegung († 1974)
- 15. Februar: Robert Ley, Politiker der NSDAP († 1945)

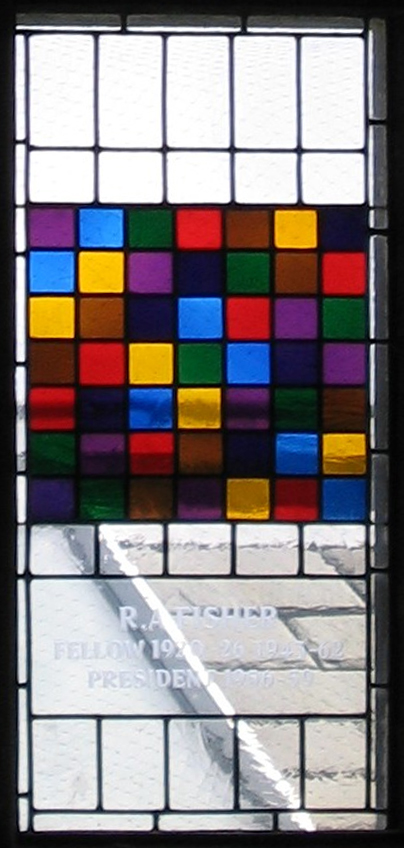
Ronald Aylmer Fisher (* 17. Februar): Gedenkfenster in Cambridge
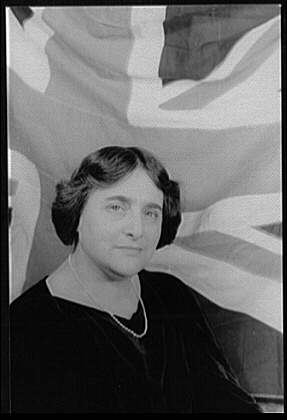
Myra Hess (* 25. Februar)

- 17. Februar: Ronald Aylmer Fisher, britischer Genetiker, Evolutionstheoretiker und Statistiker († 1962)
- 18. Februar: Edward Arnold, US-amerikanischer Schauspieler deutscher Abstammung († 1956)
- 18. Februar: Wladimir Michailowitsch Korezki, russischer Jurist († 1984)
- 18. Februar: Adolphe Menjou, US-amerikanischer Schauspieler († 1963)
- 20. Februar: Ferdinand Herbst, deutscher evangelischer Theologe († 1950)
- 20. Februar: Georg Thomas, deutscher General († 1946)
- 22. Februar: Alfred Cooper, britischer Politiker, Diplomat und Autor († 1954)
- 22. Februar: Hinatsu Kōnosuke, japanischer Lyriker, Übersetzer und Literaturwissenschaftler († 1971)
- 22. Februar: Francis Samuelson, 4. Baronet, britischer Automobilrennfahrer († 1981)
- 24. Februar: Suekichi Aono, japanischer Literaturwissenschaftler und -kritiker († 1961)
- 25. Februar: Myra Hess, britische Pianistin († 1965)
- 27. Februar: Freddie Keppard, US-amerikanischer Kornettist († 1933)
- 27. Februar: Ernst Winsauer, österreichischer Politiker († 1962)

### März
- 01. März: Theresa Bernstein, US-amerikanische Künstlerin († 2002)
- 01. März: Benito Quinquela Martín, argentinischer Maler († 1977)
- 01. März: Heinz Hilpert, deutscher Theaterregisseur († 1967)
- 02. März: Egbert Reimsfeld, deutscher Ruderer († 1952)
- 03. März: Tsubota Jōji, japanischer Kinderbuchautor († 1982)
- 05. März: Wilhelm Boden, deutscher Jurist und Politiker († 1961)
- 06. März: Albrecht Graf von Bernstorff, deutscher Diplomat und Widerstandskämpfer († 1945)
- 06. März: Adolfo Salazar, spanischer Komponist, Musikkritiker und -wissenschaftler († 1958)
- 08. März: Johannes Albers, deutscher Politiker († 1963)
- 08. März: George M. Humphrey, US-amerikanischer Geschäftsmann und Politiker († 1970)
- 08. März: Oswald von Nell-Breuning, deutscher katholischer Theologe (SJ) und Nationalökonom († 1991)
- 09. März: Wjatscheslaw Michailowitsch Molotow, Regierungschef und Außenminister der Sowjetunion († 1986)
- 11. März: Vannevar Bush, US-amerikanischer Wissenschaftler († 1974)

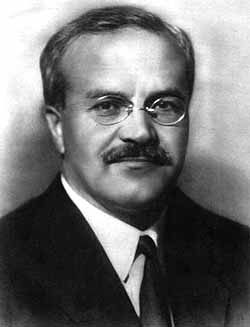
Wjatscheslaw Molotow (* 9. März)
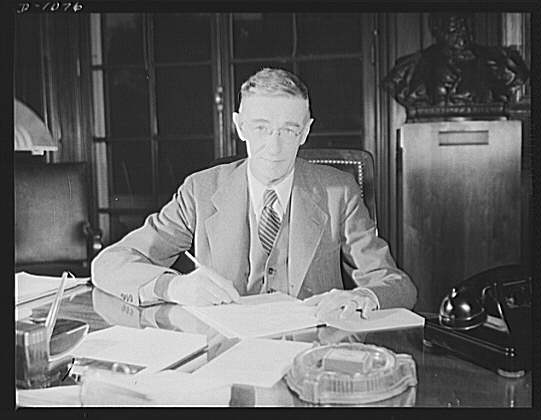
Vannevar Bush (* 11. März)

- 11. März: W. Lee O’Daniel, US-amerikanischer Politiker († 1969)
- 12. März: Idris (Libyen), König von Libyen (1951–1969) († 1983)
- 12. März: William Dudley Pelley, US-amerikanischer Antisemit († 1965)
- 12. März: Willy Walb, deutscher Ingenieur, Automobilrennfahrer und Rennleiter († 1962)
- 13. März: Frank Thiess, deutscher Schriftsteller († 1977)
- 13. März: Fritz Busch, deutscher Dirigent († 1951)
- 14. März: Wilhelm Schmetz, deutscher Landschaftsmaler († 1938)
- 15. März: Ignacio Asúnsolo, mexikanischer Bildhauer († 1965)
- 15. März: Gertrud Kurz, Gründerin und Leiterin eines Schweizer Flüchtlingshilfswerkes († 1972)
- 15. März: Joseph Neuhäuser, deutscher Komponist († 1949)
- 15. März: Wilhelm Petersen, deutscher Komponist († 1957)
- 16. März: Anton Plankensteiner, österreichischer Landeshauptmann von Vorarlberg († 1969)
- 18. März: Gunnar Andersen, norwegischer Fußballspieler und Skispringer († 1968)
- 20. März: Lauritz Melchior, dänischer Heldentenor († 1973)
- 20. März: Beniamino Gigli, italienischer Opernsänger und Filmschauspieler († 1957)
- 20. März: Elna Jørgen-Jensen, dänische Balletttänzerin und Choreographin († 1969)
- 20. März: Franz Winkler, österreichischer Politiker († 1945)
- 21. März: C. Douglass Buck, US-amerikanischer Politiker († 1965)
- 21. März: Albert Johannsen, deutscher Maler († 1975)
- 22. März: Ewald von Kleist-Schmenzin, deutsches Mitglied des Widerstands gegen Hitler († 1945)
- 23. März: Augustus Bertelli, britischer Unternehmer und Automobilrennfahrer († 1979)
- 23. März: Adolf Julius Merkl, österreichischer Staats- und Verwaltungsrechtler († 1970)
- 23. März: Eugène Ryter, Schweizer Gewichtheber († 1973)
- 23. März: Andrej Stojanow, bulgarischer Komponist, Pianist und Musikpädagoge († 1969)
- 26. März: Harry von Arnim, deutscher Offizier († 1941)
- 26. März: Joseph De Luca, italienisch-amerikanischer Musiker († 1935)
- 26. März: Franz Schauwecker, deutscher Schriftsteller und Publizist († 1964)
- 28. März: Erwin Mehl, österreichischer Sportwissenschaftler († 1984)

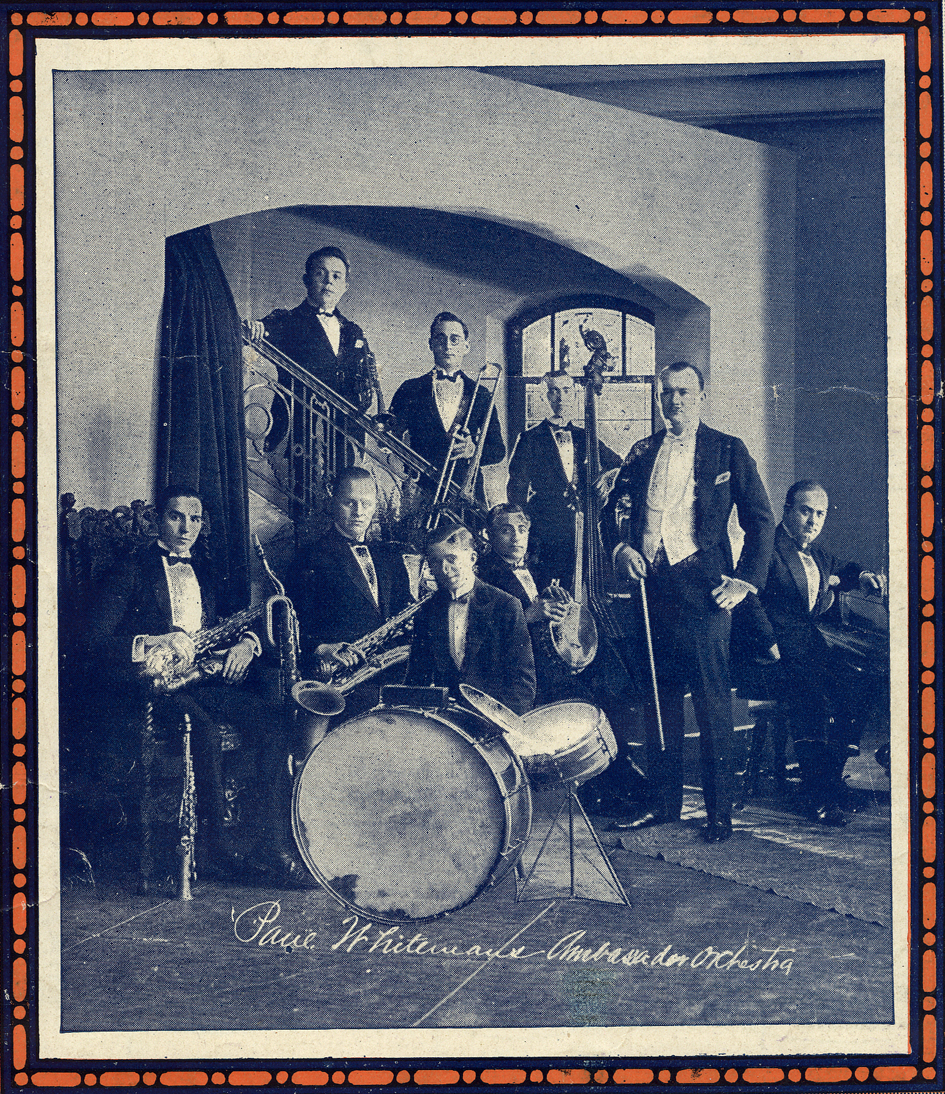
Paul Whiteman (* 28. März): Plattencover mit Band
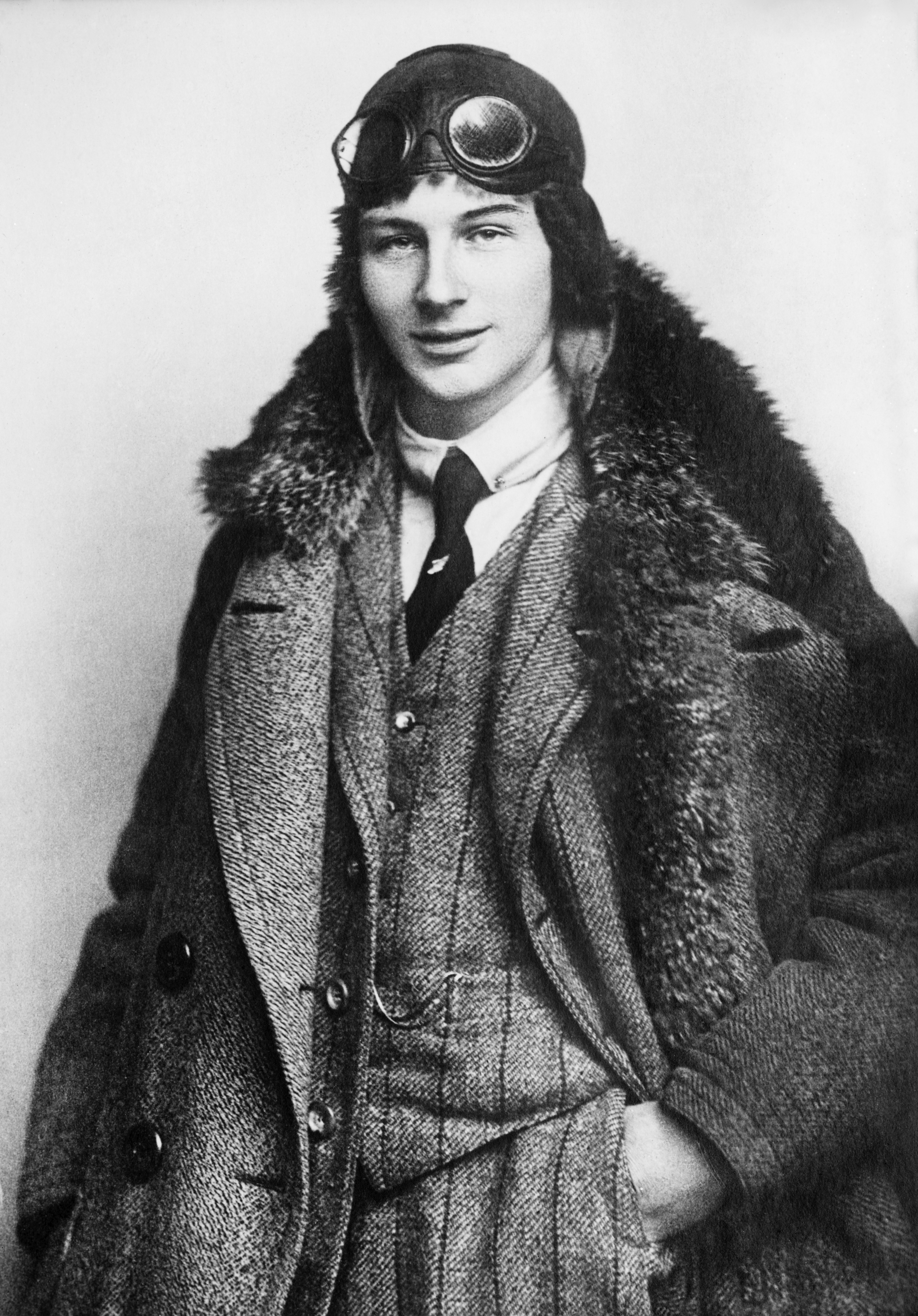
Anthony Fokker (* 6. April)
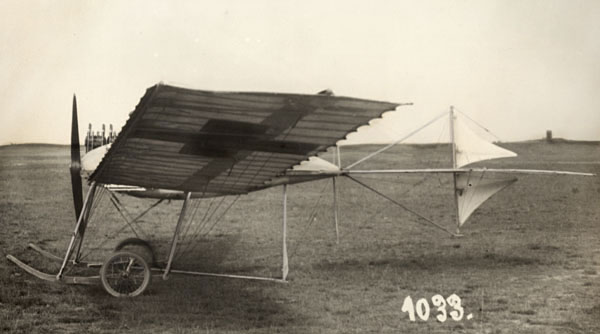
Fokker Spin von 1910

- 28. März: Paul Whiteman, US-amerikanischer Orchesterchef und Bandleader († 1967)
- 29. März: Harold Spencer Jones, britischer Astronom († 1960)
- 31. März: Benjamin Willard Adams, US-amerikanischer Leichtathlet († 1961)
- 31. März: William Lawrence Bragg, britischer Physiker und Nobelpreisträger († 1971)

### April
- 01. April: Heinrich Otto Meisner, deutscher Archivar und Historiker († 1976)
- 01. April: Bertha Wrage, deutsche Malerin († unbekannt)
- 02. April: Agnes Straub, deutsche Schauspielerin († 1941)
- 03. April: Iwan Albertowitsch Puni, russischer Maler († 1956)
- 05. April: Harold Elmer Anthony, US-amerikanischer Zoologe und Paläontologe († 1970)
- 05. April: Jean Bobescu, rumänischer Violinist, Dirigent und Musikpädagoge († 1981)
- 05. April: Ernesto Joaquim Maria dos Santos, brasilianischer Volksmusiker († 1974)
- 06. April: André Danjon, französischer Astronom († 1967)
- 06. April: Anton Herman Gerard Fokker, niederländischer Flugzeugkonstrukteur († 1939)
- 07. April: Victoria Ocampo Aguirre, argentinische Schriftstellerin, Übersetzerin, Kulturmanagerin und Feministin († 1979)
- 08. April: Hans Böhm, deutscher Politiker († 1957)
- 08. April: Zbigniew Drzewiecki, polnischer Pianist und Musikpädagoge († 1971)
- 14. April: Scott R. Beal, US-amerikanischer Regieassistent († 1973)
- 14. April: Friedrich Wilhelm Kritzinger, deutscher Ministerialdirektor in der Reichskanzlei († 1947)
- 15. April: Billy DeBeck, US-amerikanischer Comiczeichner († 1942)
- 16. April: Walter Tausk, deutscher Handelsvertreter und Schriftsteller, NS-Opfer († 1941)
- 16. April: Nikolai Sergejewitsch Trubetzkoy, russischer Linguist und Ethnologe († 1938)
- 17. April: Art Acord, US-amerikanischer Schauspieler und Rodeo-Champion († 1931)
- 17. April: Carl Krayl, deutscher Architekt († 1947)
- 17. April: Johnny Alexander St. Cyr, US-amerikanischer Banjo-Spieler und Gitarrist († 1966)

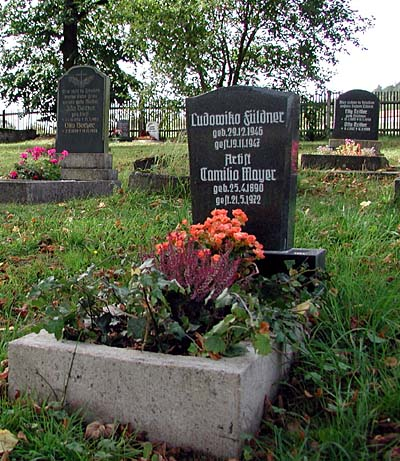
Camilio Mayer (* 25. April): Grab in Stedten an der Ilm
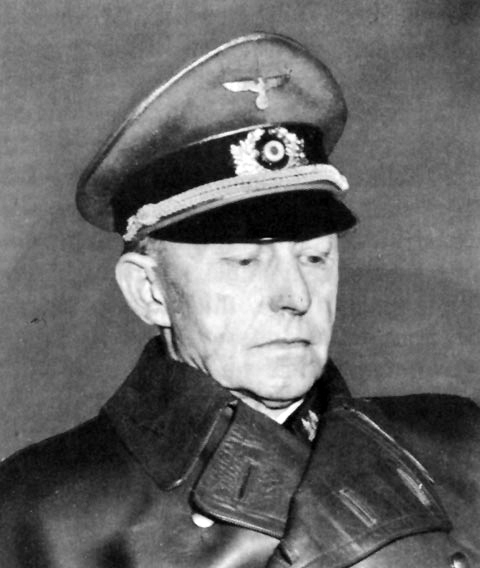
Alfred Jodl (* 10. Mai)

- 18. April: Alexander Granach, österreichisch-US-amerikanischer Theater- und Filmschauspieler († 1945)
- 18. April: Herbert Sonnenburg, deutscher General († 1966)
- 20. April: Adolf Schärf, österreichischer Bundespräsident († 1965)
- 21. April: Benno Landsberger, deutscher Assyriologe († 1968)
- 23. April: Georges Casse, französischer Automobilrennfahrer († 1948)
- 24. April: Guy Cordon, US-amerikanischer Politiker († 1969)
- 25. April: Camilio Mayer, deutscher Hochseilartist († 1972)
- 26. April: Joseph H. August, US-amerikanischer Kameramann († 1947)
- 26. April: Rudolf Grob, Schweizer evangelischer Geistlicher und Direktor einer Heilanstalt († 1982)
- 29. April: Daisy Fellowes, französische Autorin und Redakteurin sowie Gesellschaftsberühmtheit († 1962)
- 29. April: Franz Mueller-Darß, deutscher Forstmann und SS-Standartenführer († 1976)
- 30. April: Ludwig Adamovich, österreichischer Jurist und Justizminister († 1955)

### Mai
- 01. Mai: Franz Wiedemeier, deutscher Politiker († 1970)
- 02. Mai: Edward Elmer Smith, US-amerikanischer Science-Fiction-Schriftsteller und Chemiker († 1965)
- 03. Mai: Soma Morgenstern, österreichisch-jüdischer Schriftsteller galizischer Abstammung († 1976)
- 04. Mai: Arthur Kolnik, galizisch-jüdischer Illustrator und Maler († 1972)
- 06. Mai: Friedrich Oehlkers, deutscher Botaniker († 1971)
- 06. Mai: Oskar Rümmele, deutscher Politiker († 1975)
- 07. Mai: Huug de Groot, niederländischer Fußballspieler († 1957)
- 08. Mai: Theodor Asholt, deutscher Politiker († 1969)
- 08. Mai: John Meehan, US-amerikanischer Drehbuchautor († 1954)
- 08. Mai: Arthur Winkler-Hermaden, österreichischer Geologe († 1963)
- 10. Mai: Alfred Jodl, deutscher Generaloberst und Berufsoffizier († 1946)
- 10. Mai: Clarence Brown, US-amerikanischer Filmregisseur († 1987)
- 10. Mai: Jan Egbertus Jonkers, niederländischer Strafrechtler († 1971)
- 11. Mai: Willie Applegarth, britischer Leichtathlet und Olympiasieger († 1958)
- 12. Mai: Kurt Student, deutscher Luftwaffenoffizier († 1978)
- 14. Mai: Johannes Reinwaldt, dänischer Radrennfahrer († 1958)
- 14. Mai: Rosa Young, US-amerikanische Pädagogin († 1971)
- 15. Mai: Rudolf Kopf, österreichischer Jurist und Politiker († 1971)
- 17. Mai: Stewart Hoffman Appleby, US-amerikanischer Politiker († 1964)
- 17. Mai: Walter Flanigan, US-amerikanischer Footballfunktionär († 1962)
- 18. Mai: Fritz Nagel, deutscher Landwirtschaftspädagoge und Hochschullehrer († 1962)
- 19. Mai: Hans Ahrbeck, deutscher Erziehungswissenschaftler, Pädagoge und Hochschullehrer († 1981)
- 19. Mai: Ho Chi Minh, vietnamesischer Revolutionär und Staatsmann († 1969)
- 20. Mai: Giuseppe Agostini, kanadischer Dirigent und Komponist († 1971)
- 22. Mai: Erich Schultze, deutscher Schwimmer († 1938)
- 23. Mai: Dennis H. Robertson, englischer Ökonom († 1963)
- 23. Mai: Herbert Marshall, britischer Filmschauspieler († 1966)
- 23. Mai: Julius Scheuble, erster Präsident der Bundesanstalt für Arbeit († 1964)
- 25. Mai: Alexander Jakowlewitsch Arossew, russisch-sowjetischer Schriftsteller, Politiker und Diplomat († 1938)
- 30. Mai: Paul Czinner, ungarischer Autor, Filmregisseur und -produzent († 1972)
- 30. Mai: Roger Salengro, französischer Politiker († 1936)
- 31. Mai: Hilla von Rebay, elsässische Malerin († 1967)
- 31. Mai: Harry Hines Woodring, US-amerikanischer Politiker († 1967)
- 000Mai: Kârale Andreassen, grönländischer Maler, Zeichner und Katechet († 1934)

### Juni
- 02. Juni: Luigi Arrigoni, italienischer Erzbischof († 1948)
- 03. Juni: Baburao Painter, indischer Filmregisseur († 1954)
- 03. Juni: Paul Luchtenberg, deutscher Politiker und Pädagoge († 1973)
- 05. Juni: Anton Werkgartner, österreichischer Gerichtsmediziner († 1970)
- 05. Juni: Ernst Flückiger, Schweizer Schuldirektor, Heimatforscher und Bühnenautor († 1969)
- 05. Juni: Konrad Frühwald, deutscher Politiker († 1970)
- 05. Juni: Wilhelm Fraenger, deutscher Kunsthistoriker († 1964)
- 07. Juni: Erik Peterson, deutscher römisch-katholischer Theologe († 1960)
- 07. Juni: Fred Endrikat, deutscher Schriftsteller und Kabarettist († 1942)

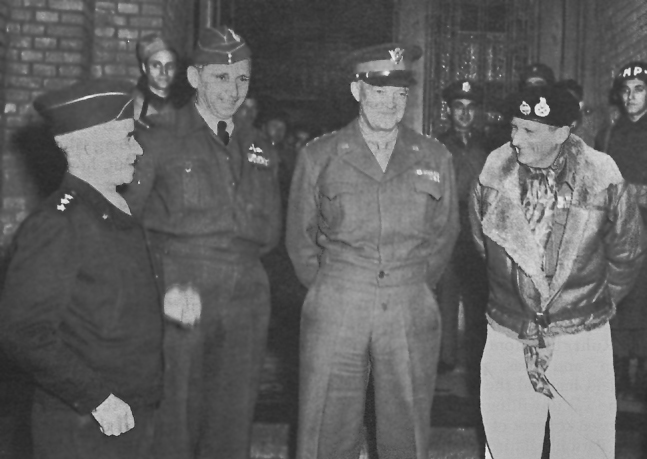
Arthur Tedder (2. v. links) (* 11. Juni): 1944 in Maastricht
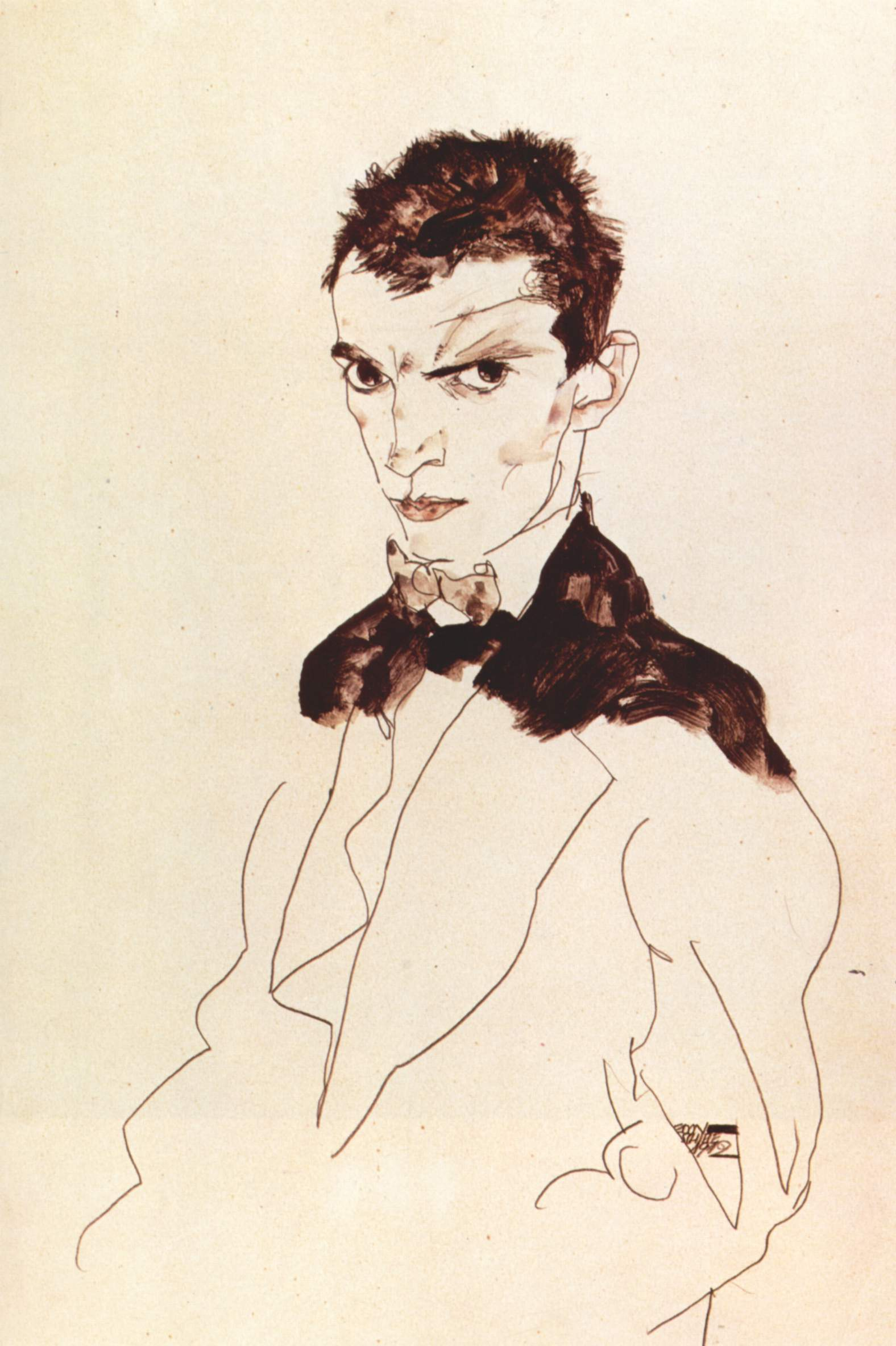
Egon Schiele (* 12. Juni): Selbstporträt
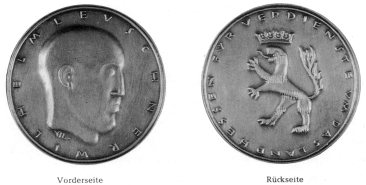
Wilhelm Leuschner (* 15. Juni): Wilhelm-Leuschner-Medaille
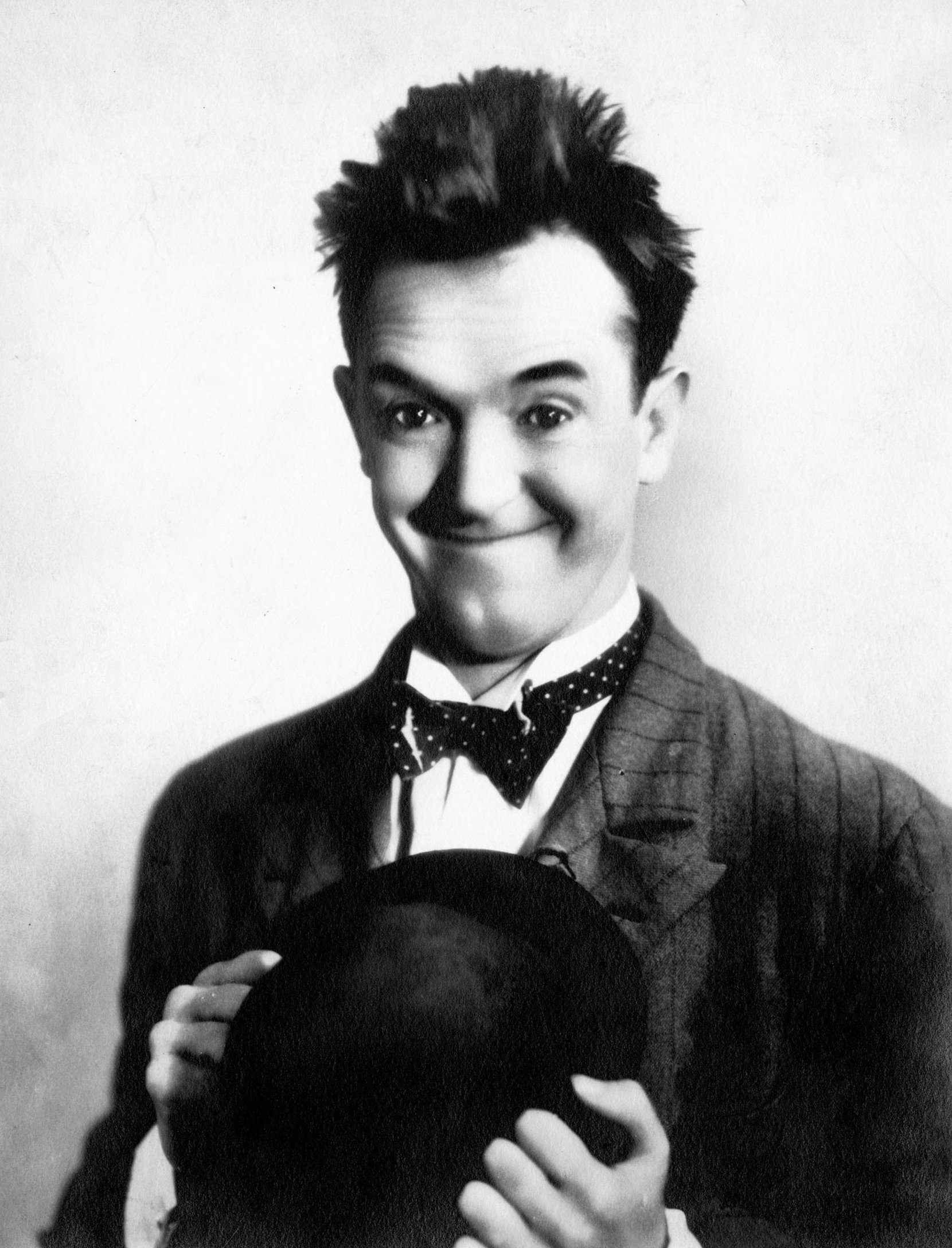
Stan Laurel (* 16. Juni)

- 09. Juni: José Antonio Ramos Sucre, venezolanischer Lyriker und Diplomat († 1930)
- 10. Juni: Charles Marchand, kanadischer Folksänger († 1930)
- 11. Juni: Kurt C. Volkhart, deutscher Ingenieur, Konstrukteur und Rennfahrer († 1959)
- 12. Juni: Egon Schiele, österreichischer Maler des Expressionismus († 1918)
- 12. Juni: Théophile Alajouanine, französischer Psychiater († 1980)
- 13. Juni: Hans Nachtsheim, deutscher Zoologe und Genetiker († 1979)
- 15. Juni: Wilhelm Leuschner, deutscher Politiker, Reichstagsabgeordneter, Widerstandskämpfer, NS-Opfer († 1944)
- 16. Juni: Stan Laurel, englischer Komiker und Filmschauspieler →Laurel und Hardy († 1965)
- 17. Juni: Adachi Hatazō, japanischer General († 1947)
- 17. Juni: Ludlow Griscom, US-amerikanischer Ornithologe und Botaniker († 1959)
- 19. Juni: Carl-Anton Schaefer, deutscher Politiker († 1974)

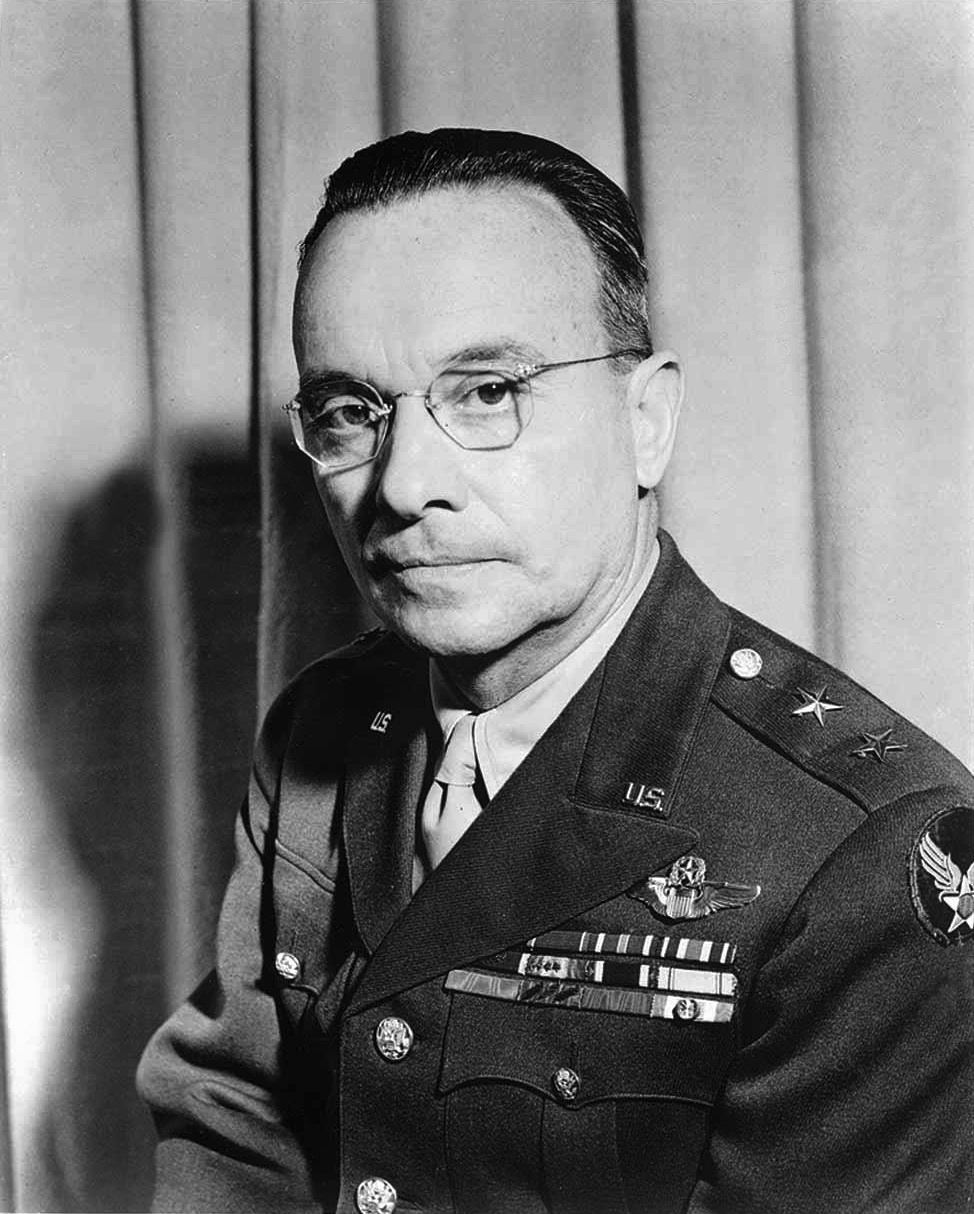
Lewis H. Brereton (* 21. Juni)
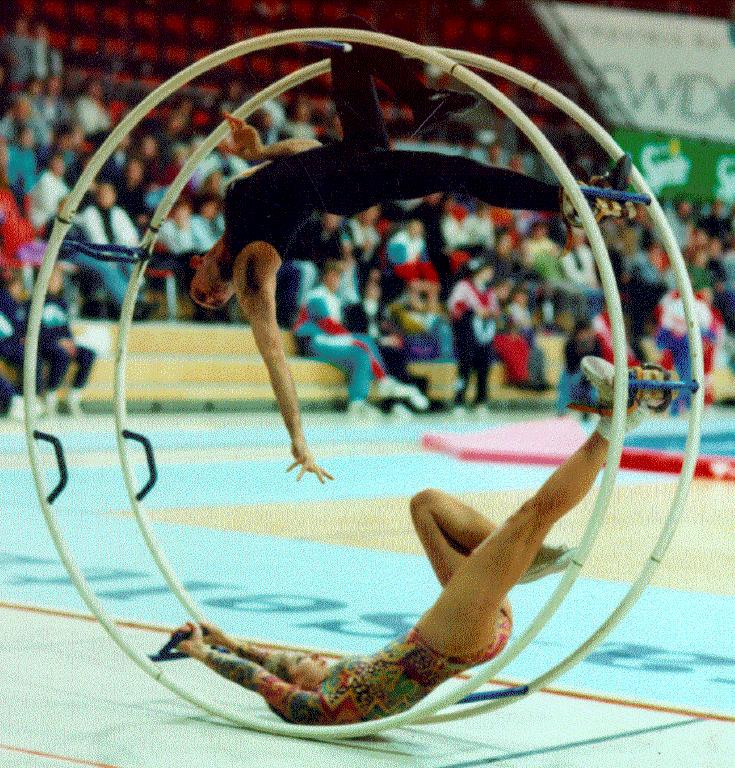
Otto Feick (* 4. Juli): Erfinder des Rhönrads
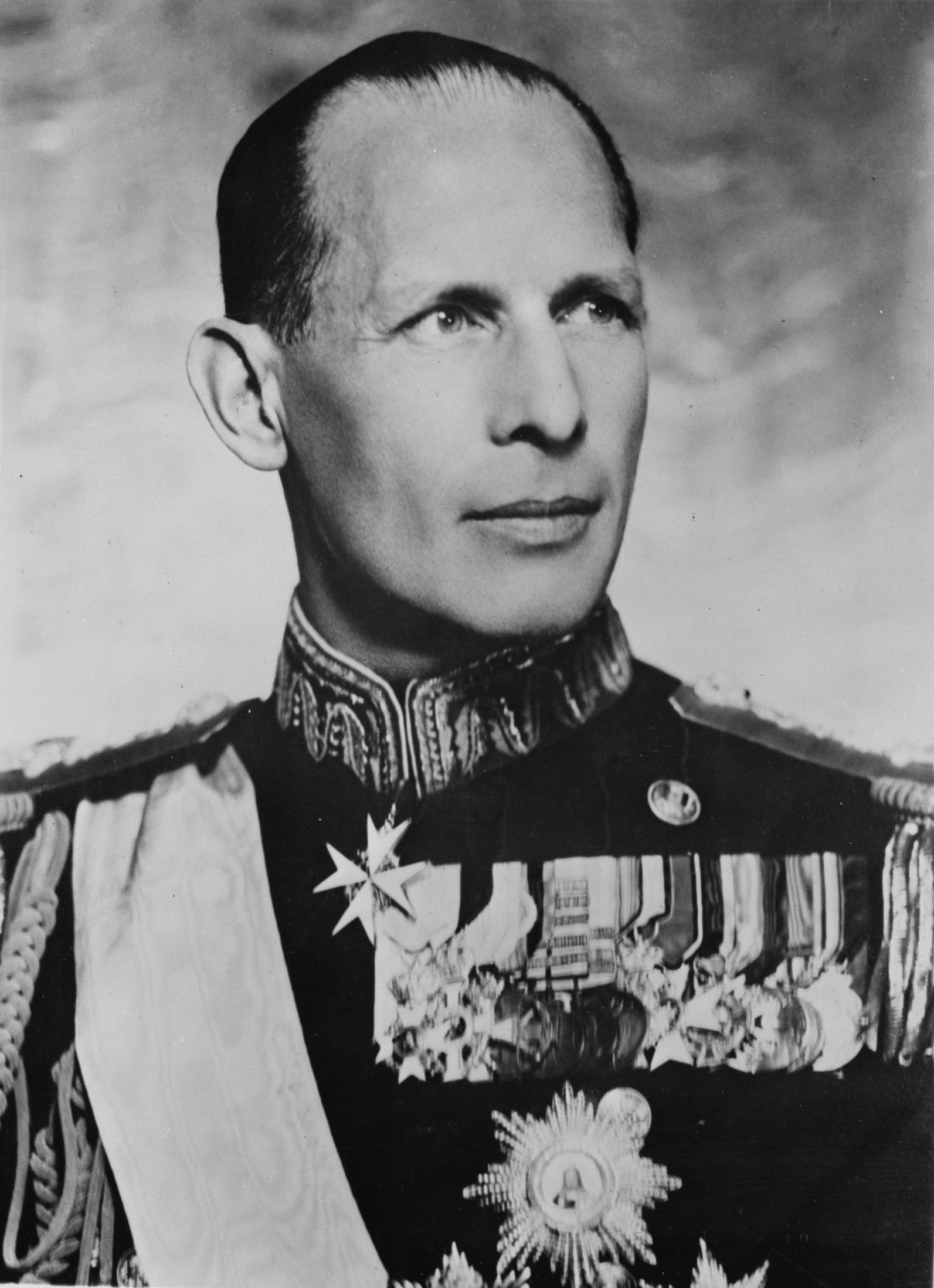
Georg II. von Griechenland (* 19. Juli)

- 21. Juni: Lewis H. Brereton, US-amerikanischer Generalleutnant († 1967)
- 21. Juni: Alvin Olin King, US-amerikanischer Politiker († 1958)
- 21. Juni: Frieda Riess, deutsche Fotografin († 1955)
- 24. Juni: Freddy Charlier, belgischer Eishockeyspieler und Automobilrennfahrer († 1929)
- 25. Juni: Hans Marchwitza, deutscher Arbeiterdichter, Schriftsteller und Kommunist († 1965)
- 26. Juni: Fritz Uphoff, deutscher Maler († 1966)
- 29. Juni: Medardo Lamberti, italienischer Ruderer († 1986)

### Juli
- 01. Juli: Fritz Haas, österreichischer Kraftwerkbauer († 1968)
- 02. Juli: Amedeo Varese, italienischer Fußballspieler († 1969)
- 03. Juli: Biagio Nazzaro, italienischer Automobil- und Motorradrennfahrer († 1922)
- 04. Juli: Otto Feick, deutscher Erfinder des Rhönrads († 1959)
- 04. Juli: Egon Itta, deutscher Maler († 1971)
- 04. Juli: Adam Sołtys, polnischer Komponist, Dirigent und Musikpädagoge († 1968)
- 08. Juli: Walter Hasenclever, deutscher Schriftsteller († 1940)
- 08. Juli: Hanns Johst, deutscher Dramatiker und Lyriker und Funktionär der NSDAP († 1978)
- 08. Juli: Louis Lefèvre OFM, französischer Ordensgeistlicher und römisch-katholischer Erzbischof von Rabat († 1968)
- 08. Juli: Leopold Zahn, österreichischer Kunsthistoriker, Schriftsteller und Biograf († 1970)
- 09. Juli: Fritz von Twardowski, deutscher Diplomat († 1970)
- 10. Juli: Wera Michailowna Inber, russisch-sowjetische Schriftstellerin († 1972)
- 11. Juli: Fritz Elsas, deutscher Politiker und Widerstandskämpfer († 1945)
- 11. Juli: Arthur Tedder, britischer Luftwaffengeneral († 1967)
- 11. Juli: Aimé Vassiaux, französischer Automobilrennfahrer († 1967)
- 12. Juli: Anton Kuh, österreichischer Journalist, Schriftsteller und Vortragskünstler († 1941)
- 12. Juli: René Barbier, belgischer Komponist und Professor († 1981)
- 16. Juli: Wilhelm Buddenberg, deutscher Maler († 1967)
- 16. Juli: Carlos Carmelo Kardinal de Vasconcelos Motta, Erzbischof von Aparecida († 1982)
- 16. Juli: Theodor Hetzer, deutscher Kunsthistoriker († 1946)
- 17. Juli: Robin Christian Andersen, österreichischer Maler († 1969)
- 17. Juli: Paul Gros, französischer Automobilrennfahrer († 1961)
- 18. Juli: Georges Boréal, französischer Automobilrennfahrer († 1959)
- 18. Juli: Charles Erwin Wilson, US-amerikanischer Politiker († 1961)
- 18. Juli: Frank Forde, australischer Politiker und Premierminister († 1983)
- 19. Juli: Georg II., griechischer König († 1947)
- 19. Juli: Peter Wiepert, deutscher Bauer, Heimatforscher, Autor († 1980)
- 20. Juli: Albert Arnheiter, deutscher Ruderer († 1945)
- 20. Juli: Richard Billinger, österreichischer Schriftsteller († 1965)
- 20. Juli: Wilhelm Corsten, deutscher Historiker und Domherr in Köln († 1970)
- 20. Juli: Enrico Giaccone, italienischer Automobilrennfahrer († 1923)
- 20. Juli: Giorgio Morandi, italienischer Maler und Grafiker († 1964)
- 20. Juli: Gonzalo Roig, kubanischer Komponist († 1970)

Rose Kennedy (* 22. Juli)
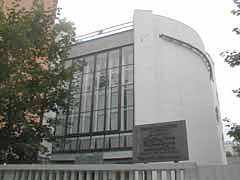
Konstantin Melnikow (* 3. August): Melnikow-Haus in Moskau
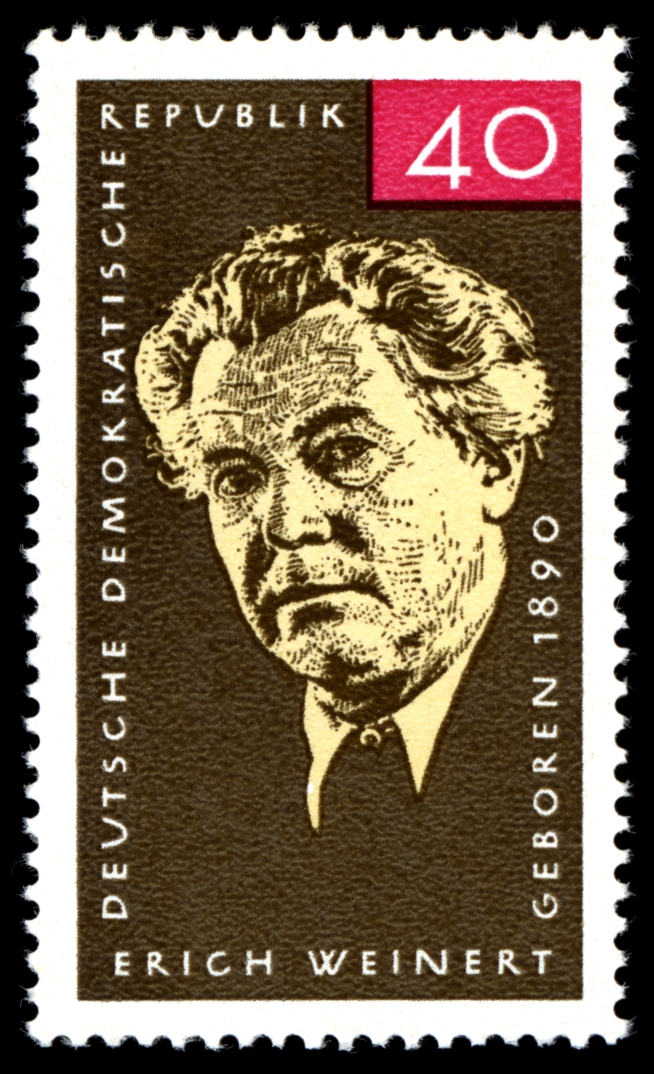
Erich Weinert (* 4. August): DDR-Briefmarke

- 21. Juli: Eduard Dietl, deutscher General († 1944)
- 22. Juli: Rose Kennedy, Mutter von John Fitzgerald Kennedy († 1995)
- 23. Juli: Joan Amades i Gelats, katalanischer Ethnologe und Folklorist († 1959)
- 23. Juli: Bruno Asch, deutscher Politiker († 1940)
- 27. Juli: Karl Heinrich Ernst Assmann, deutscher Bibliothekar († 1970)
- 27. Juli: Erich Dunskus, deutscher Schauspieler († 1967)
- 30. Juli: Ludwig Schwamb, deutscher Jurist und Politiker, Widerstandskämpfer gegen den Nationalsozialismus († 1945)
- 31. Juli: Georg Amberger, deutscher Leichtathlet († 1949)
- 31. Juli: Anne-Cécile Rose-Itier, französische Automobilrennfahrerin († 1980)

### August
- 01. August: Walter Bud, deutscher Maler und Grafiker († 1915)
- 01. August: Archer Taylor, US-amerikanischer Volkskundler († 1973)
- 02. August: Arnold Kübler, Schweizer Schriftsteller († 1983)
- 03. August: Louis Charavel, französischer Automobilrennfahrer († 1980)
- 03. August: Konstantin Stepanowitsch Melnikow, russischer Architekt († 1974)
- 03. August: Charles Edison, US-amerikanischer Politiker († 1969)
- 03. August: Josef Friedrich Perkonig, österreichischer Schriftsteller († 1959)
- 04. August: Erich Weinert, deutscher Schriftsteller († 1953)
- 05. August: Rudolf Benkendorff, deutscher Meteorologe († 1973)
- 05. August: José Dera Avelino, philippinischer Politiker († 1986)
- 05. August: Erich Kleiber, österreichischer Dirigent († 1956)
- 05. August: Hans Gál, österreichischer Komponist († 1987)

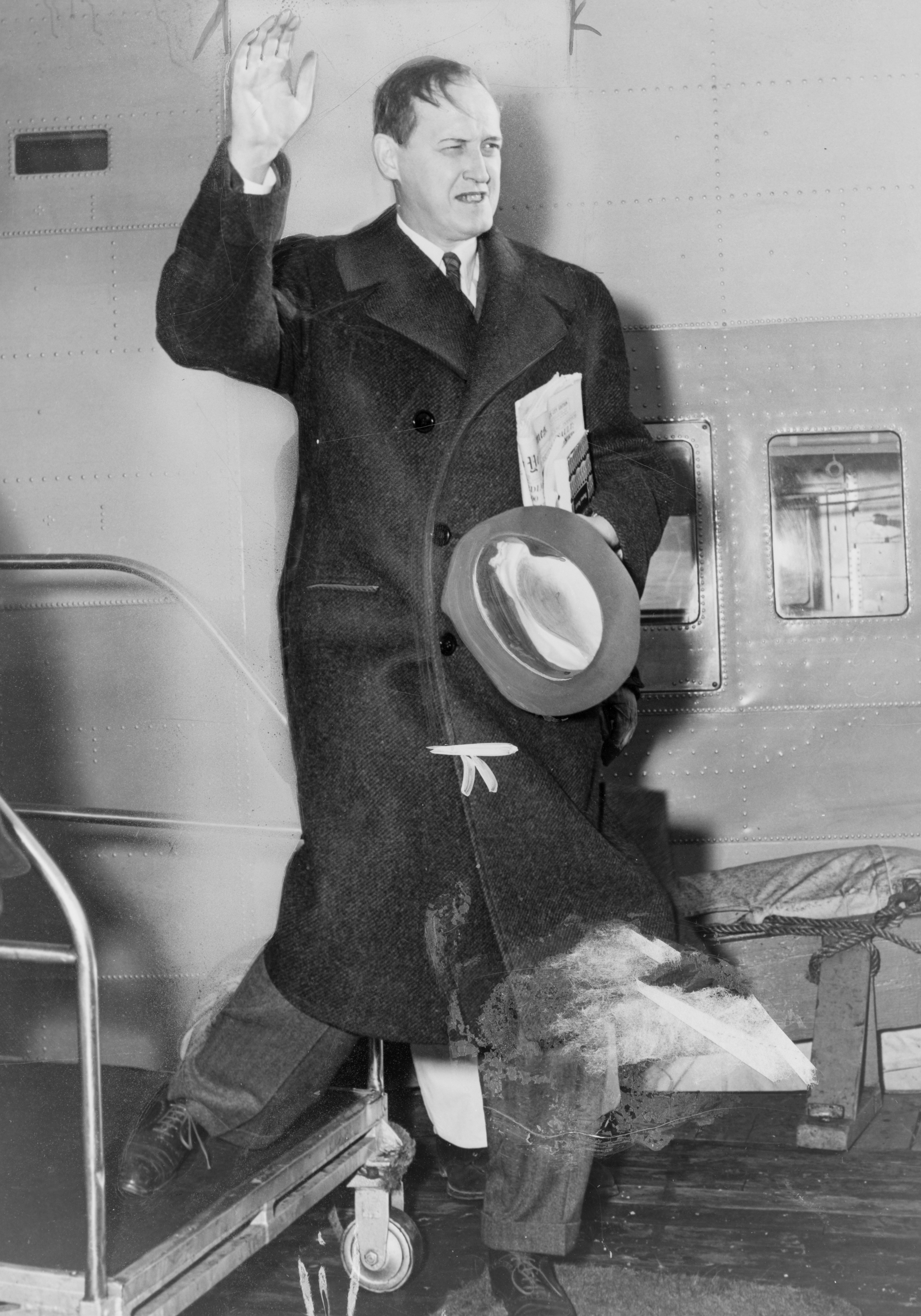
Harry Hopkins (* 17. August)

- 05. August: Naum Gabo, russischer Künstler († 1977)
- 07. August: Elizabeth Gurley Flynn, US-amerikanische Aktivistin der Arbeiterbewegung und Politikerin († 1964)
- 09. August: Emmy Brode, deutsche Kunstmalerin († 1967)
- 10. August: Wsewolod Michailowitsch Abramowitsch, russischer Flugpionier und Fluglehrer († 1913)
- 10. August: Gerd Fricke, deutscher Hörspielregisseur, Hörspielsprecher, Hörfunkmoderator und Schauspieler († 1968)
- 10. August: Richard Sedlmaier, deutscher Kunsthistoriker und Hochschullehrer († 1963)
- 11. August: Aaslaug Aasland, norwegische Juristin und Politikerin († 1962)
- 11. August: Heinrich Weitz, deutscher Politiker, Präsident des deutschen Roten Kreuzes († 1962)
- 12. August: Stella Harf, deutsche Schauspielerin († 1979)
- 13. August: Alfred Ahner, deutscher Maler und Zeichner († 1973)
- 13. August: Josef Fučík, tschechischer Maler († 1955)
- 13. August: Friedrich Ernst Peters, deutscher Schriftsteller († 1962)
- 13. August: Li Zongren, chinesischer General, Politiker, Vizepräsident († 1969)
- 14. August: Bruno Tesch, deutscher Chemiker und Unternehmer; Zyklon-B-Produzent († 1946)
- 15. August: Elvin Morton Jellinek, US-amerikanischer Arzt und Erforscher der Alkoholkrankheit († 1963)
- 15. August: Jacques Ibert, französischer Komponist († 1962)
- 15. August: Elizabeth Bolden, US-amerikanische Supercentenarian († 2006)
- 17. August: Harry Hopkins, US-amerikanischer Politiker († 1946)
- 18. August: Maurice Podoloff, US-amerikanischer Jurist und Sportmanager († 1985)

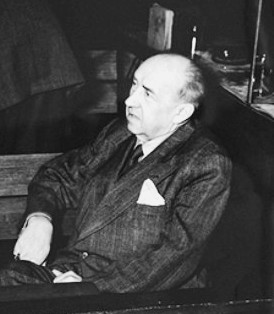
Walther Funk (* 18. August)
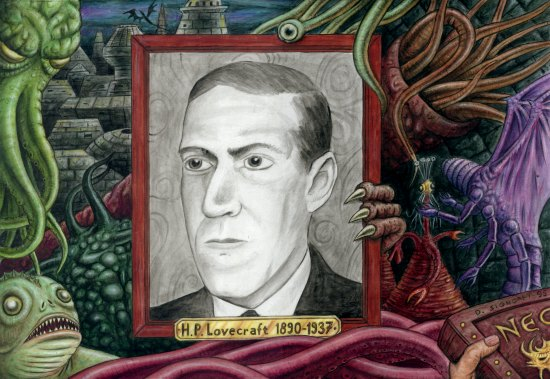
H. P. Lovecraft (* 20. August), umringt von Wesen aus seinem Cthulhu-Mythos
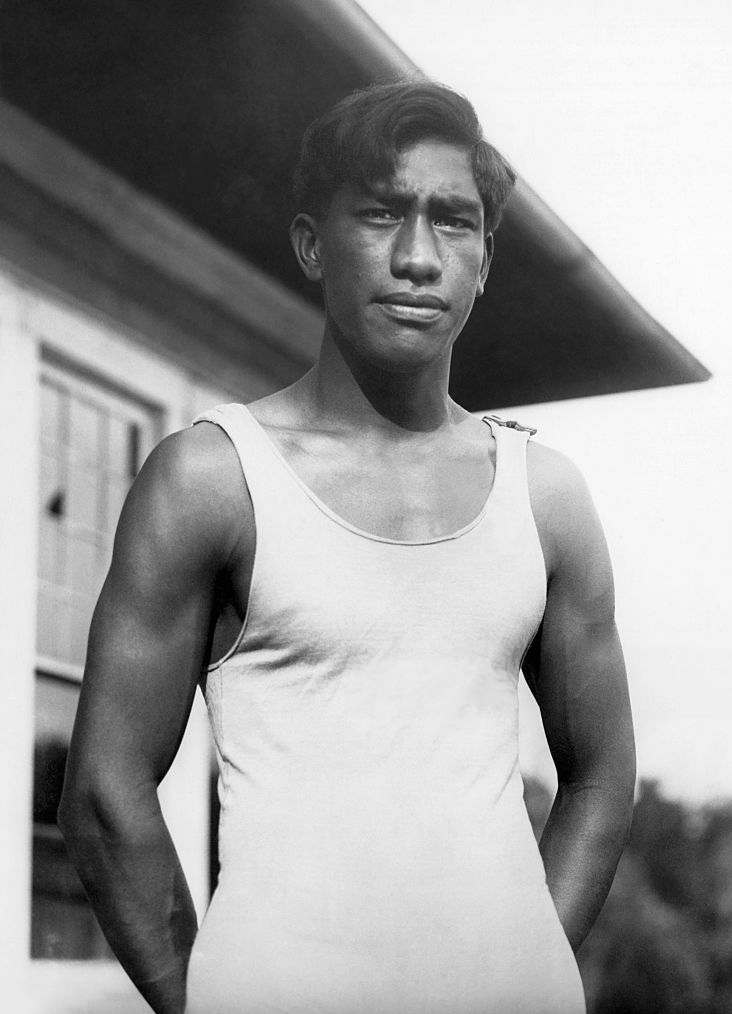
Duke Kahanamoku (* 24. August)

- 18. August: Walther Funk, deutscher Journalist und Politiker († 1960)
- 18. August: Lore Schill, deutsche Malerin († 1968)
- 19. August: Auguste Viktoria von Hohenzollern-Sigmaringen, deutsche Prinzessin; Ehefrau des letzten Königs von Portugal († 1966)
- 19. August: Konrad Knudsen, norwegischer Journalist und Politiker († 1959)
- 20. August: Cees ten Cate, niederländischer Fußballspieler († 1972)
- 20. August: H. P. Lovecraft, US-amerikanischer Schriftsteller († 1937)
- 22. August: Dora Schlatter, deutsch-schweizerische Politikerin († 1969)
- 23. August: May Harrison, britische Violinistin († 1959)
- 24. August: Duke Kahanamoku, hawaiischer Schwimmer, Surfer und Schauspieler († 1968)
- 24. August: Franz Joseph Philipp, deutscher Kirchenmusiker und Komponist († 1972)

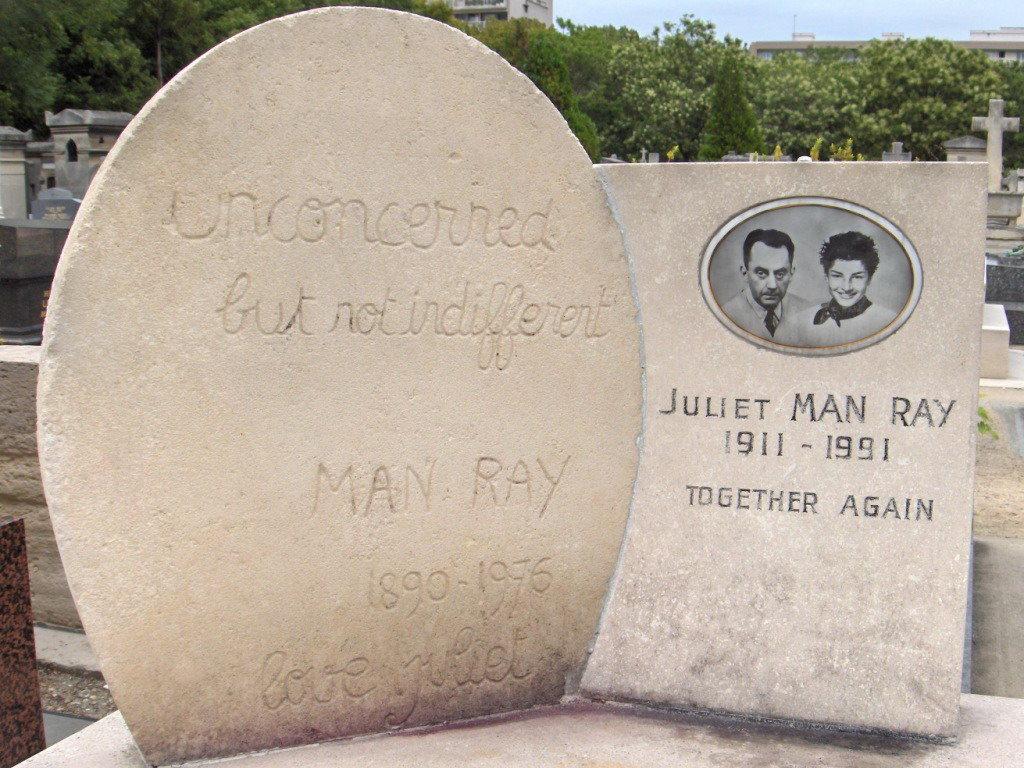
Man Ray (* 27. August): Grab auf dem Pariser Cimetière Montmartre
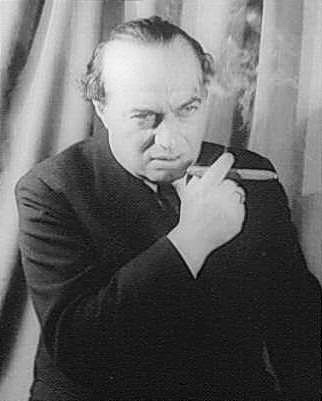
Franz Werfel (* 10. September) im Jahr 1940
Agatha Christie (* 15. September): Erinnerungsplakette

- 27. August: Man Ray, US-amerikanischer Maler und Fotograf († 1976)
- 27. August: Alfons Wagner, deutscher Metallurg, Aufsichtsratsvorsitzender der BMW AG († 1978)
- 28. August: Ivor Gurney, englischer Komponist († 1937)
- 29. August: Richard Gardiner Casey, australischer Politiker († 1976)
- 30. August: Leo Cherniavsky, kanadischer Geiger ukrainischer Herkunft († 1974)

### September
- 01. September: Herbert Goldschmidt, deutscher Kommunalpolitiker († 1943)
- 01. September: Arthur W. Upfield, britisch-australischer Kriminalromanautor († 1964)
- 03. September: Friedrich Altrichter, deutscher Offizier und Militärschriftsteller († 1948)
- 04. September: Michał Rola-Żymierski, polnischer Politiker und Militär († 1989)
- 05. September: Johann Josef Demmel, Bischof der Alt-katholischen Kirche in Deutschland († 1972)
- 06. September: Manfred Gurlitt, deutscher Autor und Komponist († 1972)
- 09. September: Arthur Drey, deutscher Lyriker, Dramatiker, Essayist († 1965)
- 09. September: Kurt Lewin, deutsch-US-amerikanischer Psychologe († 1947)
- 09. September: Francis Bousquet, französischer Komponist († 1942)
- 09. September: Werner Otto Bachmann, deutscher Mediziner und Hochschullehrer († 1953)
- 09. September: Marriner S. Eccles, US-amerikanischer Unternehmer und Vorsitzender des Federal Reserve Boards († 1977)
- 09. September: Harland D. Sanders, Gründer des Systemgastronomie-Unternehmens Kentucky Fried Chicken († 1980)
- 10. September: Elsa Schiaparelli, italienisch-französische Modeschöpferin († 1973)
- 10. September: Franz Werfel, österreichischer Schriftsteller († 1945)
- 11. September: Marius Ulfrstad, norwegischer Komponist († 1968)
- 12. September: Erich Lehmann, deutscher Leichtathlet († 1917)
- 12. September: Karl Peter Röhl, deutscher Maler, Grafiker und Designer († 1975)
- 15. September: Thomas C. Chattoe, kanadischer Organist, Chorleiter und Musikpädagoge († 1982)
- 15. September: Agatha Christie, britische Schriftstellerin († 1976)
- 15. September: Frank Martin, Schweizer Komponist († 1974)
- 16. September: Ernst Deutsch, deutscher Schauspieler († 1969)
- 18. September: Vladimír Ambros, tschechischer Komponist († 1956)
- 18. September: Tsuchiya Bunmei, japanischer Lyriker († 1990)
- 20. September: Kathleen Parlow, kanadische Geigerin und Musikpädagogin († 1963)
- 20. September: Richard Sjöberg, schwedischer Leichtathlet († 1960)
- 21. September: James P. Hogan, US-amerikanischer Filmregisseur († 1943)

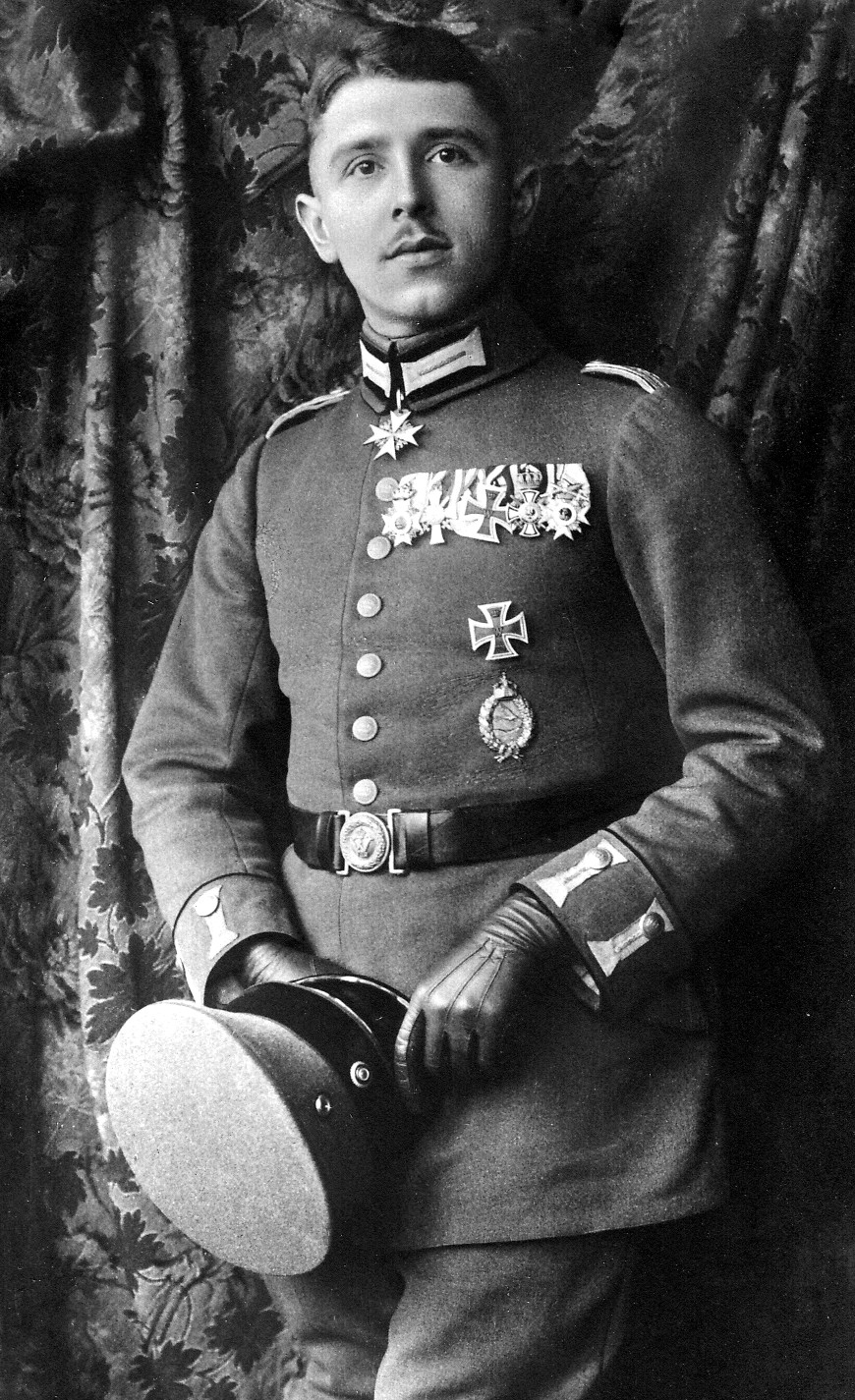
Max Immelmann (* 21. September)
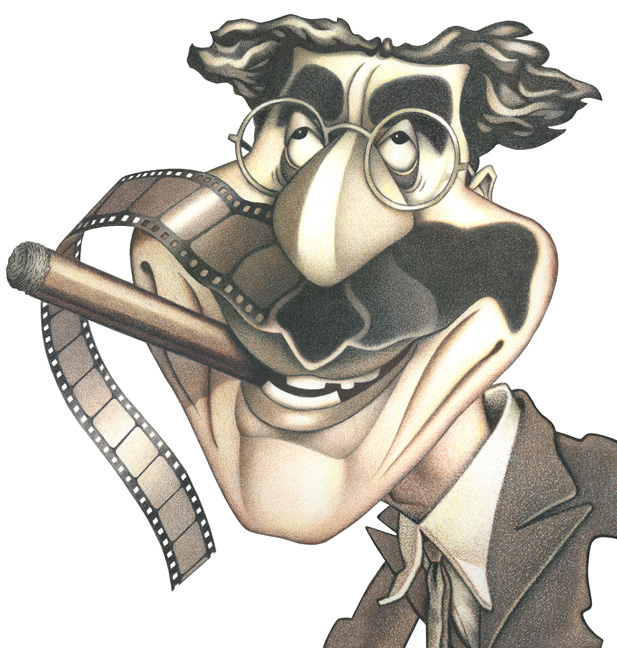
Groucho Marx (* 2. Oktober)
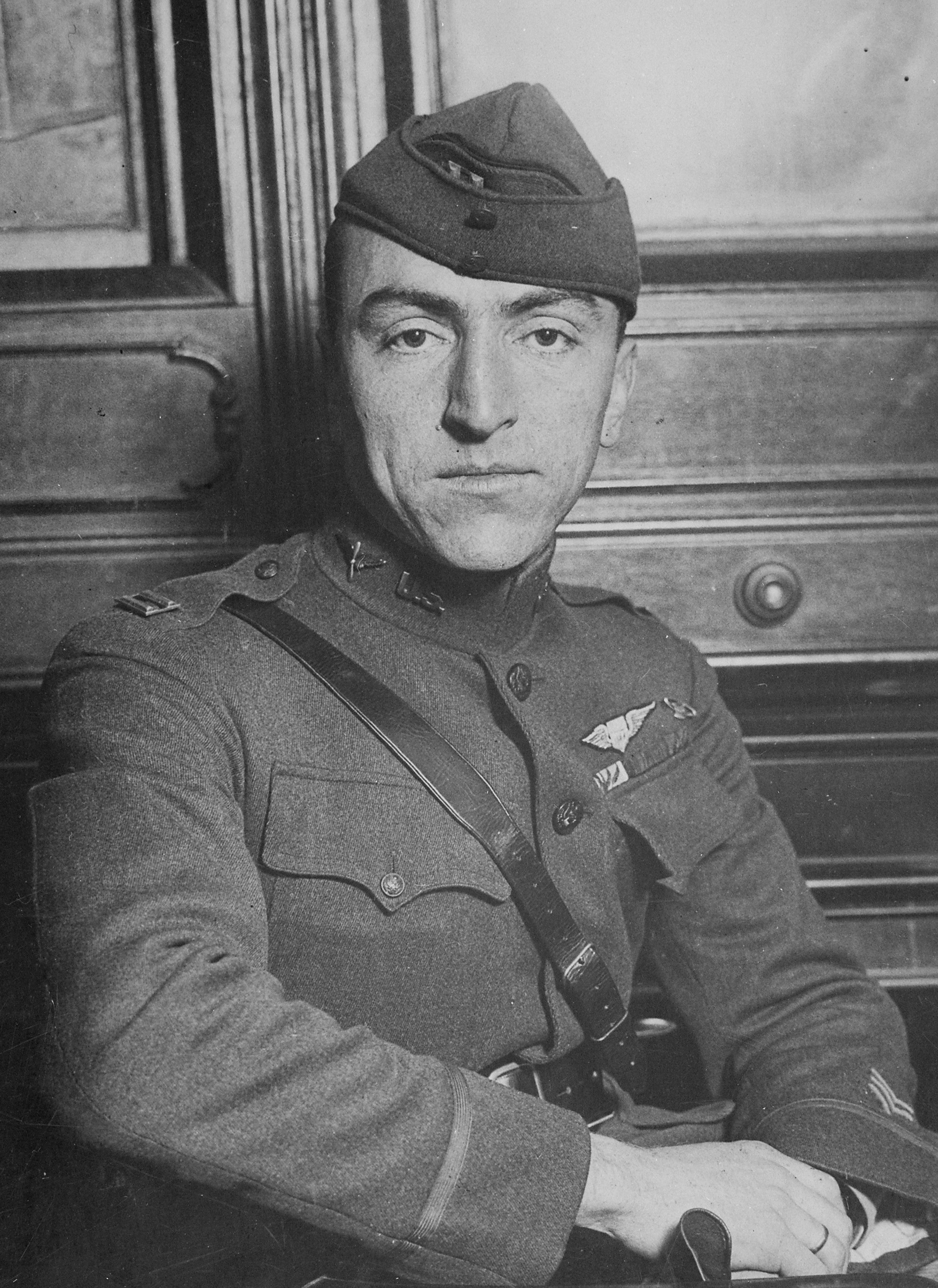
Eddie Rickenbacker (* 8. Oktober)
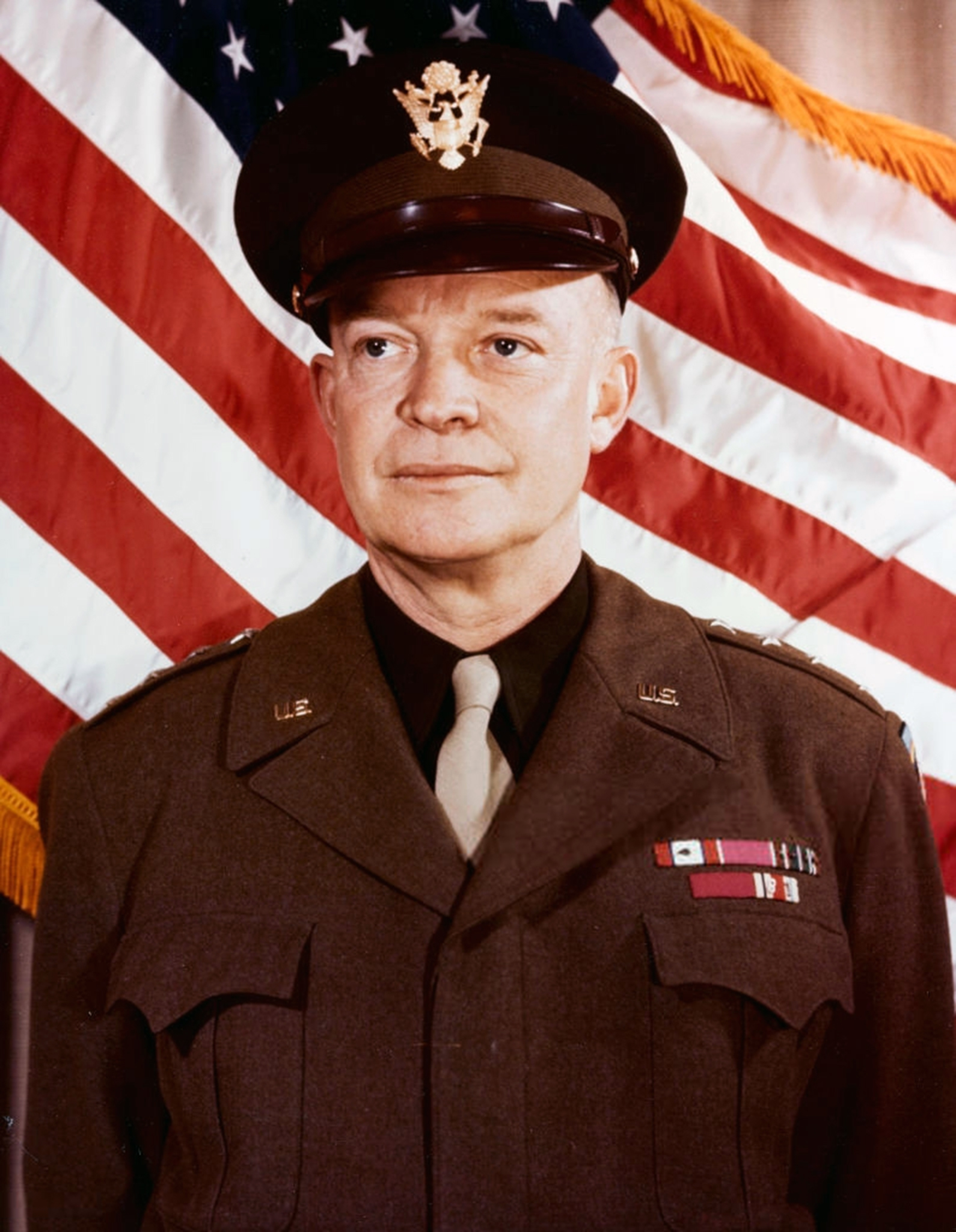
Dwight D. Eisenhower (* 14. Oktober)

- 21. September: Max Immelmann, deutscher Kampfflieger im Ersten Weltkrieg († 1916)
- 23. September: Friedrich Paulus, deutscher General († 1957)
- 25. September: Grigori Michailowitsch Semjonow, russischer General; Anführer der Weißen im Russischen Bürgerkrieg († 1946)
- 25. September: Hans Vogt, deutscher Ingenieur; Erfinder des Lichttonverfahrens († 1979)
- 27. September: Giuseppe Aiello, italo-US-amerikanischer Mobster († 1930)
- 29. September: Ahmad Kasravi, iranischer Sprachwissenschaftler, Historiker und Philosoph († 1946)
- 30. September: André Gobert, französischer Tennisspieler († 1951)
- 30. September: Higashiyama Chieko, japanische Schauspielerin († 1980)

### Oktober
- 01. Oktober: Eduard Fiedler, deutscher Politiker († 1963)
- 01. Oktober: Stanley Holloway, britischer Schauspieler († 1982)
- 01. Oktober: Theodor Nag, norwegischer Ruderer († 1959)
- 02. Oktober: Friedrich Griese, deutscher Schriftsteller († 1975)
- 02. Oktober: Groucho Marx, US-amerikanischer Komiker († 1977)
- 04. Oktober: Wladimir Beklemischew, russischer Zoologe und Ökologe († 1962)
- 04. Oktober: Gladys Pyle, US-amerikanische Politikerin († 1989)
- 05. Oktober: Kasimir Edschmid, deutscher Schriftsteller († 1966)
- 06. Oktober: Phyllis Gardner, englische Künstlerin († 1939)
- 08. Oktober: Henrich Focke, deutscher Flugzeug- und Hubschrauberkonstrukteur († 1979)
- 08. Oktober: Edward Vernon Rickenbacker, US-amerikanischer Automobilrennfahrer, Unternehmer und Jagdflieger im Ersten Weltkrieg († 1973)
- 09. Oktober: Jānis Mediņš, lettischer Komponist († 1966)
- 10. Oktober: Maurice Deprez, französischer Automobilrennfahrer († 1970)
- 11. Oktober: August Herman Andresen, US-amerikanischer Politiker († 1958)
- 11. Oktober: Fanny Jensen, dänische sozialdemokratische Politikerin († 1969)
- 12. Oktober: František Cejnar, tschechoslowakischer Fußballschiedsrichter († 1950)
- 14. Oktober: Louis Delluc, französischer Filmemacher, Schriftsteller und Kritiker († 1924)
- 14. Oktober: Dwight D. Eisenhower, US-amerikanischer Politiker; Präsident der USA († 1969)
- 15. Oktober: Homer Martin Adkins, US-amerikanischer Politiker († 1964)

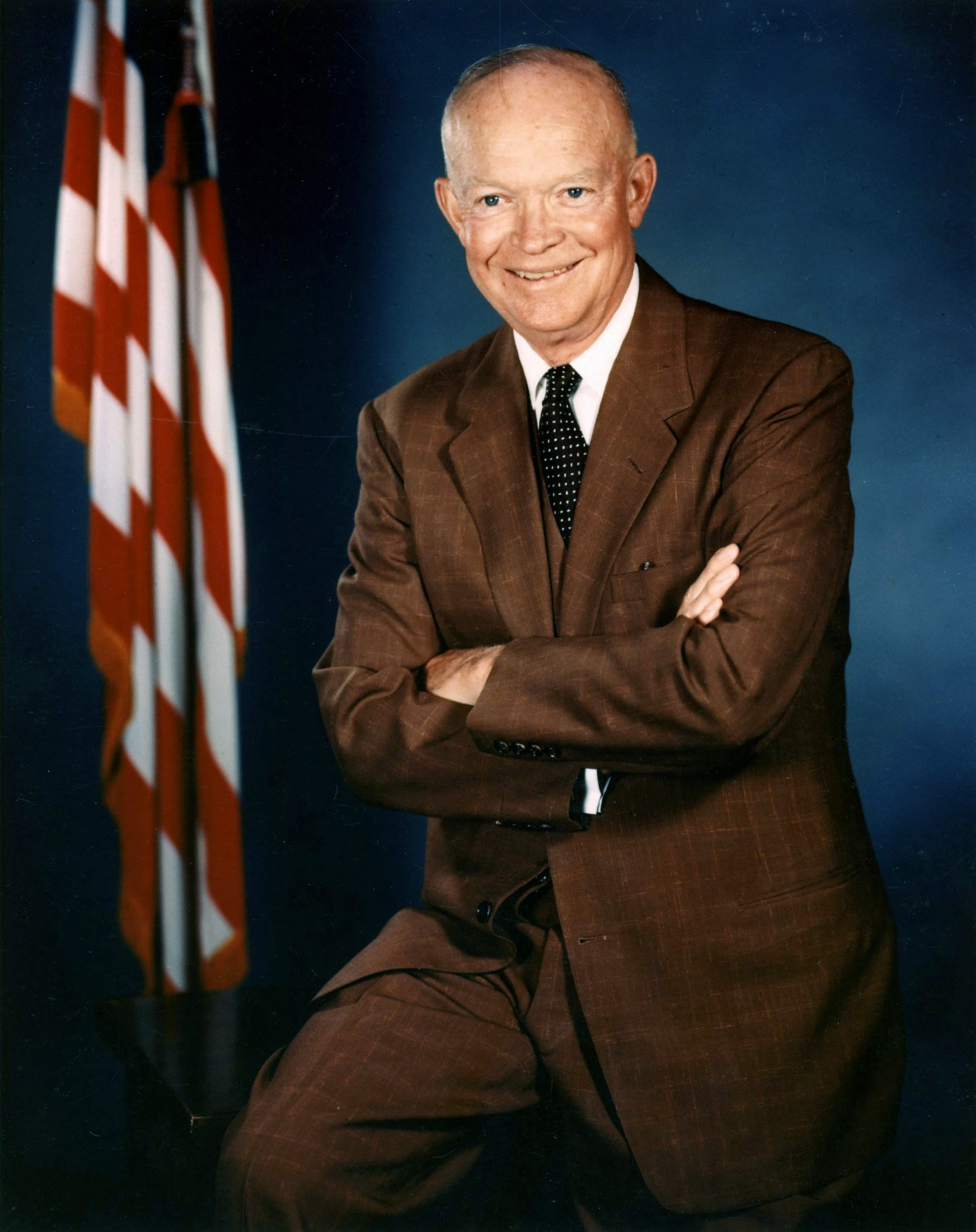
Dwight D. Eisenhower.
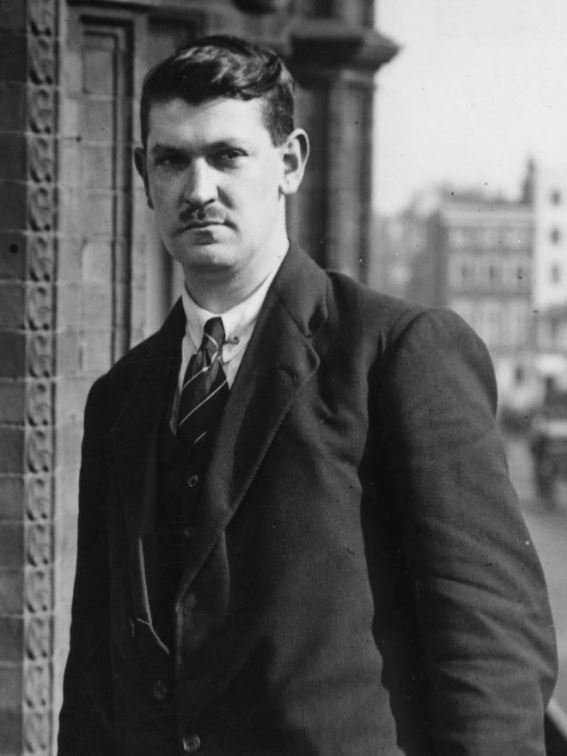
Michael Collins (* 16. Oktober)
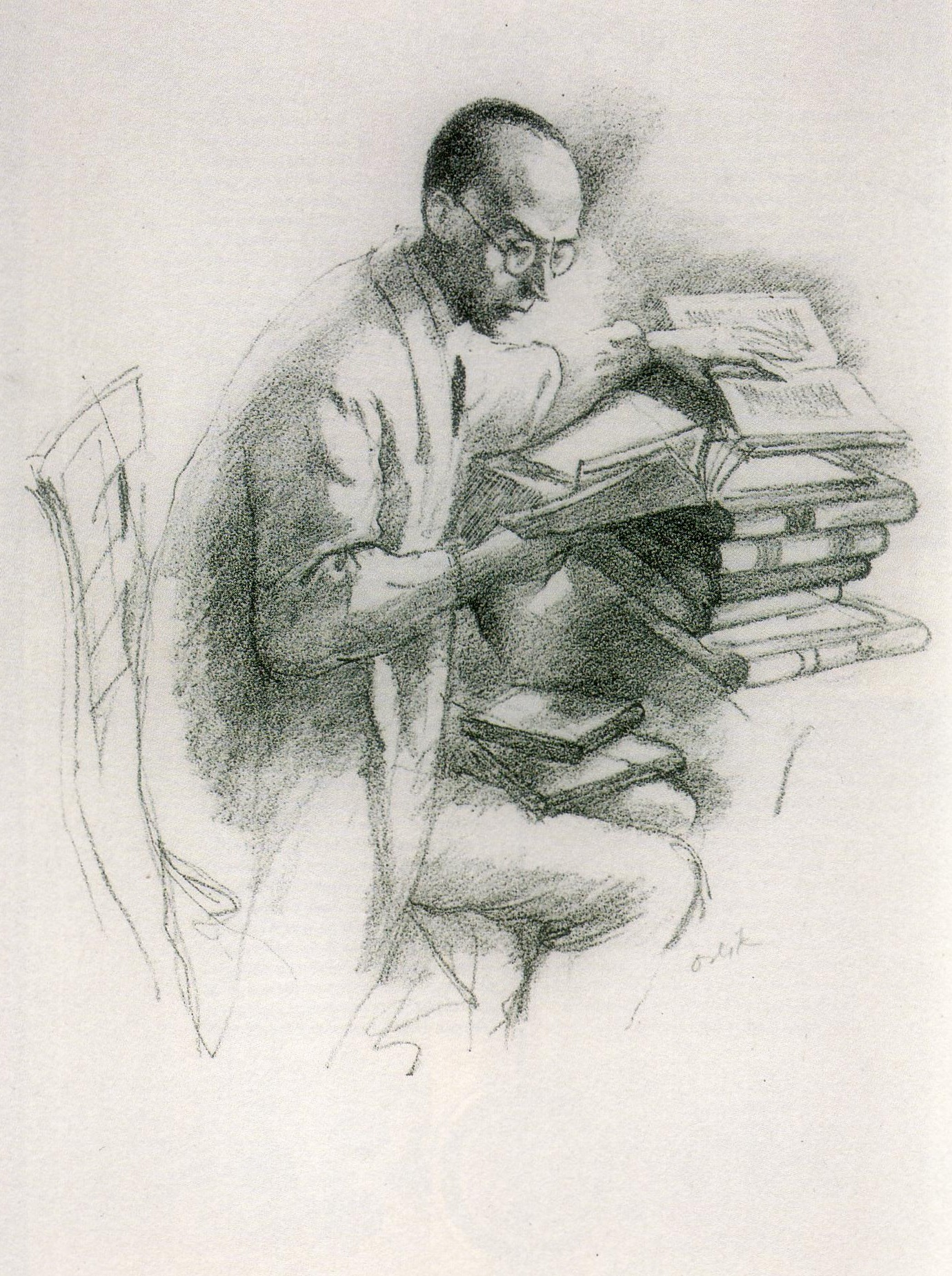
Klabund (* 4. November): Lithographie von Emil Orlik
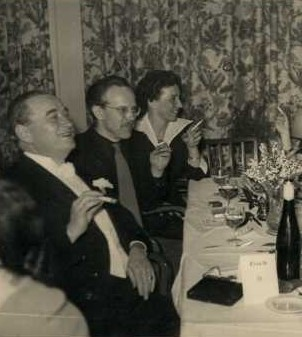
Carl F. W. Borgward (* 10. November) (links) um 1950

- 16. Oktober: Michael Collins, irischer Freiheitskämpfer und Politiker († 1922)
- 17. Oktober: Magda Bäumken, deutsche Schauspielerin († 1959)
- 17. Oktober: Ernst Blass, deutscher Schriftsteller († 1939)
- 17. Oktober: Carl Buchheister, deutscher Maler († 1964)
- 21. Oktober: Gerrit Engelke, deutscher Arbeiterdichter († 1918)
- 23. Oktober: Eberhard Wildermuth, deutscher Politiker († 1952)
- 24. Oktober: Kathleen Lockhart Manning, US-amerikanische Komponistin († 1951)
- 24. Oktober: Thomas Tien Ken-sin, chinesischer Erzbischof von Peking und Kardinal († 1967)
- 27. Oktober: Max Jungnickel, deutscher Schriftsteller († 1945)
- 27. Oktober: Heinrich Niebes, deutscher Politiker († 1966)
- 28. Oktober: Josef Lense, österreichischer Mathematiker († 1985)
- 29. Oktober: Hans-Valentin Hube, deutscher Generaloberst der Wehrmacht († 1944)
- 29. Oktober: Abram Iljitsch Jampolski, russischer Geiger und Musikpädagoge († 1956)
- 29. Oktober: Alfredo Ottaviani, italienischer römisch-katholischer Kardinal († 1979)
- 30. Oktober: Ernst Adams, deutscher Politiker († 1973)
- 30. Oktober: Jakow Eschpai, russischer Komponist und Pädagoge († 1963)

### November
- 01. November: Rudolf Henggeler, Schweizer Benediktiner und Historiker († 1971)
- 02. November: Georg Harms-Rüstringen, deutscher Künstler († 1955)
- 02. November: Kishida Kunio, japanischer Dramatiker († 1954)
- 04. November: István Déván, ungarischer Leichtathlet und Wintersportler († 1977)
- 04. November: Klabund, Künstlername des deutschen Schriftstellers Alfred Henschke († 1928)
- 06. November: Alfonso Castaldo, italienischer Geistlicher; Erzbischof von Neapel und Kardinal († 1966)
- 06. November: Bentley Collingwood Hilliam, englischer Sänger, Songwriter, Komponist und Schauspieler († 1968)
- 07. November: Josef Behrens, deutscher Ingenieur und Erfinder († 1947)
- 07. November: John B. Hollister, US-amerikanischer Politiker († 1979)
- 08. November: Karl Harrer, deutscher Journalist; Gründungsmitglied der Deutschen Arbeiterpartei († 1926)
- 08. November: Ernst Schneller, deutscher Lehrer und KPD-Reichstagsabgeordneter († 1944)
- 10. November: Achmad Mochtar, indonesischer Molekularbiologe († 1945)
- 10. November: Carl F. W. Borgward, deutscher Ingenieur und Autokonstrukteur († 1963)
- 12. November: Kurt Hoffmann, deutscher Ruderer († 1976)
- 13. November: Stanislav Novák, tschechischer Geiger († 1945)
- 13. November: Albert Stohr, deutscher Geistlicher; Bischof von Mainz († 1961)
- 16. November: Gyula Feldmann, ungarischer Fußballspieler und -trainer († 1955)
- 16. November: Elpidio Quirino, philippinischer Politiker und Staatspräsident († 1956)
- 17. November: Jean Édouard Andreau, französischer Ingenieur und Aerodynamiker († 1953)
- 20. November: Hermann Adler, deutscher Offizier († 1967)
- 20. November: Robert William Armstrong, US-amerikanischer Schauspieler († 1973)
- 21. November: Jeanne Mammen, deutsche Malerin († 1976)
- 22. November: Charles de Gaulle, französischer General und Politiker († 1970)
- 22. November: El Lissitzky, russischer Maler, Grafikdesigner, Architekt, Typograph, Fotograf († 1941)

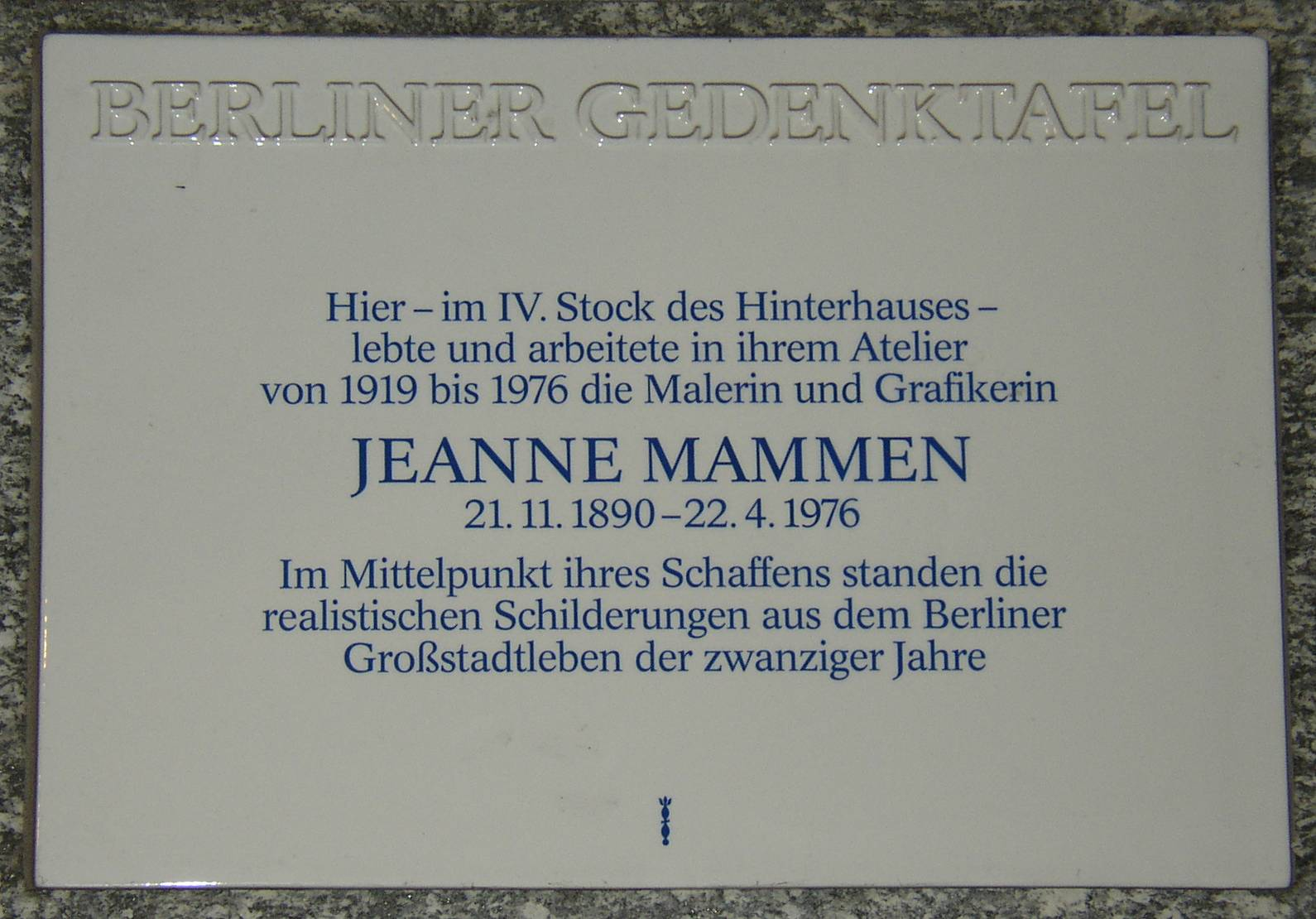
Jeanne Mammen (* 21. November): Gedenktafel in Berlin
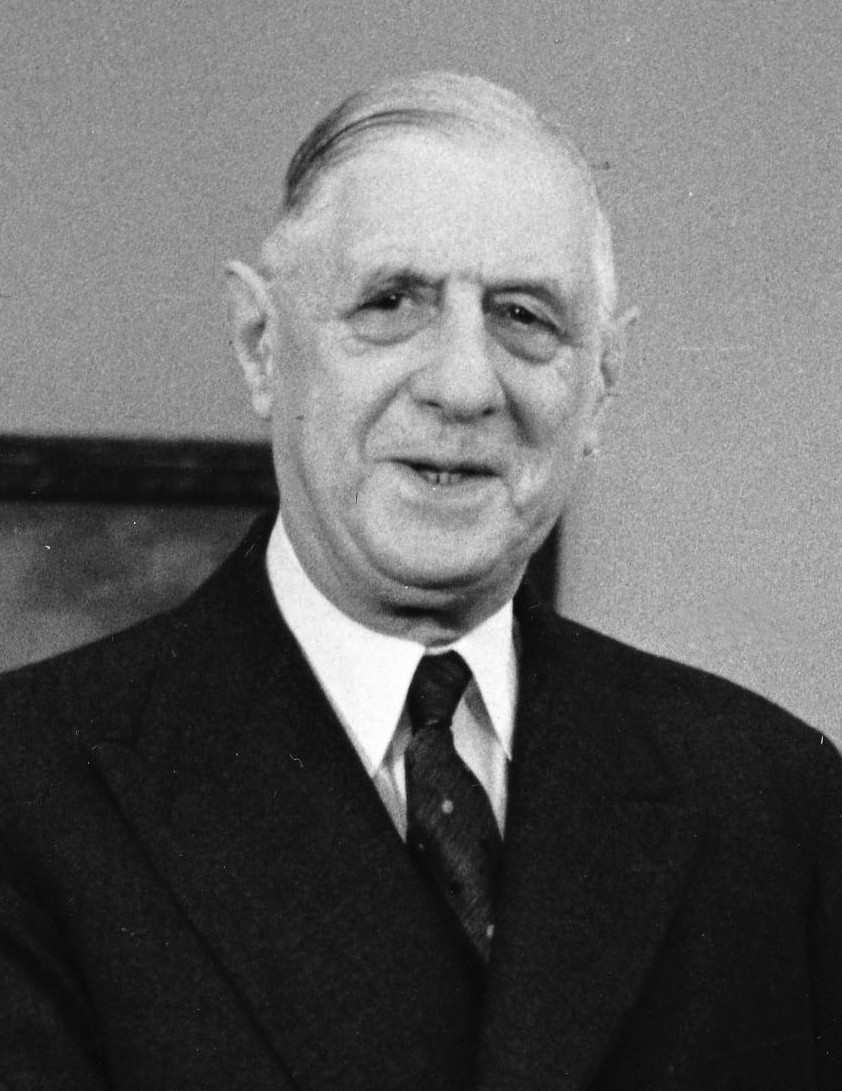
Charles de Gaulle (* 22. November)

- 22. November: Kosta Manojlović. serbischer Komponist und Musikethnologe († 1949)
- 22. November: Harry Pollitt, britischer Kommunist und Generalsekretär der Communist Party of Great Britain († 1960)
- 22. November: István Szebeny, ungarischer Ruderer († 1953)
- 26. November: Christian Dauvergne, französischer Automobilrennfahrer († 1954)
- 26. November: Aleksander Wielhorski, polnischer Pianist und Komponist († 1952)
- 27. November: Hugo ten Hövel, deutscher Politiker († 1953)
- 27. November: Friedrich Wilhelm zur Lippe, deutscher Volkskundler und Rassenforscher († 1938)
- 27. November: Toyoshima Yoshio, japanischer Schriftsteller († 1955)
- 29. November: Else Wex-Cleemann, deutsche Malerin († 1978)

### Dezember
- 03. Dezember: Spencer Wishart, US-amerikanischer Automobilrennfahrer († 1914)
- 04. Dezember: Karl Angerstein, deutscher Offizier († 1985)
- 04. Dezember: Gerhard Krahmer, deutscher Archäologe († 1931)
- 05. Dezember: Katharina Aline Ahlmann, deutsche Unternehmerin († 1963)
- 05. Dezember: George Howard Earle, US-amerikanischer Politiker († 1974)
- 05. Dezember: Fritz Lang, österreichisch-US-amerikanischer Regisseur und Drehbuchautor († 1976)
- 06. Dezember: Rudolf Schlichter, deutscher Künstler († 1955)
- 07. Dezember: Rudolf Bella, ungarischer Komponist († 1973)
- 08. Dezember: Bohuslav Martinů, tschechischer Komponist der Moderne († 1959)
- 08. Dezember: Theodor Pool, estnischer Politiker († 1942)
- 09. Dezember: Guillaume Gagnier, kanadischer Hornist und Kontrabassist († 1962)
- 09. Dezember: Leon Phillips, US-amerikanischer Politiker († 1958)
- 10. Dezember: Karl-Heinrich Bodenschatz, deutscher Militär, General der Luftwaffe und Adjutant Hermann Görings († 1979)
- 10. Dezember: Byron Ingemar Johnson, kanadischer Politiker († 1964)
- 10. Dezember: Zeki Velidi Togan, baschkirischer Historiker und Politiker († 1970)
- 11. Dezember: Carlos Gardel, argentinischer Tango-Sänger († 1935)
- 11. Dezember: Mark Tobey, US-amerikanischer Maler († 1976)

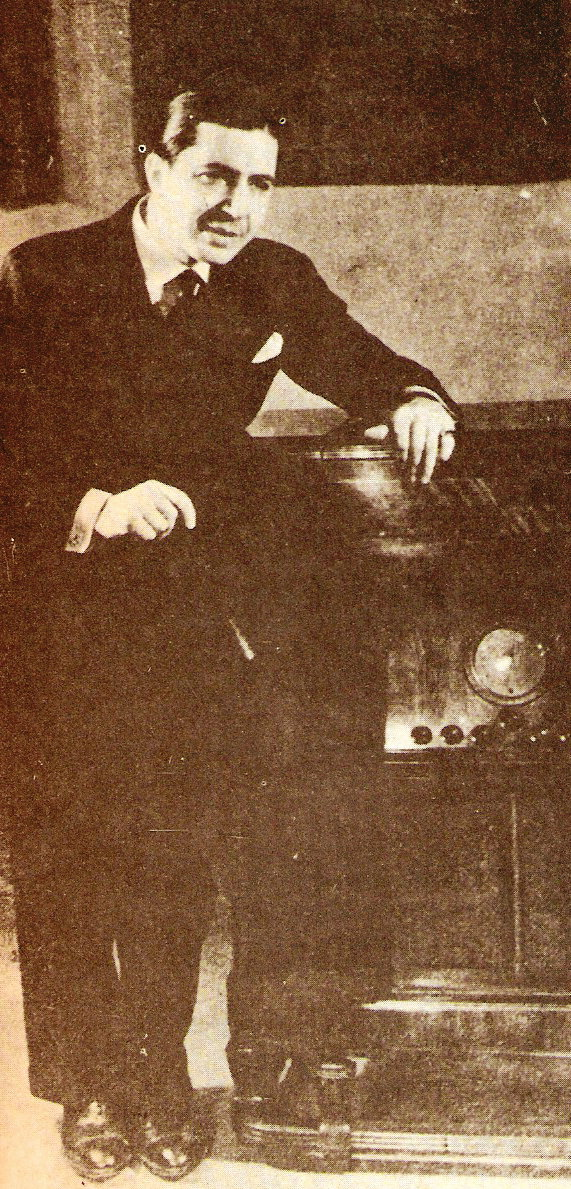
Carlos Gardel (* 11. Dezember)
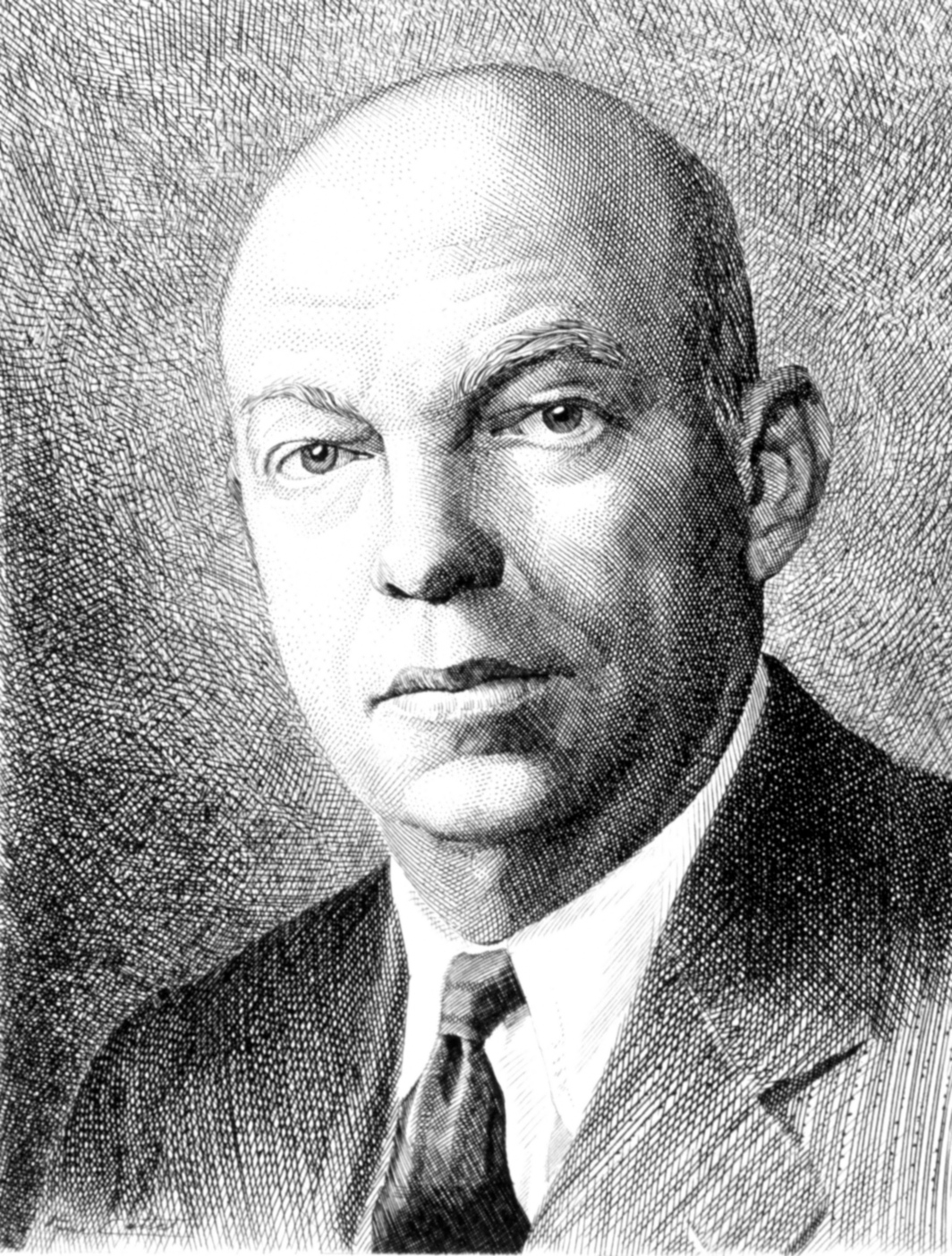
Edwin Howard Armstrong (* 18. Dezember)
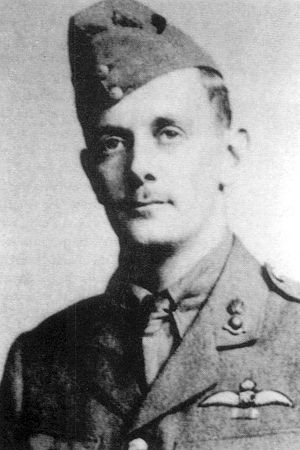
Lanoe Hawker (* 30. Dezember)

- 12. Dezember: Kazimierz Jósef Stanislaw Ajdukiewicz, polnischer Philosoph und Logiker († 1963)
- 12. Dezember: Theodor Neubauer, deutscher Widerstandskämpfer, operative illegale Leitung der KPD († 1945)
- 13. Dezember: Stanley Gardner, kanadischer Pianist und Musikpädagoge († 1945)
- 14. Dezember: Sigurd Hoel, norwegischer Schriftsteller († 1960)
- 15. Dezember: Gerhard Arndt, deutscher Landwirt und Politiker († 1963)
- 15. Dezember: Federico Callori di Vignale, italienischer römisch-katholischer Geistlicher; Kardinal († 1971)
- 15. Dezember: Günther Müller, deutscher Literaturhistoriker († 1957)
- 17. Dezember: Pierre Chami, libanesischer Erzbischof († 1967)
- 17. Dezember: Leopold Dirtl, österreichischer Motorradrennfahrer († 1948)
- 17. Dezember: Joachim von Preußen, Sohn von Kaiser Wilhelm II. († 1920)
- 18. Dezember: Edwin Howard Armstrong, US-amerikanischer Elektroingenieur und Erfinder († 1954)
- 20. Dezember: Jaroslav Heyrovský, tschechischer Physikochemiker († 1967)
- 21. Dezember: Hermann Joseph Muller, US-amerikanischer Biologe und Genetiker; Nobelpreisträger († 1967)
- 21. Dezember: Mikalaj Aladau, belarussischer Komponist († 1972)
- 21. Dezember: James A. Noe, US-amerikanischer Politiker († 1976)
- 22. Dezember: Heinrich Luhmann, deutscher Pädagoge und Heimatdichter († 1978)
- 22. Dezember: Nol van Berckel, niederländischer Fußballspieler († 1973)
- 23. Dezember: Johannes Hoffmann, deutscher Politiker († 1967)
- 24. Dezember: Martin Rosebery d’Arguto, polnischer Musikpädagoge, Komponist und Dirigent († 1942)
- 24. Dezember: Amerigo Bartoli, italienischer Maler und Karikaturist († 1971)
- 25. Dezember: Robert Ripley, US-amerikanischer Comiczeichner und Weltreisender († 1949)
- 26. Dezember: Heinrich Landrock, deutscher Ruderer († 1948)
- 27. Dezember: Emil Dovifat, deutscher Publizistikwissenschaftler und Universitätsprofessor († 1969)
- 28. Dezember: Viktor Lutze, Stabschef der SA († 1943)
- 29. Dezember: Käthe Dorsch, deutsche Schauspielerin († 1957)
- 29. Dezember: Yves Nat, französischer Pianist und Komponist († 1956)
- 30. Dezember: Artur Mahraun, deutscher Gründer und „Hochmeister“ des Jungdeutschen Ordens († 1950)
- 30. Dezember: Lanoe Hawker, britischer Kampfflieger im Ersten Weltkrieg († 1916)
- 31. Dezember: Karl Artelt, deutscher Politiker († 1981)
- 31. Dezember: Friedrich Nowack, deutscher Politiker (SPD) († 1959)

### Genaues Geburtsdatum unbekannt
- Jan Appel, deutscher Revolutionär († 1985)
- Harry William Hugh Armytage, britischer Artillerieoffizier († 1967)
- Karl Assmann, österreichischer Jurist, Fußballspieler und Mitgründer von SK Sturm Graz († 1958)
- Anton von Avanzini, österreichischer Politiker († 1969)
- Albert Duquesne, kanadischer Schauspieler († 1956)
- Broadus Farmer, kanadischer Geiger und Musikpädagoge († 1959)
- Papa Charlie Jackson, US-amerikanischer Blues-Musiker († 1938)
- Otto Georgi, chilenischer Maler († 1969)
- Teodoro Gutiérrez Calderón, kolumbianischer Lyriker und Schriftsteller († 1958)
- Philip Dalton Hepworth, britischer Architekt († 1963)
- Alfredo Lobos, chilenischer Maler († 1917)
- Fernando Meza, chilenischer Maler († 1929)
- Fritz Rosen, deutscher Grafiker († 1980)
- Henriette Sauret, französische Schriftstellerin und Feministin († 1976)
- Guillermo Vergara, chilenischer Maler († 1943)

### Geboren um 1890
- Paquita Escribano, spanische Sängerin († um 1970)

## Gestorben

### Januar/Februar
- 03. Januar: Ole Andreas Bachke, norwegischer Jurist und Politiker (* 1830)
- 03. Januar: Karl von Hase, evangelischer Theologe, großherzoglich sächsischer Wirklicher Geheimrat (* 1800)
- 03. Januar: Charles-Marie Panneton, kanadischer Pianist, Musikpädagoge und Komponist (* 1845)
- 03. Januar: Heinrich Thorbecke, deutscher Hochschullehrer und Arabist (* 1837)
- 04. Januar: Karl Wilhelm Philipp von Auersperg, böhmisch-österreichischer Politiker und Ministerpräsident (* 1814)
- 06. Januar: Józef Nikorowicz, polnischer Komponist (* 1827)
- 07. Januar: Augusta von Sachsen-Weimar-Eisenach, Ehefrau Kaiser Wilhelms I., deutsche Kaiserin und Königin von Preußen (* 1811)
- 07. Januar: Hans Matthison-Hansen, dänischer Komponist und Organist (* 1807)
- 07. Januar: George Lemuel Woods, US-amerikanischer Politiker (* 1832)
- 08. Januar: Elbridge G. Lapham, US-amerikanischer Politiker (* 1814)
- 09. Januar: Anton Friedrich von Tröltsch, deutscher Arzt und Professor für Ohrenheilkunde (* 1829)
- 10. Januar: Ignaz von Döllinger, deutscher katholischer Theologe (* 1799)
- 10. Januar: Johann Baptist Reiter, österreichischer Porträt- und Genremaler (* 1813)
- 12. Januar: Olympe Audouard, französische Frauenrechtlerin (* 1832)
- 14. Januar: Karl von Gerok, deutscher Theologe und Lyriker (* 1815)
- 17. Januar: Salomon Sulzer, österreichischer Kantor und Kirchenmusiker (* 1804)
- 19. Januar: Georg Albert, Fürst von Schwarzburg-Rudolstadt und preußischer General (* 1838)
- 20. Januar: Franz Lachner, deutscher Komponist (* 1803)
- 21. Januar: Nathan Marcus Adler, deutsch-britischer Rabbiner (* 1803)
- 24. Januar: Harrison H. Riddleberger, US-amerikanischer Politiker (* 1844)
- 25. Januar: Pieter de Jong, niederländischer Orientalist (* 1832)
- 26. Januar: Hilger Hertel der Ältere, deutscher Architekt und Diözesanbaumeister (* 1831)
- 30. Januar: Hayreddin Pascha, Großwesir des Osmanischen Reiches (* 1822/23)
- 30. Januar: Karl Merz, US-amerikanischer Komponist (* 1836)

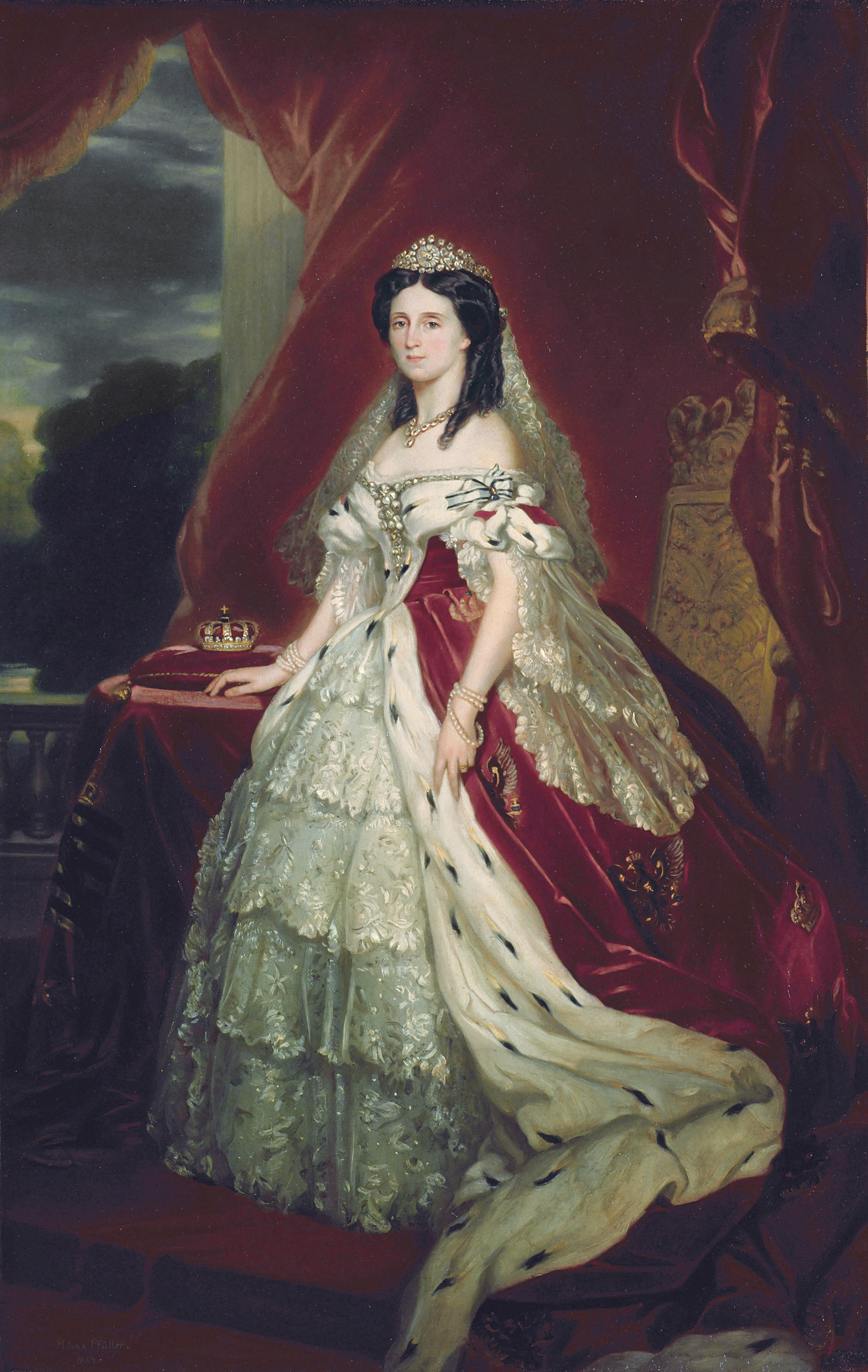
Kaiserin Augusta († 7. Januar)
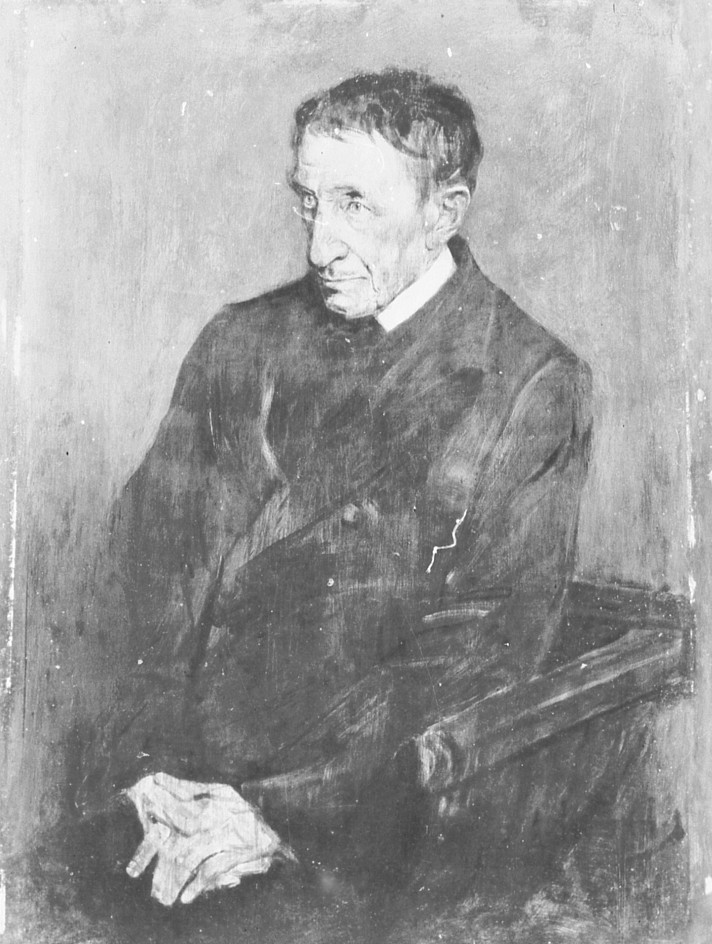
Ignaz von Döllinger († 10. Januar)
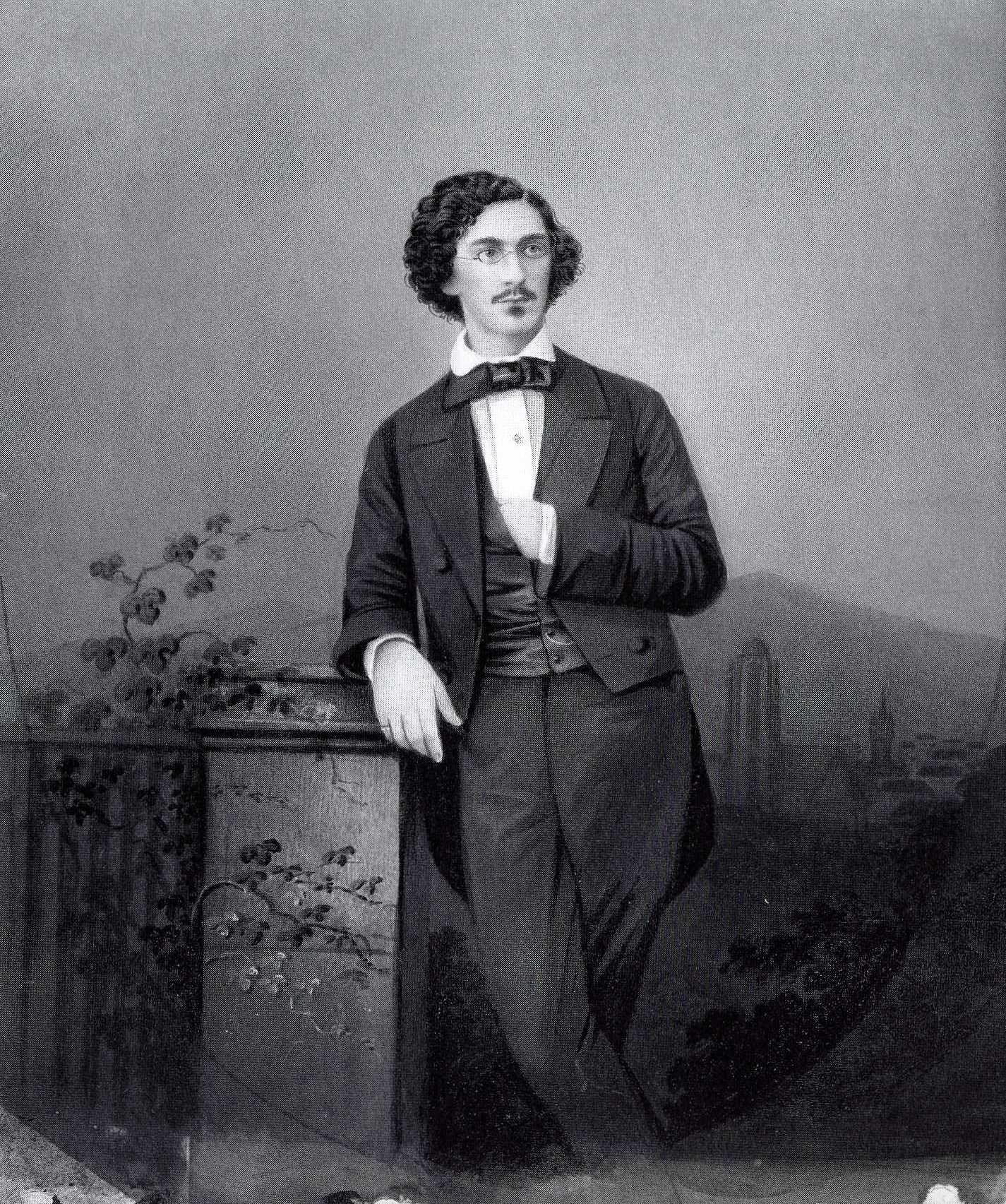
Salomon Sulzer († 17. Januar)

- 03. Februar: Christoph Buys Ballot, niederländischer Wissenschaftler, Begründer der Meteorologie in den Niederlanden und Initiator der internationalen Klimaforschung (* 1817)
- 03. Februar: Heinrich Vieweg, deutscher Verlagsbuchhändler (* 1826)
- 04. Februar: Antoine d’Orléans, Herzog von Montpensier, französischer Offizier und spanischer Thronprätendent (* 1824)
- 04. Februar: Fletcher Stockdale, US-amerikanischer Jurist, Gouverneur von Texas (* 1823 oder 1825)
- 11. Februar: Friedrich Heinrich Eduard Kochhann, deutscher Politiker (* 1805)
- 12. Februar: Nicolai-Peter Ahlmann, deutscher Politiker (* 1809)
- 13. Februar: Chalifa ibn Said, Sultan von Sansibar (* 1852)
- 16. Februar: Georg von Babich, österreichischer Feldmarschallleutnant (* 1826)
- 17. Februar: Arvid Ahnfelt, schwedischer Literaturhistoriker (* 1845)
- 17. Februar: Christopher Latham Sholes, US-amerikanischer Buchdrucker, Journalist und Erfinder (* 1819)
- 18. Februar: August Hartel, deutscher Architekt (* 1844)
- 18. Februar: Gyula Andrássy, Politiker in Österreich-Ungarn (* 1823)
- 22. Februar: Carl Bloch, dänischer Maler (* 1834)
- 27. Februar: Christoph Moufang, Diözesanadministrator von Mainz (* 1817)

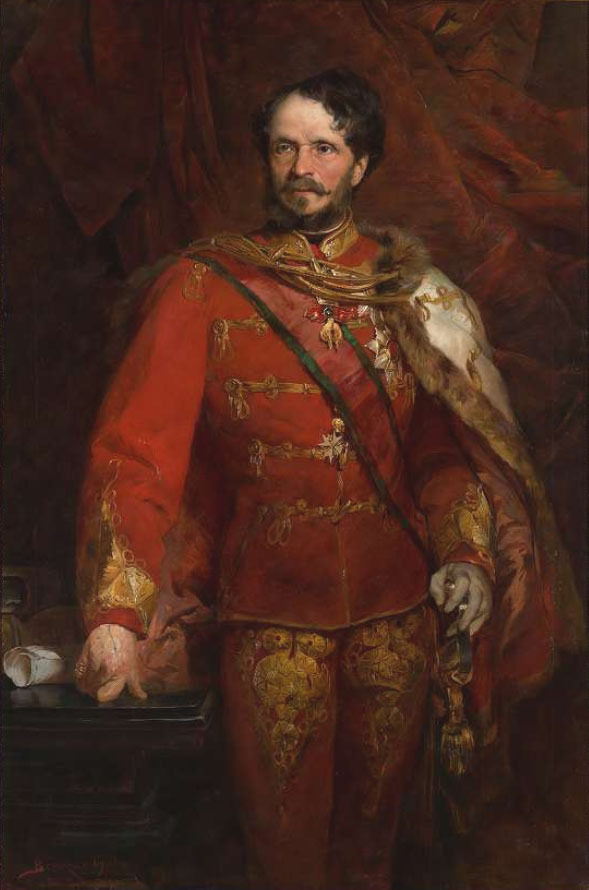
Gyula Andrássy († 18. Februar)
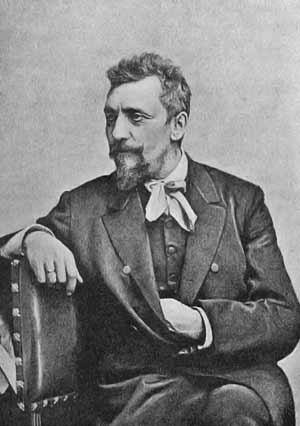
Carl Bloch († 22. Februar)

### März/April
- 02. März: James E. English, US-amerikanischer Politiker (* 1812)
- 03. März: Adalbert von Bredow, preußischer Generalleutnant (* 1814)
- 05. März: Johann Baptist Arbinger, deutscher Politiker (* 1819)
- 07. März: Karl Rudolf Friedenthal, deutscher Politiker, Jurist und Unternehmer (* 1827)
- 08. März: Hermann Conradi, deutscher Schriftsteller des Frühnaturalismus (* 1862)
- 18. März: Johann Georg Halske, deutscher Unternehmer (* 1814)
- 19. März: John S. Hager, US-amerikanischer Politiker (* 1818)
- 22. März: Heinrich Studer, Schweizer Unternehmer, Bankmanager und Politiker (* 1815)
- 04. April: Giovanni Corsi, italienischer Opernsänger (* 1822)
- 04. April: Eduard Dössekel, Schweizer Jurist und Dichter (* 1810)
- 08. April: Friedrich Strampfer, österreichischer Schauspieler und Theaterdirektor (* 1823)
- 11. April: Joseph Merrick, Engländer, bekannt als „Elefantenmensch“ (* 1862)
- 13. April: Samuel J. Randall, US-amerikanischer Politiker (* 1828)
- 13. April: Johann Joachim Schlegel, deutscher Unternehmer, Gründer der Schlegel Brauerei AG in Bochum (* 1821)
- 20. April: John Henry Gurney, englischer Bankier und Amateur-Ornithologe (* 1819)
- 30. April: Gustav Biedermann, tschechischer philosophischer Schriftsteller (* 1815)

### Mai/Juni
- 03. Mai: James Burnie Beck, US-amerikanischer Politiker (* 1822)
- 07. Mai: James Nasmyth, englischer Ingenieur und Astronom, Erfinder (* 1808)
- 14. Mai: August von Kleist, preußischer Generalmajor (* 1818)
- 17. Mai: Elisha Dyer, US-amerikanischer Politiker (* 1811)
- 21. Mai: Eduard von Fransecky, preußischer General der Infanterie (* 1807)
- 23. Mai: Louis Victor Antonio Artan de Saint-Martin, niederländisch-belgischer Maler (* 1837)
- 25. Mai: Eduard von Wattenwyl, Schweizer evangelischer Geistlicher (* 1815)
- 28. Mai: Carlos Céleo Arias López, Präsident von Honduras (* 1835)
- 28. Mai: Otto Mengelberg, deutscher Historien- und Porträtmaler und Lithograf (* 1817)
- 28. Mai: Victor Ernst Nessler, deutscher Komponist (* 1841)

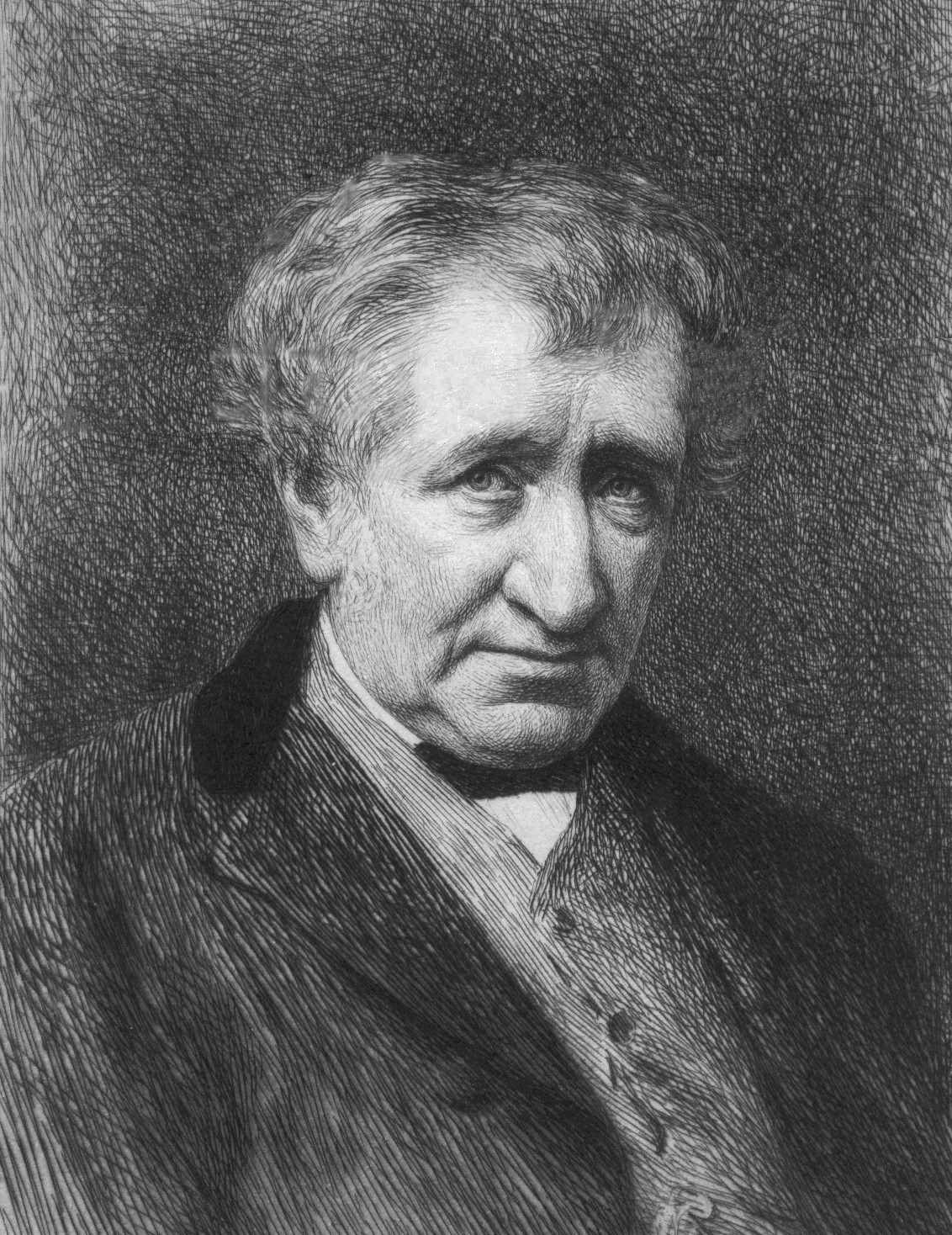
James Nasmyth († 7. Mai)
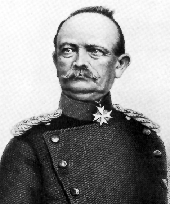
Eduard von Fransecky († 21. Mai)
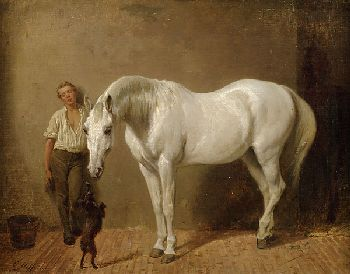
Carl Steffeck († 11. Juli): Schimmel, Hund und Bursche

- 13. Juni: Christian Friedrich Arnold, deutscher Architekt und Akademieprofessor (* 1823)
- 15. Juni: Franz Hessler, deutscher Arzt, Indologe und Übersetzer (* 1798)
- 19. Juni: Heinrich Wilhelm Stoll, deutscher Altphilologe (* 1819)
- 24. Juni: Benjamin Samuel Williams, englischer Handelsgärtner (* 1824)
- 26. Juni: Kosta Paniza, bulgarischer Freiheitskämpfer und Militär (* 1857)
- 29. Juni: Alexander Parkes, britischer Chemiker (* 1813)
- 30. Juni: Samuel Parkman Tuckerman, US-amerikanischer Komponist (* 1819)

### Juli/August
- 03. Juli: Gilman Marston, US-amerikanischer Politiker und Armeeoffizier (* 1811)
- 04. Juli: Philipp Friedrich Arnold, deutscher Anatom und Physiologe (* 1803)
- 07. Juli: Henri Nestlé, deutscher Unternehmer (* 1814)
- 10. Juli: Thomas Clay McCreery, US-amerikanischer Politiker (* 1816)
- 11. Juli: Carl Steffeck, deutscher Maler von Tierbildern und Grafiker (* 1818)
- 12. Juli: Friedrich Wilhelm Kritzinger, deutscher Theologe, Pädagoge, Autor (* 1816)
- 13. Juli: John C. Frémont, US-amerikanischer Entdecker, Generalmajor und Politiker (* 1813)
- 15. Juli: Gottfried Keller, Schweizer Dichter und Schriftsteller (* 1819)
- 18. Juli: Lydia Becker, britische Frauenrechtlerin (* 1827)
- 18. Juli: Christian Heinrich Friedrich Peters, deutscher Astronom (* 1813)
- 29. Juli: Paul Barbe, französischer Politiker und Industrieller (* 1836)
- 29. Juli: Vincent van Gogh, niederländischer Maler (* 1853)
- 30. Juli: Ferdinand Schmidt, deutscher Schriftsteller und Volkspädagoge (* 1816)

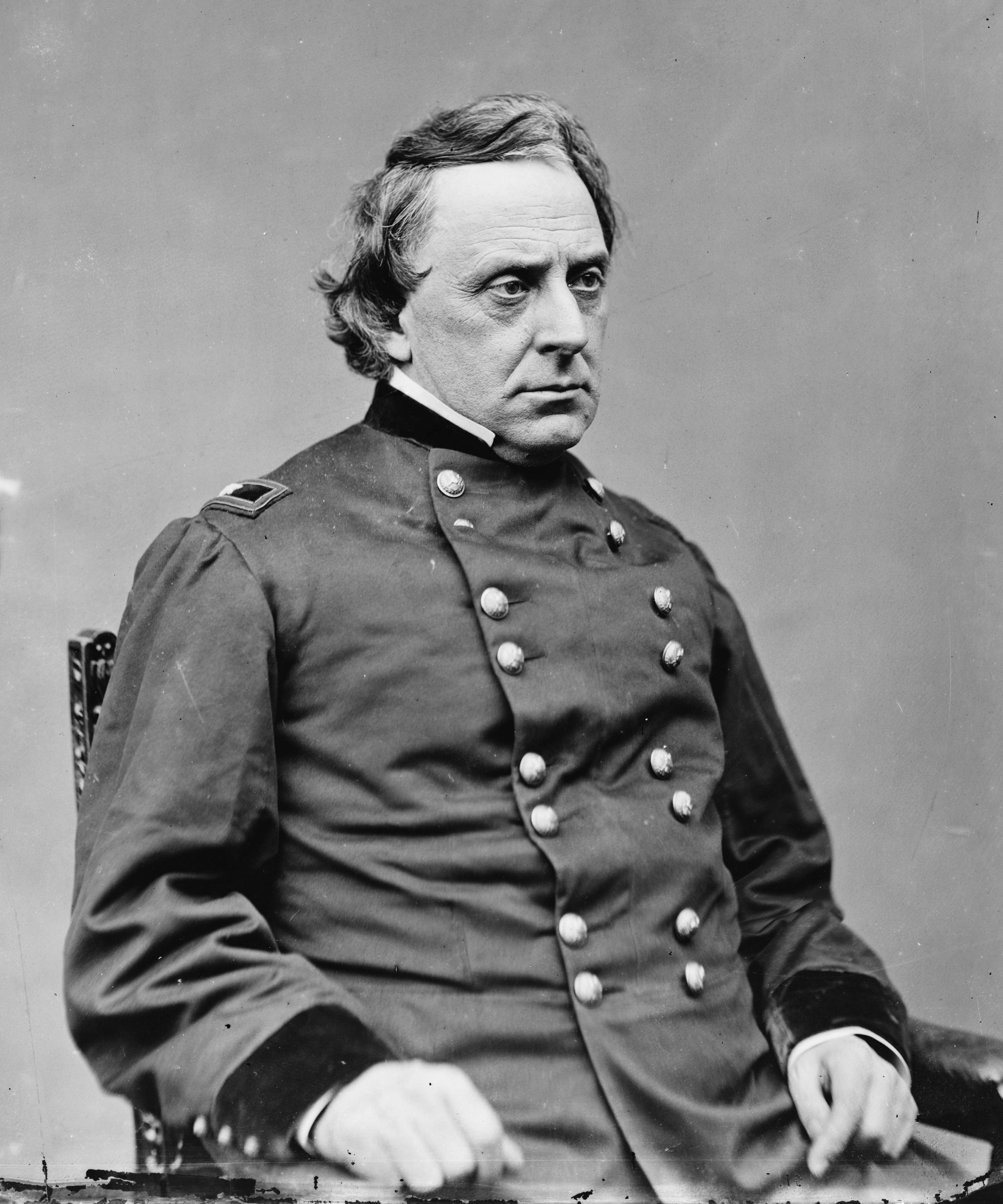
Gilman Marston († 3. Juli)
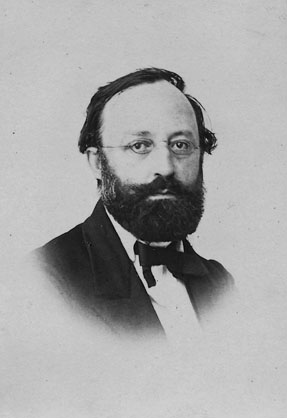
Gottfried Keller († 15. Juli) um 1860
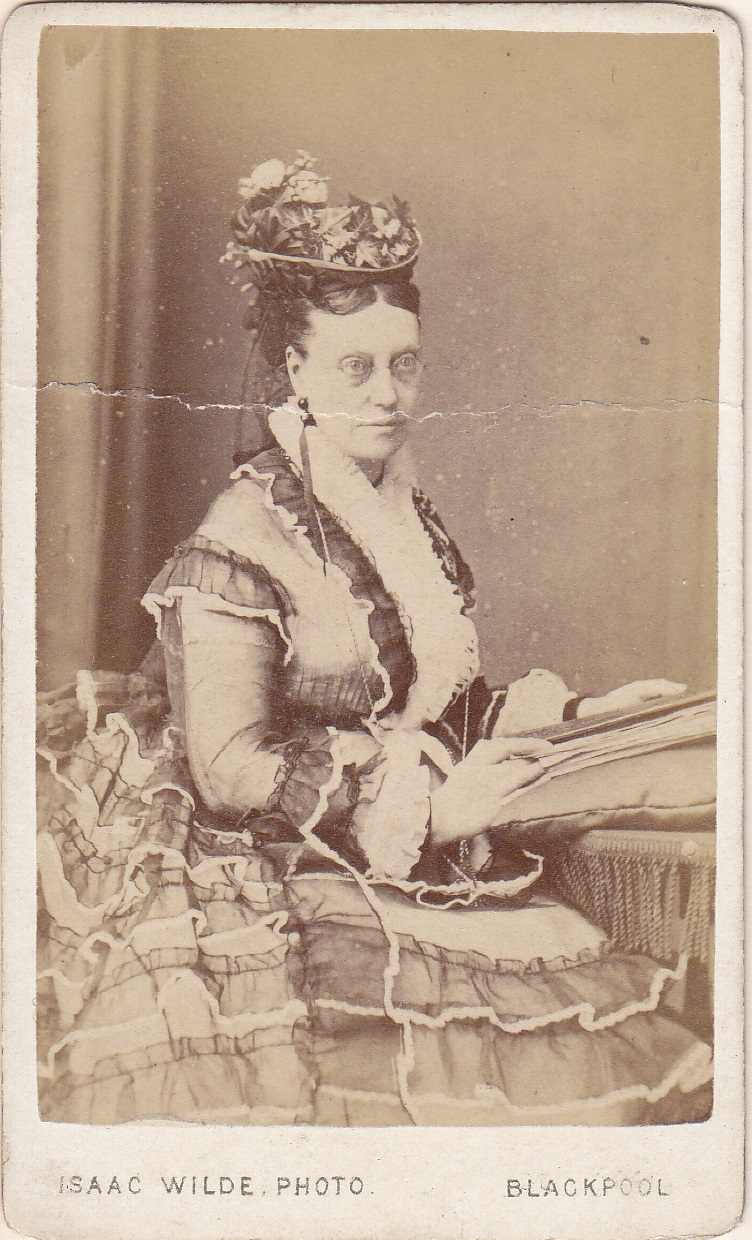
Lydia Becker (1827–1890)
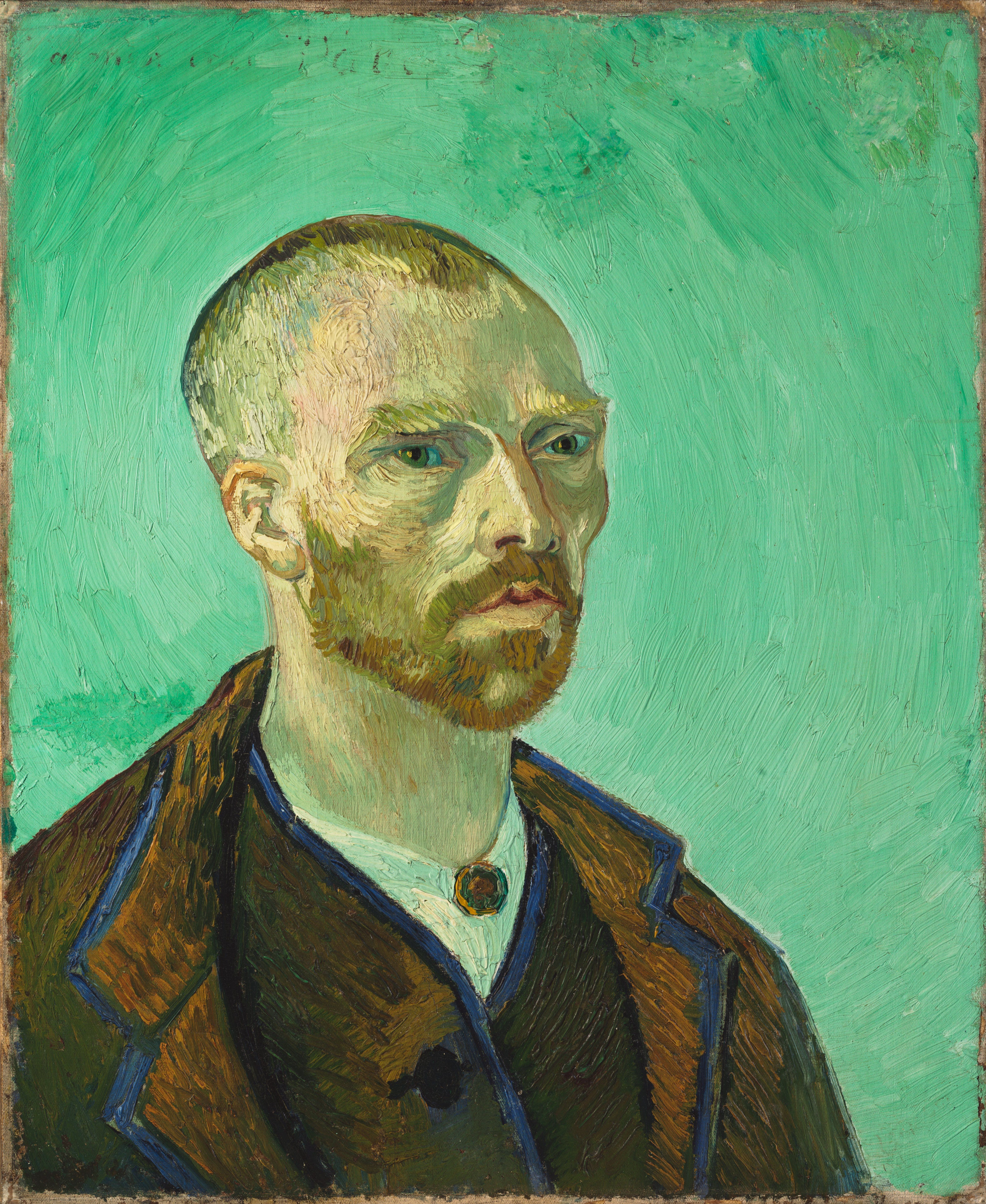
Vincent van Gogh († 29. Juli): Selbstporträt

- 03. August: Louise-Victorine Ackermann, französische Schriftstellerin und Mitglied der Parnassiens (* 1813)
- 03. August: Ludwig Barth zu Barthenau, österreichischer Chemiker (* 1839)
- 06. August: William Kemmler, US-Amerikaner, erster Mensch, der auf dem elektrischen Stuhl hingerichtet wurde (* 1860 oder 1861)
- 09. August: Eduard von Bauernfeld, österreichischer Lustspieldichter (* 1802)
- 11. August: John Henry Newman, britischer katholischer Theologe und Kardinal, zuvor anglikanischer Pfarrer und Theologe (* 1801)
- 12. August: Heinrich Otte, deutscher evangelischer Geistlicher, Mittelalterarchäologe sowie Kunst- und Kirchenhistoriker (* 1808)
- 22. August: Vasile Alecsandri, rumänischer Dichter, Dramatiker und Politiker (* 1821)
- 27. August: Milledge Luke Bonham, Brigadegeneral der Konföderierten Staaten im Sezessionskrieg (* 1813)
- 30. August: Nicolás Ruiz Espadero, kubanischer Pianist und Komponist (* 1832)
- 30. August: Marianne North, britische Malerin (* 1830)

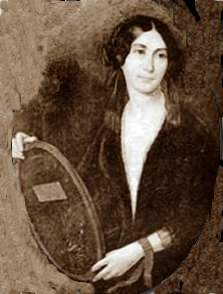
Louise-Victorine Ackermann († 3. August)
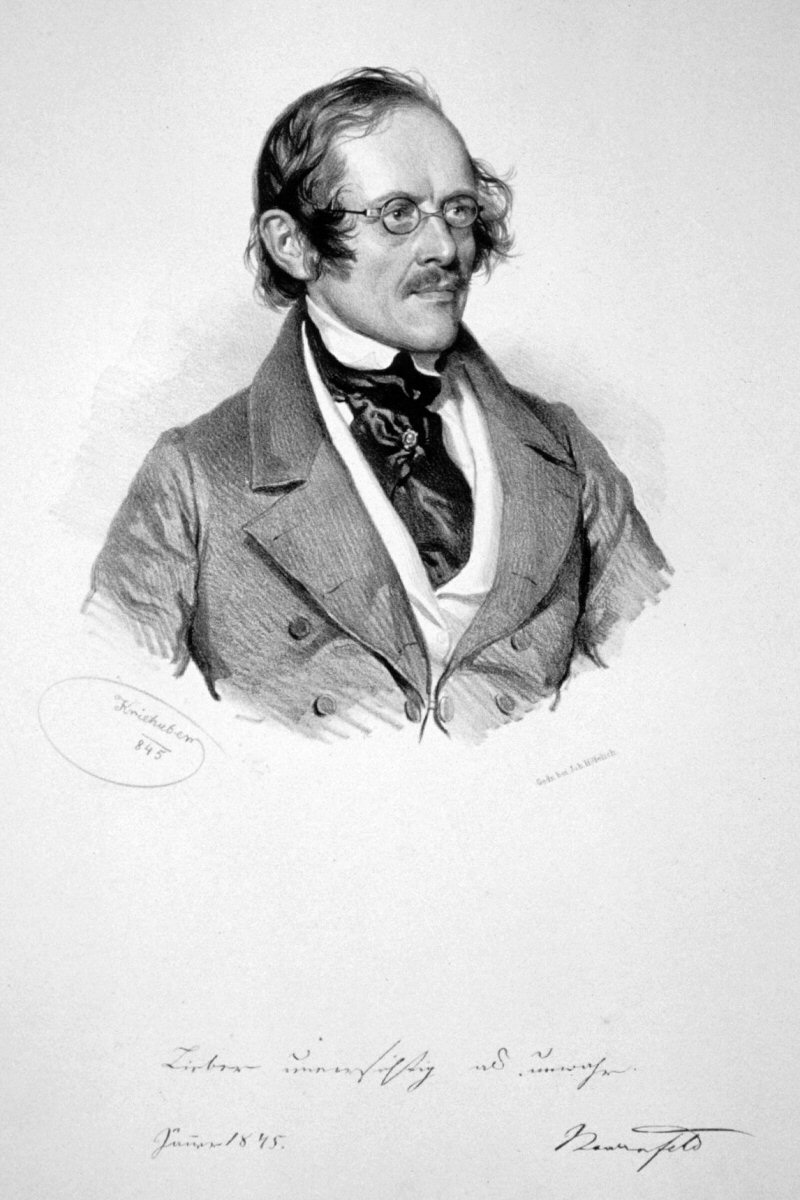
Eduard von Bauernfeld († 9. August)
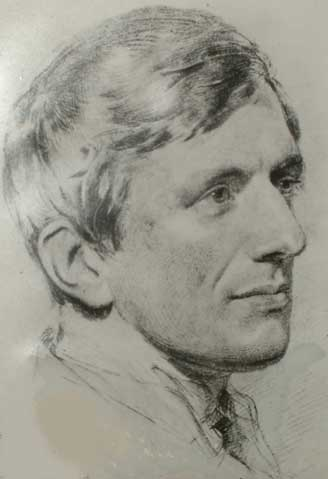
John Henry Newman († 11. August)
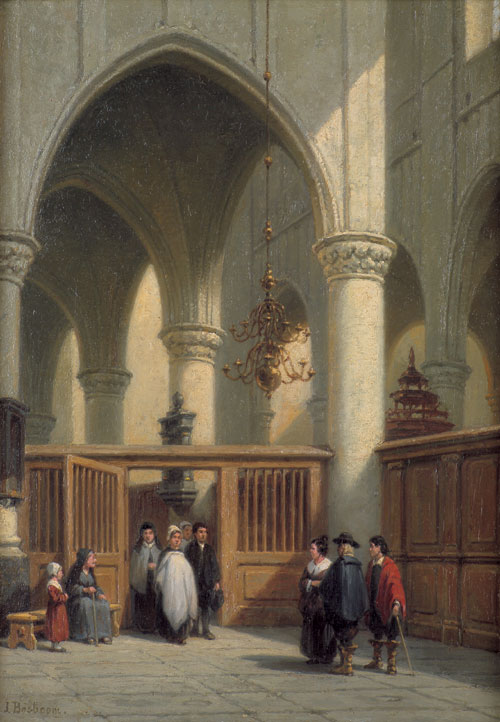
Johannes Bosboom († 14. September): Kindstaufe
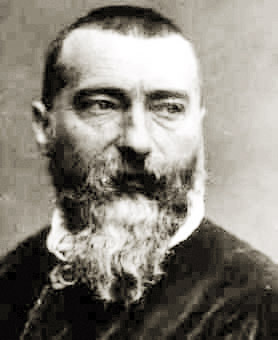
Alphonse Karr († 29. September)

### September/Oktober
- 03. September: Christian Ludwig Landbeck, deutsch-chilenischer Ornithologe (* 1807)
- 04. September: Edward Noyes, US-amerikanischer Politiker (* 1832)
- 08. September: Isaac P. Christiancy, US-amerikanischer Jurist und Politiker (* 1812)
- 11. September: Eduard Degener, deutsch-US-amerikanischer Politiker (* 1809)
- 13. September: Friedrich Kienscherf, deutscher Orgelbauer (* 1818)
- 16. September: Carl Franz Wilhelm Edel, deutscher Jurist und Politiker (* 1806)
- 24. September: John William Clark Watson, Politiker der Konföderierten Staaten (* 1808)
- 28. September: Ludwig Wilhelm, Fürst zu Bentheim und Steinfurt (* 1812)
- 29. September: Alphonse Karr, französischer Journalist, Schriftsteller und Satiriker (* 1808)
- 02. Oktober: Philip F. Thomas, US-amerikanischer Politiker (* 1810)
- 04. Oktober: Catherine Booth, Frau William Booths, des Gründers der Heilsarmee (* 1829)
- 04. Oktober: Hugo Henckel von Donnersmarck, deutsch-österreichischer Unternehmer (* 1811)
- 07. Oktober: John Hill Hewitt, US-amerikanischer Komponist, Lyriker und Zeitungsverleger (* 1801)
- 07. Oktober: Maharero, traditioneller Führer der Herero (* 1820)
- 11. Oktober: Mathias Auinger, österreichischer Paläontologe (* 1810)
- 12. Oktober: William Young Sellar, schottischer Altphilologe (* 1825)
- 14. Oktober: Friedrich von Hassel, preußischer Generalleutnant (* 1833)
- 15. Oktober: Christian Wilhelm Ludwig von Abeken, deutscher Politiker (* 1826)
- 18. Oktober: Friedrich Wilhelm August Carl von Arnim, preußischer Verwaltungsbeamter (* 1814)
- 19. Oktober: Émile Léonard Mathieu, französischer Mathematiker (* 1835)
- 20. Oktober: Richard Francis Burton, britischer Konsul, Forscher, Übersetzer, und Orientalist (* 1821)
- 26. Oktober: Carlo Collodi, italienischer Schriftsteller („Pinocchio“) (* 1826)

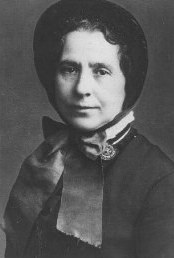
Catherine Booth († 4. Oktober)
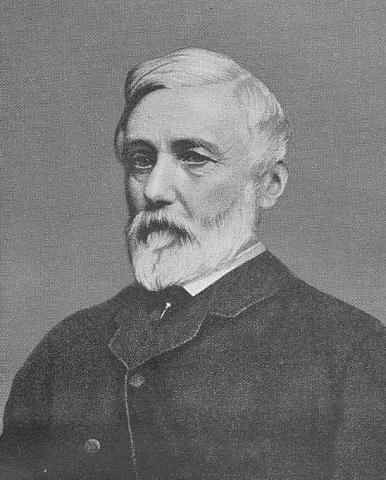
William Young Sellar († 12. Oktober)
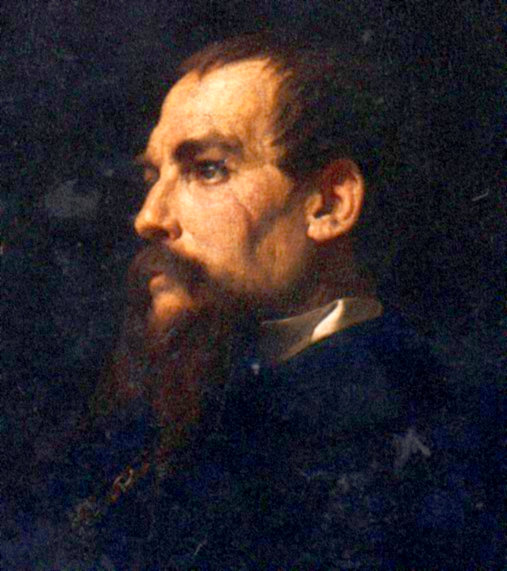
Richard Francis Burton († 19. Oktober)
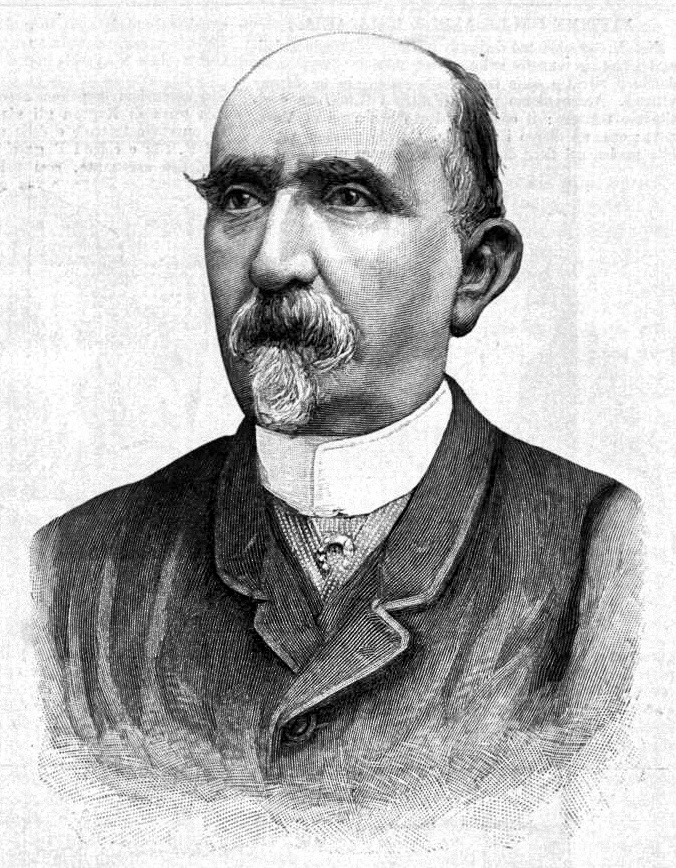
Carlo Collodi († 26. Oktober)

### November/Dezember
- 03. November: Ulrich Ochsenbein, Schweizer Politiker (* 1811)
- 04. November: Helena Demuth, Haushälterin von Jenny und Karl Marx (* 1820)
- 08. November: César Franck, französischer Komponist (* 1822)
- 08. November: Sophie Wörishöffer, deutsche Schriftstellerin (* 1838)
- 09. November: Johann Theodor Friedrich Avé-Lallemant, deutscher Musiklehrer, Musikkritiker und Musikschriftsteller (* 1806)
- 11. November: Guillaume de Pury, Schweizer Auswanderer, Winzer und Lokalpolitiker (* 1831)
- 22. November: Wilhelm Henneberg, deutscher Tierernährungsphysiologe (* 1825)
- 23. November: Kathinka Hedwig Agerskov, dänische Genremalerin (* 1859)
- 23. November: Thomas Rhodes Armitage, britischer Mediziner (* 1824)
- 23. November: Wilhelm III., niederländischer König (* 1817)
- 26. November: James Milton Smith, US-amerikanischer Politiker (* 1823)

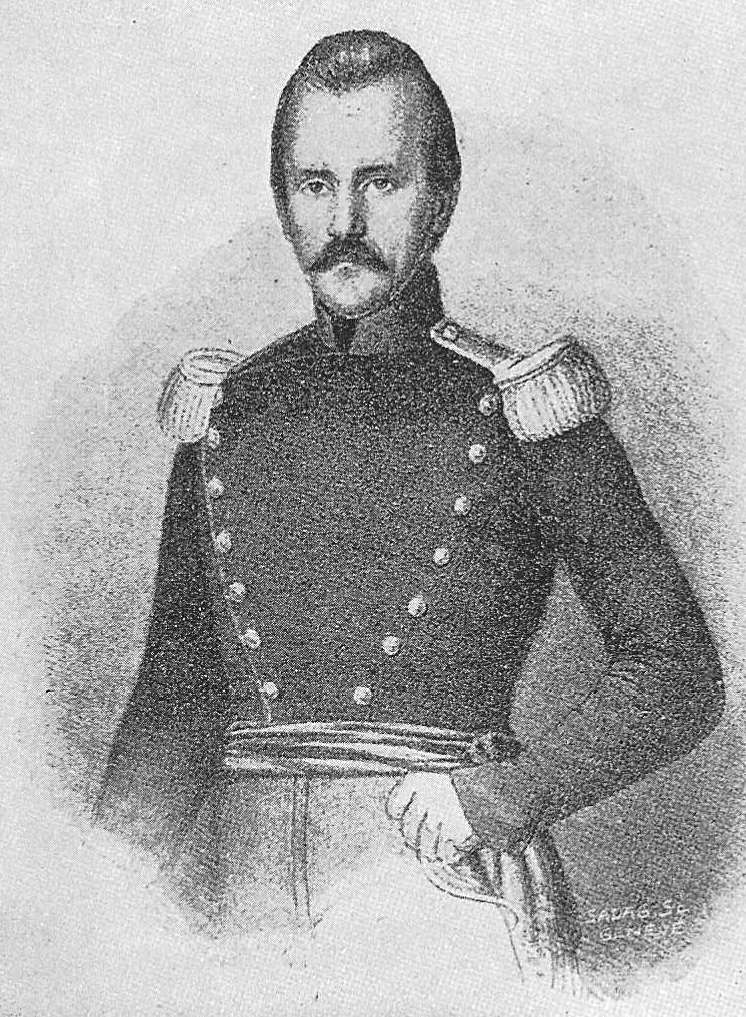
Ulrich Ochsenbein († 3. November)
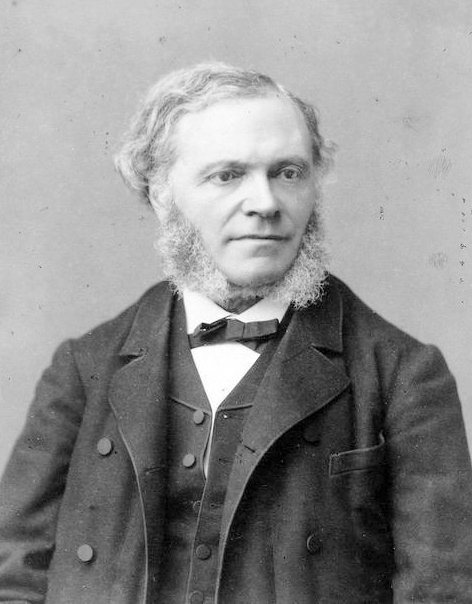
César Franck († 8. November)
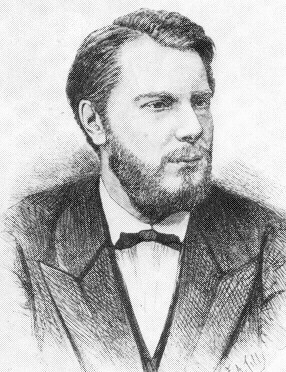
Wilhelm III. († 23. November): König der Niederlande

- 01. Dezember: Auguste Cornelius, deutsche Schriftstellerin (* 1826)
- 09. Dezember: Otto Michaelis, deutscher Wirtschaftsliberaler, Journalist und Politiker (* 1826)
- 14. Dezember: Gottlieb Samuel Studer, Schweizer Bergsteiger, Panoramazeichner und Autor (* 1804)
- 15. Dezember: James Croll, schottischer Naturforscher (* 1821)
- 15. Dezember: Sitting Bull, indianischer Häuptling (* um 1831)
- 21. Dezember: Niels Wilhelm Gade, dänischer Komponist und Dirigent (* 1817)
- 21. Dezember: Johanne Luise Heiberg, dänische Schauspielerin (* 1812)
- 26. Dezember: Heinrich Schliemann, deutscher Kaufmann und Entdecker von Troja (* 1822)
- 27. Dezember: Woldemar Frege, deutscher Jurist und Hochschullehrer (* 1811)
- 27. Dezember: Walter Grimshaw, britischer Autor von Schachproblemen (* 1832)
- 29. Dezember: Si Tanka, besser bekannt als Big Foot, Häuptling der Minneconjou-Lakota-Indianer (* 1815)
- 31. Dezember: Hyacinthe Aube, französischer Admiral und Gouverneur von Martinique (* 1826)

James Croll († 15. Dezember)
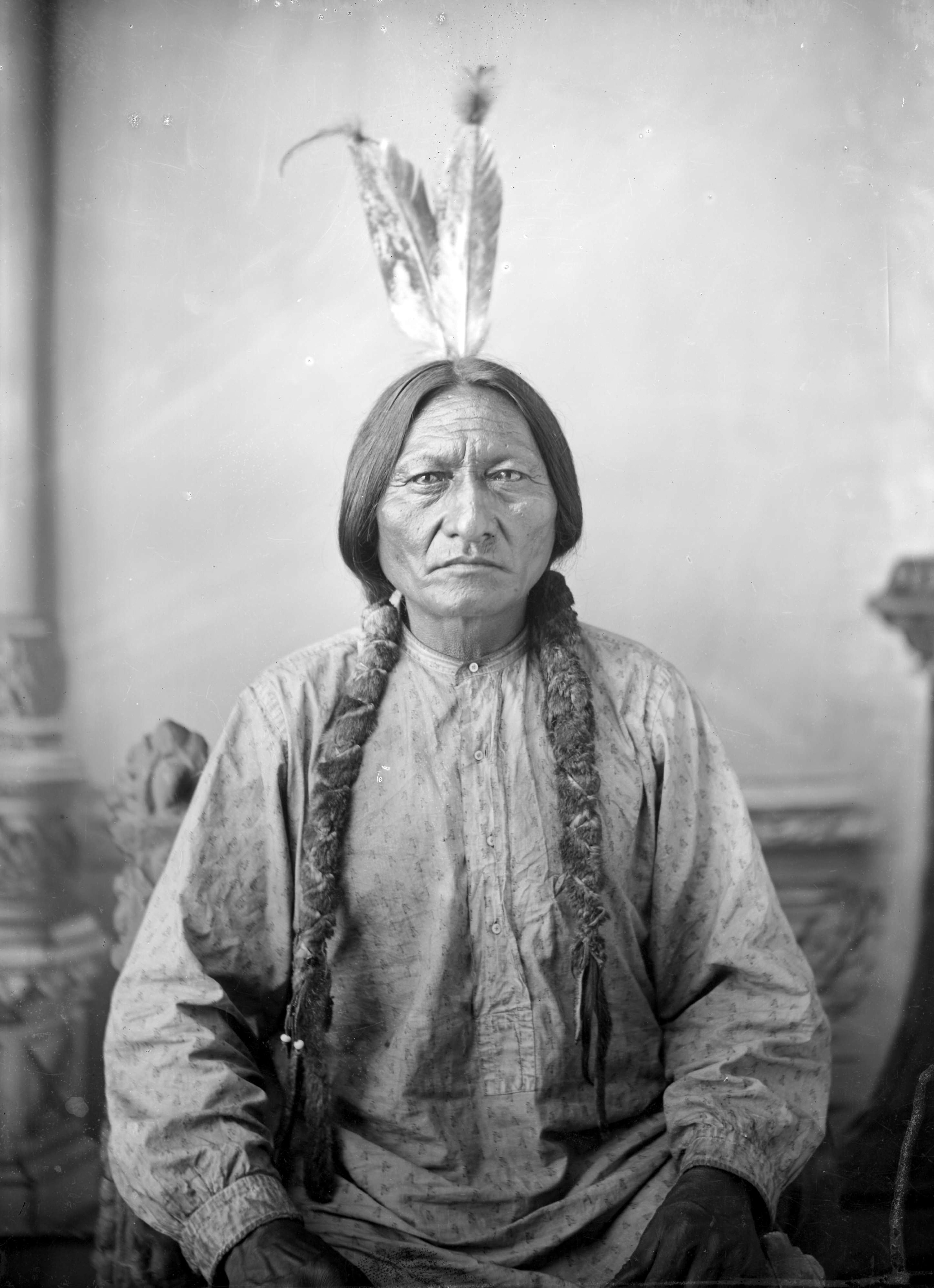
Sitting Bull († 15. Dezember)
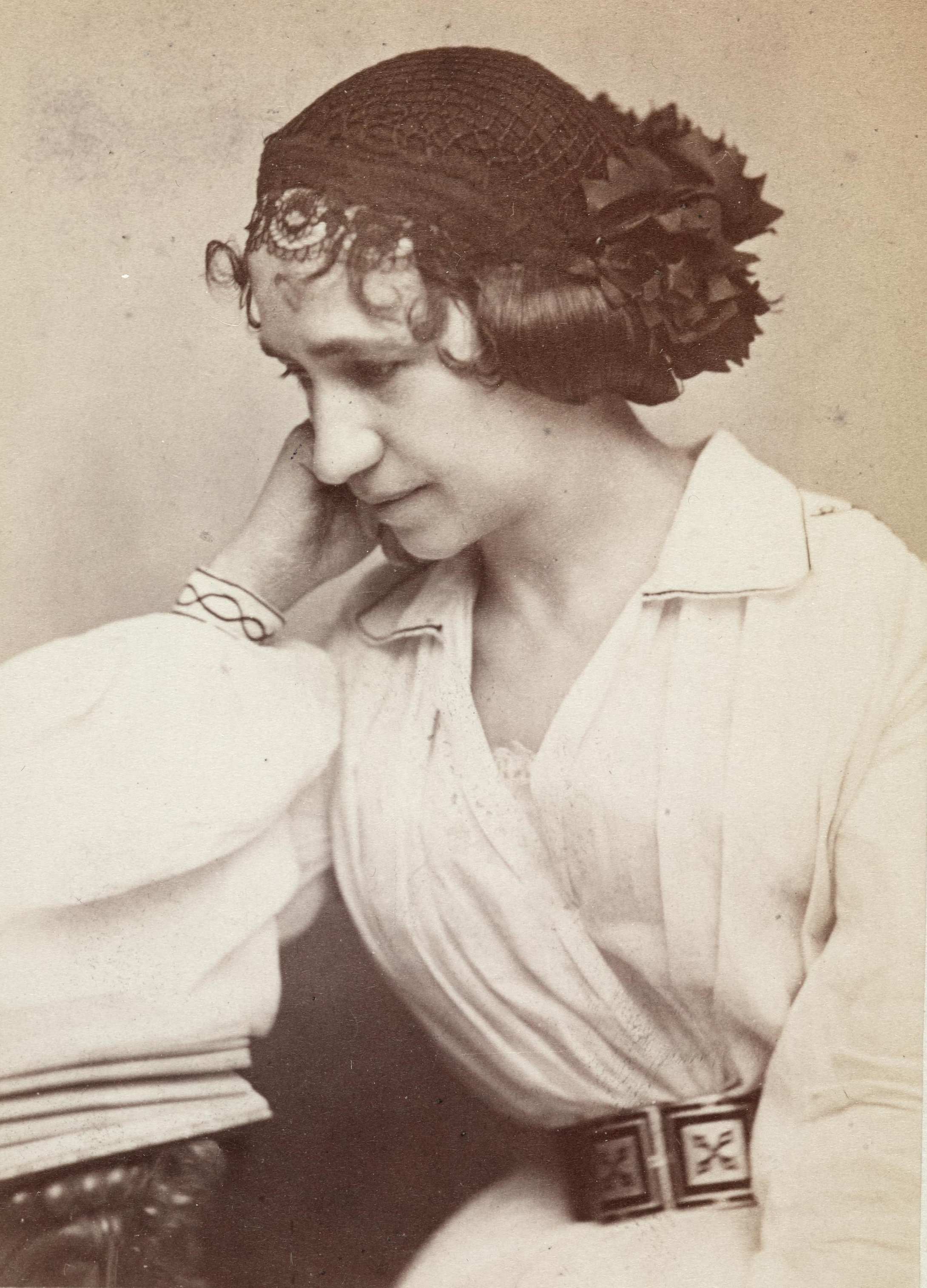
Johanne Luise Heiberg († 21. Dezember)
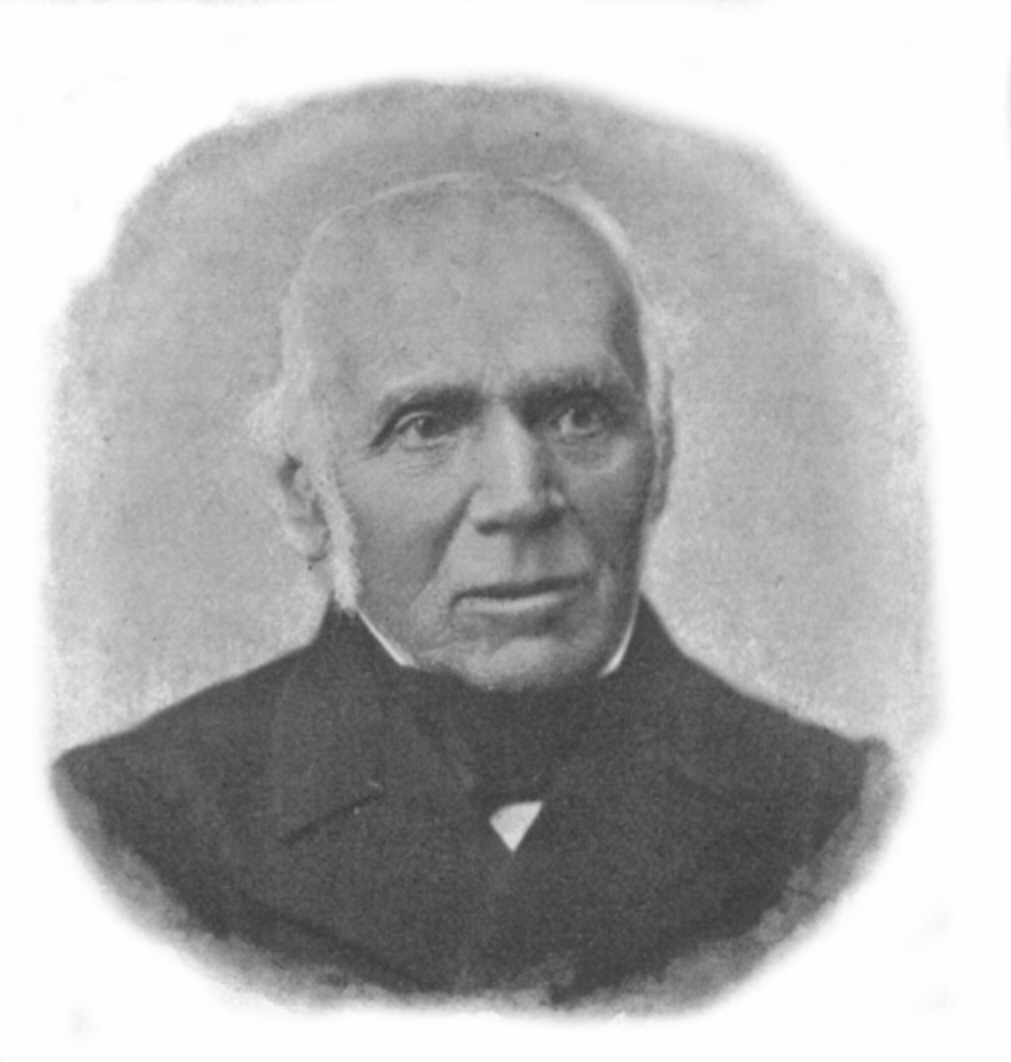
Gottlieb Samuel Studer († 22. Dezember)
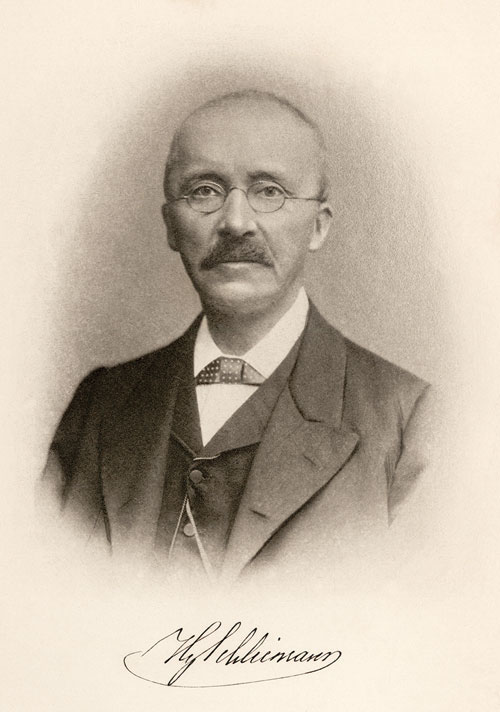
Heinrich Schliemann († 26. Dezember)